# Olympische Zomerspelen 1920
De Olympische Zomerspelen van 1920 (Frans: Jeux olympiques d'été de 1920, Duits: Olympische Sommerspiele 1920), officieel de Spelen van de VIIe Olympiade, vonden plaats tussen 20 augustus en 12 september 1920 in de Belgische havenstad Antwerpen. Dit multisportevenement was de zesde editie van de moderne Olympische Spelen sinds hun oprichting in 1896.
De Olympische Zomerspelen van 1920 waren de eerste Spelen na het einde van de Eerste Wereldoorlog (1914-1918). In totaal traden 29 landen aan op deze Olympische Zomerspelen. De verliezende landen in de oorlog, zoals Duitsland en Oostenrijk, werden dan weer uitgesloten van deelname aan deze editie. Onder de deelnemende atleten waren de overgrote meerderheid mannen, terwijl er slechts in enkele sporten ook competities werden ingericht voor vrouwen. De jongste medaillewinnaar was de 14-jarige Zweed Nils Skoglund. Zijn 72-jarige landgenoot Oscar Swahn was dan weer de oudste gemedailleerde.
De openingsceremonie vond plaats op 14 augustus 1920 in het Olympisch Stadion in de Antwerpse wijk het Kiel. In Antwerpen werd hierbij voor het eerst in de olympische geschiedenis de olympische vlag gehesen, werden er voor het eerst duiven vrijgelaten als symbool van vrede en legde voor het eerst een olympisch deelnemer, de Belg Victor Boin, de eed af. Om klimatologische omstandigheden vonden het kunstschaatsen en het ijshockey enkele maanden voorafgaand aan de openingsceremonie plaats, reeds in april 1920. In totaal stonden 25 sporten op het programma van deze Olympische Zomerspelen, waarvan korfbal en waterpolo bij de vrouwen evenwel slechts als demonstratiesport aan bod kwamen. IJshockey, nochtans een wintersport, maakte in Antwerpen zijn debuut op de Olympische Zomerspelen. Touwtrekken beleefde er dan weer zijn zwanenzang en zou na de Zomerspelen van 1920 worden geschrapt van het olympisch programma.
De meeste sporten werden georganiseerd in Antwerpen of in de Antwerpse buitenwijken. Enkele disciplines werden echter elders afgewerkt. Zo week men voor de polo- en zeilwedstrijden uit naar Oostende, vond een deel van het schieten plaats in het Kamp van Beverlo, vonden er enige voetbalwedstrijden plaats in Gent en Brussel en werd er geroeid op het Zeekanaal Brussel-Schelde nabij Vilvoorde. In het zeilen vond er bovendien een wedstrijd plaats op Nederlandse bodem, op het Buiten-IJ nabij Amsterdam.
Tijdens de Olympische Zomerspelen van 1920 traden enkele grote kampioenen naar voren, zoals de Finse atleet Paavo Nurmi, de Franse tennisster Suzanne Lenglen, de Belgische schutter Hubert Van Innis, de Italiaanse schermer Nedo Nadi en de Amerikaanse zwemmers Ethelda Bleibtrey en Duke Kahanamoku. Met 36 medailles waren deze Spelen de meest succesvolle uit de Belgische olympische geschiedenis. Nederland behaalde met 11 medailles zijn beste olympische resultaten tot dan toe.

## Toewijzing

### Kandidaatstelling

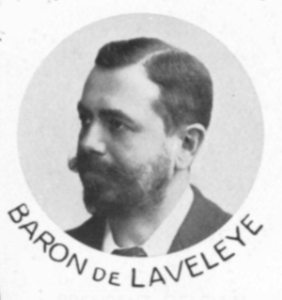
Baron Édouard de Laveleye.

In 1912 vonden de Olympische Zomerspelen plaats in de Zweedse hoofdstad Stockholm. In de marge van deze Zomerspelen vergaderde het Internationaal Olympisch Comité (IOC) over de gaststad die in 1920 de Zomerspelen zou mogen ontvangen. Baron Édouard de Laveleye, de voorzitter van het Belgisch Olympisch Comité en de Koninklijke Belgische Voetbalbond, diende op dat ogenblik de kandidatuur in van Brussel als gaststad voor deze Zomerspelen. Naast Brussel werden ook Boedapest en Amsterdam door het IOC gekozen als kandidaat-gaststad. Een jaar later, in 1913, zou de Laveleye echter onder invloed van Charles Cnoops, de ondervoorzitter van de Belgische Federatie der Schermkringen, Antwerpen naar voren schuiven als kandidaat-gaststad en niet langer Brussel.

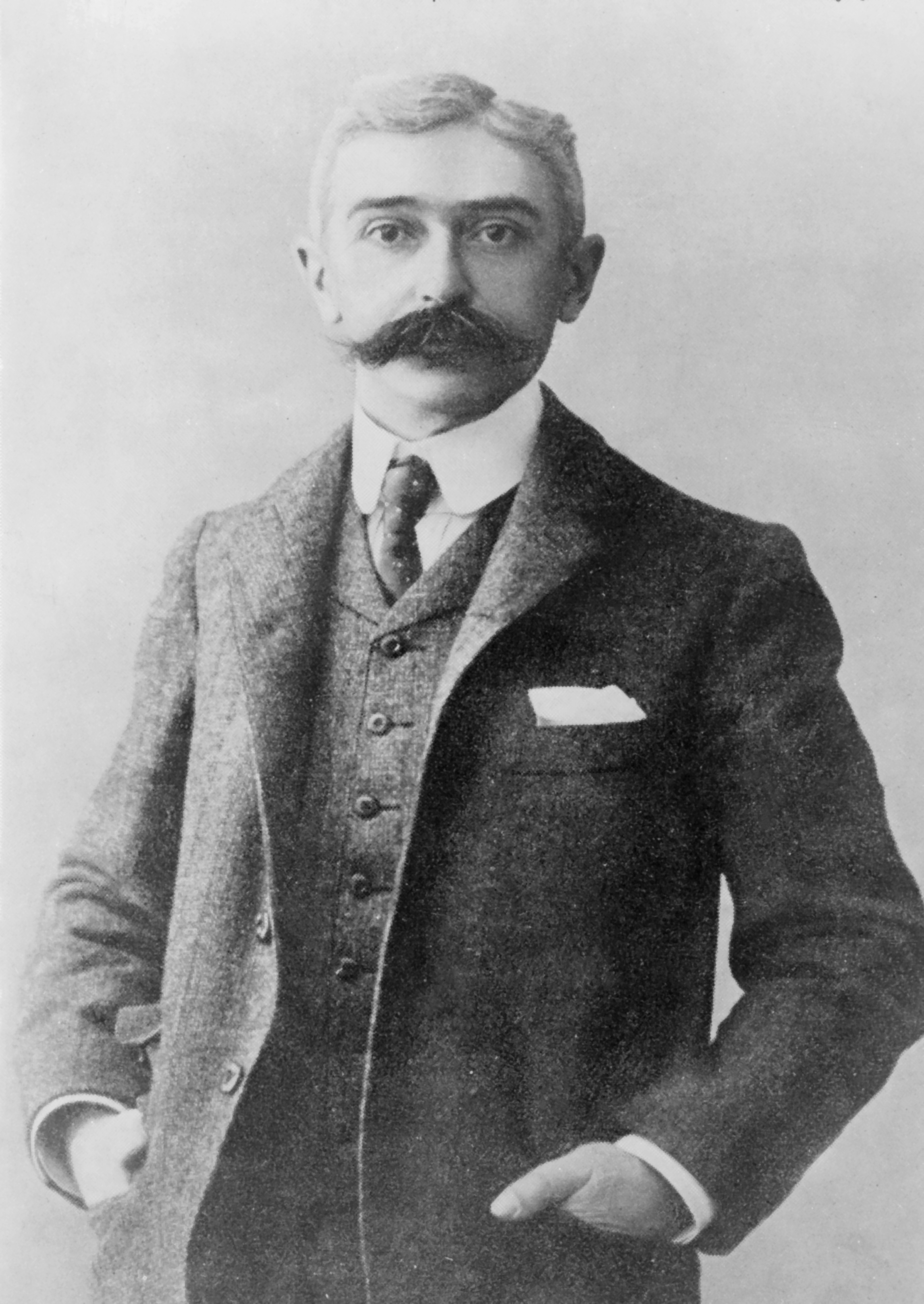
Baron Pierre de Coubertin.

Op 9 augustus 1913 besloten de Laveleye en Cnoops samen met graaf Henri de Baillet-Latour en Robert Osterrieth een voorlopig comité (comité provisoire) op te richten om de kandidatuur van Antwerpen te ondersteunen. De Baillet-Latour was lid van het IOC, terwijl Osterrieth de voorzitter was van de Royal Yacht Club de Belgique. Op initiatief van het voorlopig comité droeg het Belgisch Olympisch Comité later in 1913 officieel Antwerpen voor bij het IOC als kandidaat om de Olympische Zomerspelen van 1920 te organiseren. Enige tijd daarna bezocht de Franse baron en oprichter van de moderne Olympische Spelen Pierre de Coubertin Antwerpen voor het eerst teneinde er de sportinfrastructuur te beoordelen. In 1914 bracht het voorlopig comité een bidbook uit met als Franstalige titel "Aurons-nous la VIIe Olympiade à Anvers en 1920?" Het was de eerste maal dat de kandidatuur van een gaststad met een bidbook werd ondersteund.
Hoewel de definitieve toewijzing pas zou volgen in 1916, in de marge van de Olympische Zomerspelen die dat jaar zouden plaatsvinden in Berlijn, werden begin 1914 bij een tussentijdse stemming in Parijs de kandidaturen behouden van Antwerpen en Boedapest. Uit deze weliswaar niet-definitieve stemming bleek Boedapest een streepje voor te hebben op Antwerpen. Enkele weken later brak echter de Eerste Wereldoorlog uit. Vanwege de oorlog kwamen zowel de Olympische Zomerspelen van 1916 in Berlijn als de kandidatuur van Boedapest (gelegen in Oostenrijk-Hongarije) op de helling te staan. Antwerpen werd dan weer bezet door de Duitsers, wat onzekerheden met zich meebracht aangaande de organisatie van de Zomerspelen van 1920.

### Definitieve toewijzing
In 1915 stelde de Franse stad Lyon zich kandidaat voor het geval Antwerpen de Zomerspelen van 1920 niet zou kunnen organiseren. Plots zouden ook niet-Europese steden, zoals Cleveland, Philadelphia, Atlanta en Havana, worden getipt als mogelijke gaststeden. Antwerpen besloot echter zijn kandidatuur te handhaven. Eveneens in 1915 verhuisde Pierre de Coubertin de hoofdzetel van het IOC naar de Zwitserse stad Lausanne. Aldaar vond enige maanden na de Wapenstilstand, van 5 tot 8 april 1919 het achttiende en eerste naoorlogse IOC-congres plaats in het Casino de Montbenon, de toenmalige hoofdzetel van het IOC. Tijdens dit congres werd op 5 april 1919 besloten dat Antwerpen de Spelen van de VIIe Olympiade van 1920 zou toegewezen krijgen. Met de toewijzing aan Antwerpen wilde het IOC "eer bewijzen aan het leed dat het Belgische volk tijdens de oorlog is aangedaan", een verwijzing naar de Duitse opmars door België tijdens de Eerste Wereldoorlog en de zogenaamde Rape of Belgium in 1914. De Zomerspelen in Antwerpen zouden de eerste zijn sinds de Olympische Zomerspelen van 1912 in Stockholm. De geplande editie van 1916 in Berlijn werd uiteindelijk immers afgelast vanwege de Eerste Wereldoorlog die op dat ogenblik nog steeds aan de gang was.

## Organisatie

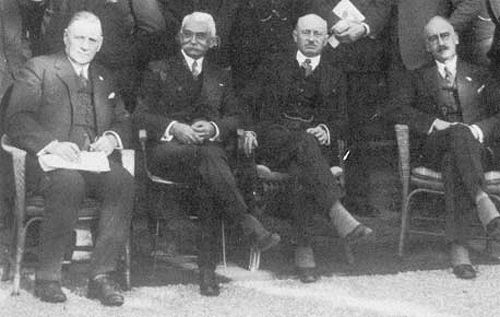
De Franse oprichter van de Olympische Spelen Pierre de Coubertin (tweede van links) en Belgische voorzitter van het uitvoerend comité Henri de Baillet Latour (tweede van rechts) tijdens een IOC-vergadering in Lausanne (Zwitserland) in 1921, enkele maanden na de Olympische Zomerspelen van 1920 in Antwerpen.

Twee weken na de toewijzing van de Olympische Zomerspelen aan Antwerpen werd op 17 april 1919 een uitvoerend comité (comité exécutif) opgericht dat de organisatie van de Olympische Zomerspelen van 1920 in handen zou nemen. Dit comité telde acht leden en bestond uit voorzitter graaf Henri de Baillet Latour, ondervoorzitters baron Édouard de Laveleye en Robert Osterrieth, secretaris-generaal Albert Verdyck, secretaris-rapporteur Rodolphe William Seeldrayers en de gewone leden Charles Cnoops, Alfred Grisar en Paul Havenith. Graaf de Baillet Latour, baron de Laveleye, Osterrieth en Cnoops waren eerder al lid van het voorlopig comité. Seeldrayers was net zoals baron de Laveleye actief in de Voetbalbond. Grisar en Havenith waren dan weer respectievelijk oprichter en voorzitter van de Beerschot Voetbal en Atletiek Club, de lokale sportclub wiens stadion zou worden omgevormd tot het Olympisch Stadion en op wiens terreinen veel olympische disciplines zouden doorgaan.
Naast het uitvoerend comité werden er ook verschillende speciale commissies opgericht die zich zouden richten op specifieke onderdelen in de organisatie van de Olympische Zomerspelen. In totaal ging het om acht speciale commissies, met name een financiële commissie, een logementencommissie, een medaille- en diplomacommissie, een perscommissie, een propagandacommissie, een technische en programmacommissie, een toegangscommissie en een ontvangstcommissie.
Voor eventuele medische zorgen deed het uitvoerend comité een beroep op het Belgische Rode Kruis. Artsen bezochten tweemaal het Olympisch Stadion en het Zwemstadion om er medische posten in te richten. Tijdens de Olympische Zomerspelen zouden 47 artsen en 200 verplegers actief zijn in de marge van de olympische competities. In totaal geraakten zeven atleten zwaargewond, met onder meer verwondingen aan de arm, het sleutelbeen en de geslachtsdelen. Tijdens de marathon dienden zeven atleten in de ambulance te worden verzorgd vanwege uitputting. Daarnaast werden er ook medische zorgen verleend aan toeschouwers die last kregen van de warmte.

## Deelnemers

### Deelnemende landen
| Land              | Mannelijke atleten | Vrouwelijke atleten | Totaal |
| ----------------- | ------------------ | ------------------- | ------ |
| Argentinië        | 1                  | 0                   | 1      |
| Australië         | 12                 | 1                   | 13     |
| België            | 326                | 10                  | 336    |
| Brazilië          | 19                 | 0                   | 19     |
| Brits-Indië       | 5                  | 0                   | 5      |
| Canada            | 52                 | 0                   | 52     |
| Chili             | 2                  | 0                   | 2      |
| Denemarken        | 150                | 4                   | 154    |
| Egypte            | 18                 | 0                   | 18     |
| Estland           | 14                 | 0                   | 14     |
| Finland           | 62                 | 1                   | 63     |
| Frankrijk         | 296                | 8                   | 304    |
| Griekenland       | 47                 | 0                   | 47     |
| Groot-Brittannië  | 218                | 16                  | 234    |
| Italië            | 173                | 1                   | 174    |
| Japan             | 15                 | 0                   | 15     |
| Joegoslavië       | 15                 | 0                   | 15     |
| Luxemburg         | 25                 | 0                   | 25     |
| Monaco            | 4                  | 0                   | 4      |
| Nederland         | 129                | 1                   | 130    |
| Nieuw-Zeeland     | 3                  | 1                   | 4      |
| Noorwegen         | 188                | 6                   | 194    |
| Portugal          | 13                 | 0                   | 13     |
| Spanje            | 58                 | 0                   | 58     |
| Tsjecho-Slowakije | 118                | 1                   | 119    |
| Verenigde Staten  | 274                | 14                  | 288    |
| Zuid-Afrika       | 38                 | 1                   | 39     |
| Zweden            | 247                | 13                  | 260    |
| Zwitserland       | 79                 | 0                   | 79     |
| Totaal            | 2.601              | 78                  | 2.679  |

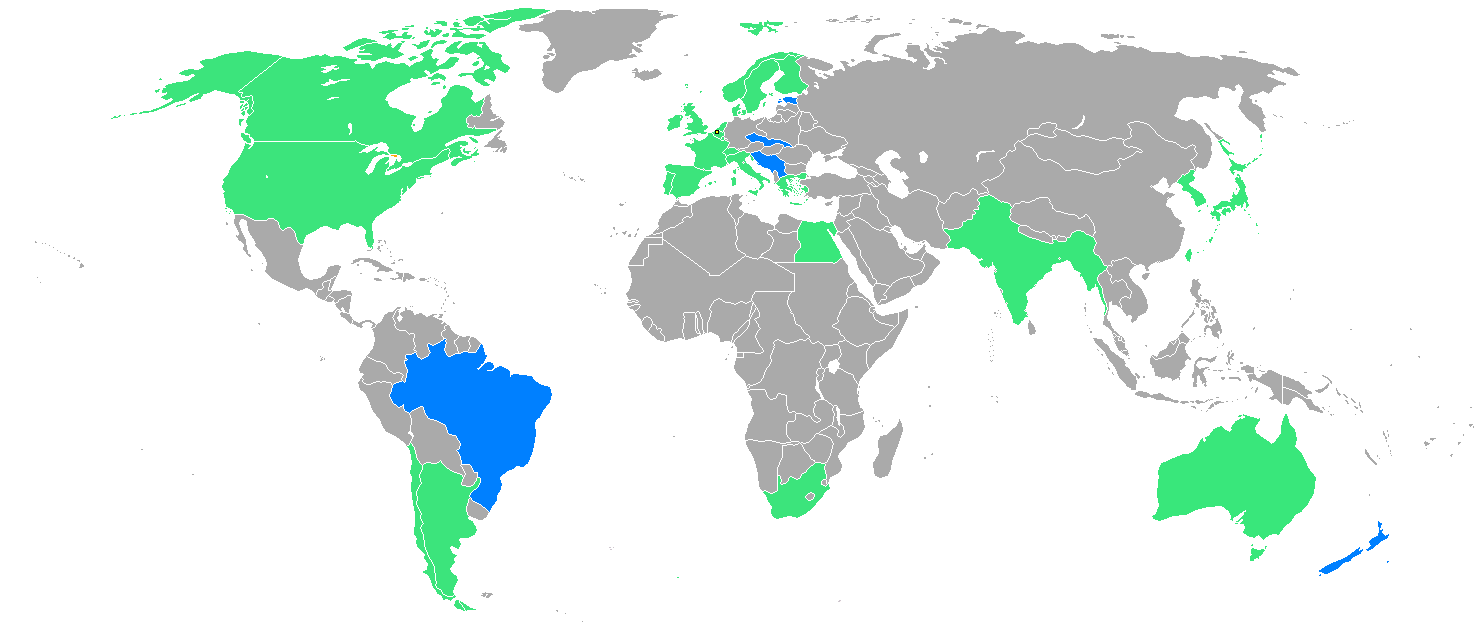
Kaart met de landen die deelnamen aan de Olympische Zomerspelen van 1920.
eerder deelgenomen landen
debuterende landen

Aan de Olympische Zomerspelen van 1920 namen 29 landen deel, waarvan zes landen debuteerden op de Olympische Spelen. De zes debuterende landen waren Brazilië, Estland, Joegoslavië, Monaco, Nieuw-Zeeland en Tsjecho-Slowakije. Onder de 29 deelnemende landen waren er 18 Europese landen en 11 niet-Europese landen, waarvan drie landen uit Zuid-Amerika, twee uit Noord-Amerika, twee uit Azië, twee uit Afrika en twee uit Oceanië. In totaal hadden 31 landen de uitnodiging van het Belgisch Olympisch Comité om deel te nemen aanvaard, maar Polen en Roemenië waren later verhinderd en zo traden 29 landen aan in Antwerpen.
Daarnaast waren de landen die de Eerste Wereldoorlog hadden verloren uitgesloten van deelname aan de Spelen van 1920. Duitsland, Oostenrijk, Hongarije, Bulgarije en het Ottomaanse Rijk mochten om deze reden niet deelnemen aan de Spelen. Nochtans hadden deze landen reeds deelgenomen aan eerdere edities van de Spelen. De uitgesloten landen zouden opnieuw aantreden op de Olympische Zomerspelen van 1924 in Parijs. Uitzondering bleef evenwel Duitsland, dat pas opnieuw aantrad op de Olympische Zomerspelen van 1928 in Amsterdam. Oprichter Pierre de Coubertin zat verveeld met de kwestie van de deelname van de verliezers van de oorlog aan de Olympische Zomerspelen van Antwerpen. Deze landen weren zou strijdig zijn met de gedachte dat de Spelen toegankelijk zijn voor iedereen, zonder onderscheid in politiek, religie of afkomst. De verliezers van de oorlog uitsluiten zou ingaan tegen het pacifistische karakter van de Spelen. Elf jaar na de Olympische Zomerspelen van Antwerpen zou hij hier in 1931 op terugkomen in zijn werk Mémoires olympiques in volgende bewoordingen:
[U]n gros problème se dressait : la participation des « empires centraux », comme on disait encore. Or quelques mois à peine s’étaient écoulés depuis que le dernier soldat allemand avait évacué la Belgique et que, sur le front de guerre, le dernier coup de canon avait retenti. Le bon sens indiquait que des équipes allemandes ne pouvaient, sans imprudence, prétendre à se montrer dans le stade olympique avant 1924. D’autre part, proclamer solennellement un ostracisme quelconque, fût-ce au lendemain du conflit qui venait d’ensanglanter l’Europe, constituerait une déchirure dans cette constitution olympique jusque-là si résistante ; et il en pourrait résulter un précédent dangereux.— Pierre de Coubertin
Hierop besloot de Coubertin de vlucht vooruit te nemen en de beslissing over de deelname van de verliezende landen door te schuiven naar het Belgische organisatiecomité, dat vervolgens zou besluiten de landen niet te laten deelnemen. De Coubertins vrees voor de precedentwaarde van deze beslissing zou terecht blijken: ook nadien zouden landen om politieke dan wel sportieve redenen worden uitgesloten van deelname of de Spelen boycotten. Zo werden na de Tweede Wereldoorlog bijvoorbeeld Duitsland en Japan uitgesloten van deelname aan de Olympische Zomerspelen van 1948 in Londen, zou Zuid-Afrika jarenlang worden geweerd vanwege zijn apartheidsregime en werden Russen deels uitgesloten op de Olympische Zomerspelen van 2016 in Rio de Janeiro en de Olympische Winterspelen van 2018 in Pyeongchang vanwege grootschalige staatsgeorganiseerde dopingfraude.
Naast de landen die vanwege hun verlies van de Eerste Wereldoorlog waren uitgesloten, waren er tevens vijf andere landen die niet deelnamen aan de Olympische Zomerspelen van Antwerpen hoewel ze wel hadden deelgenomen aan een of meerdere vorige edities van de Spelen. Deze vijf landen waren Cuba (deelnames in 1900 en 1904), Mexico (deelname in 1900), Roemenië (deelname in 1900), Rusland (deelnames in 1900, 1904 en 1912) en IJsland (deelname in 1912).

### Deelnemende atleten

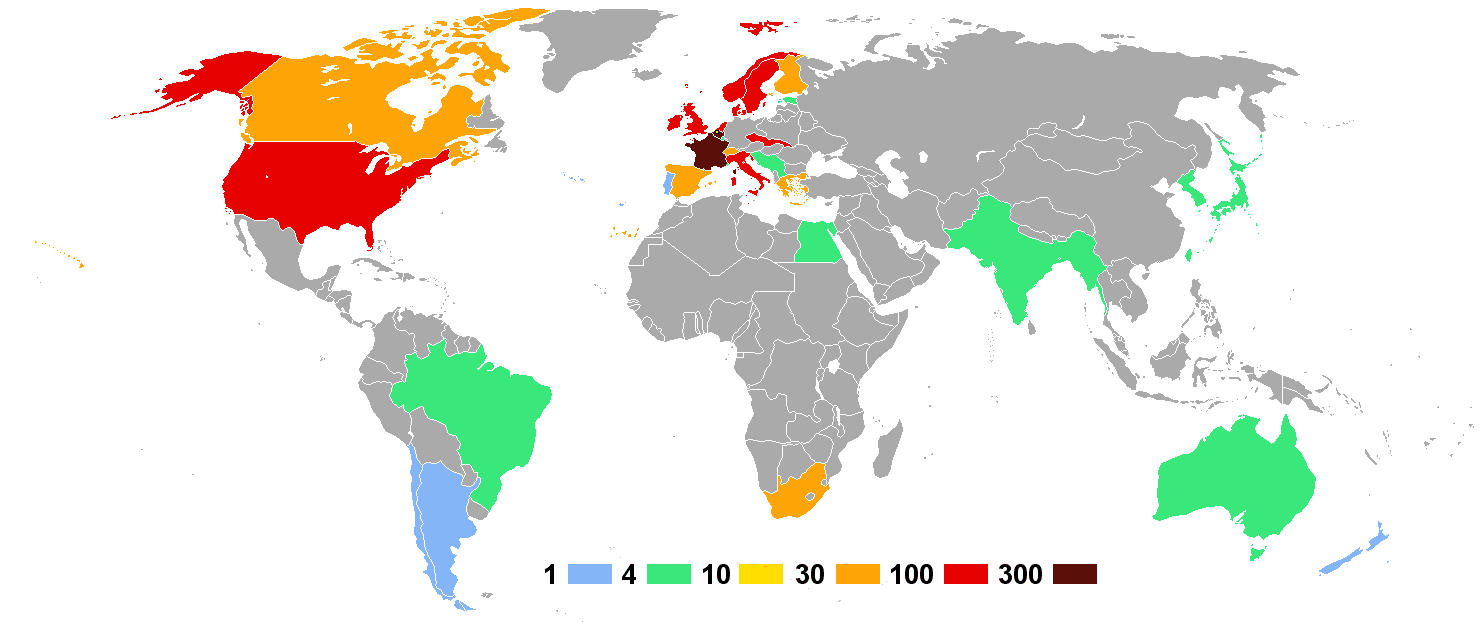
Kaart met het aantal atleten die deelnamen aan de Olympische Zomerspelen van 1920.

In totaal namen 2.679 atleten deel aan de Olympische Zomerspelen van 1920. Het deelnemersveld werd echter gekenmerkt door een groot onevenwicht tussen het aantal mannelijke en vrouwelijke deelnemers. Onder de 2.679 deelnemende atleten bevonden zich immers 2.601 mannen en slechts 78 vrouwen. Met 97% van de deelnemers waren de mannelijke atleten hierdoor duidelijk in de meerderheid, tegenover 3% vrouwelijke atleten. Alle 29 deelnemende landen stuurden mannelijke atleten, terwijl slechts 14 landen ook vrouwelijke atleten afvaardigden naar Antwerpen.

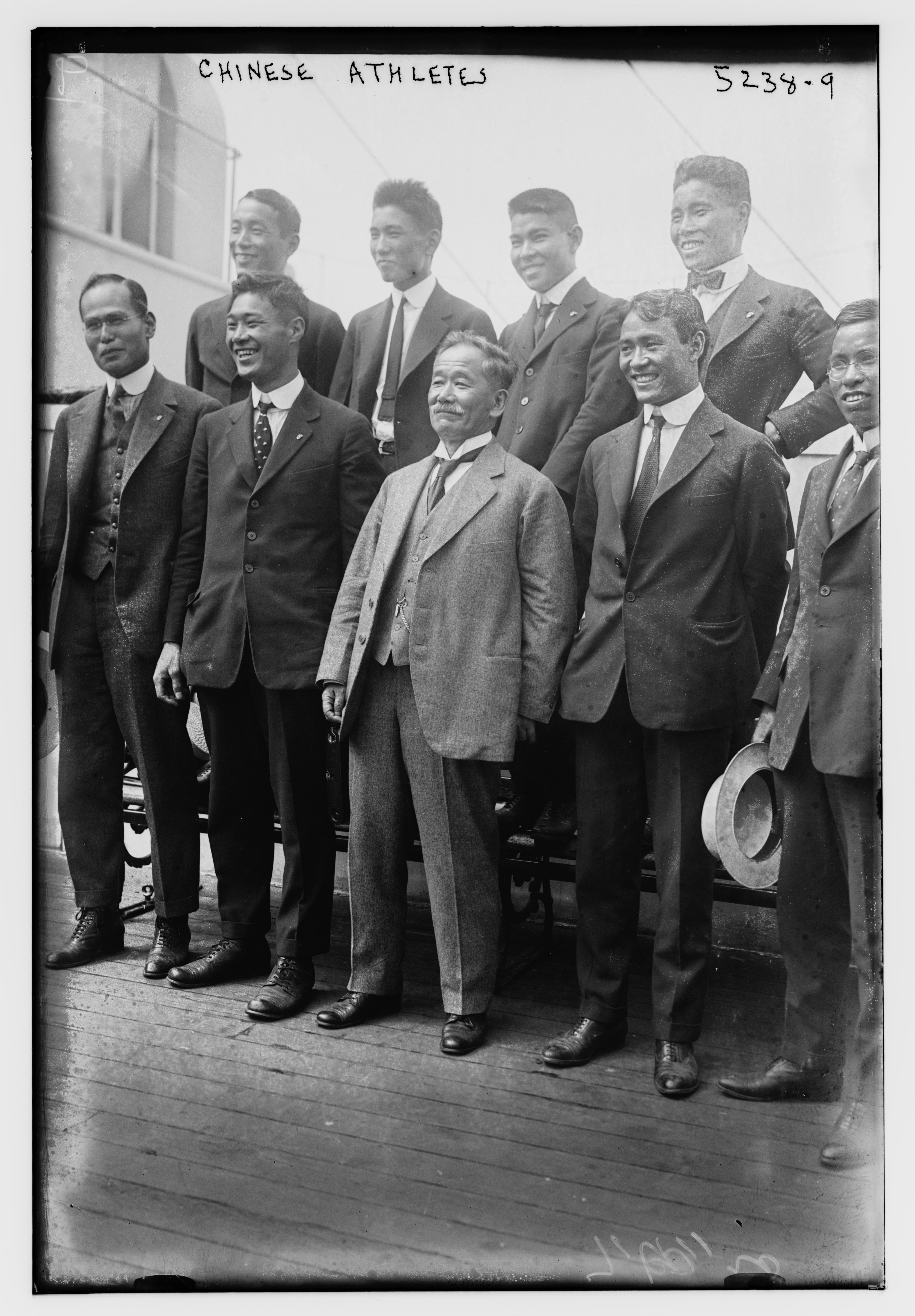
Groepsfoto van enkele Japanse deelnemers, waaronder de atleten Zensaku Motegi (voorste rij, tweede van links) en Shizo Kanakuri (achterste rij, eerste rechts). De Japanse delegatie telde geen vrouwelijke atleten en was een van de elf niet-Europese delegaties op deze Olympische Zomerspelen.

Het deelnemersveld bevatte eveneens een onevenwicht in de herkomst van de atleten. Van de 2.679 deelnemers waren er 2.223 ofwel 83% van Europese origine en 456 ofwel 17% van niet-Europese origine. Onder de niet-Europese landen waren er bovendien maar vijf landen die niet onder controle stonden van een Europese mogendheid, namelijk Argentinië, Brazilië, Chili, Japan en de Verenigde Staten. De zes overige niet-Europese landen stonden in meer of mindere mate onder Britse controle. Het ging om Australië, Brits-Indië, Canada, Egypte, Nieuw-Zeeland en Zuid-Afrika. Gastland België telde met 336 atleten de grootste delegatie, gevolgd door buurland Frankrijk met 304 atleten, de Verenigde Staten met 288 atleten en Zweden met 260 atleten. Vijf landen vaardigden minder dan 10 atleten af naar Antwerpen. Zo namen er vijf atleten deel uit Brits-Indië, vier uit Monaco en Nieuw-Zeeland, twee uit Chili en één uit Argentinië.

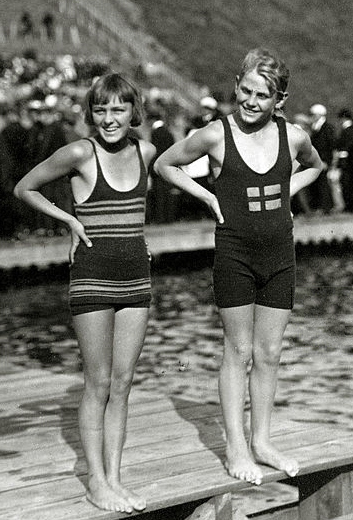
De Amerikaanse Aileen Riggin en de Zweed Nils Skoglund, beide geboren in 1906, waren de jongste medaillewinnaars op de Olympische Zomerspelen van 1920.

De Olympische Zomerspelen van 1920 waren de eerste waarbij enkel de nationale olympische comités atleten konden inschrijven voor de Spelen.
De leeftijd van de gemedailleerde atleten op de Olympische Zomerspelen van 1920 varieerde tussen 14 jaar en 72 jaar. De jongste gemedailleerde atleet was de Zweed Nils Skoglund, geboren in Stockholm op 15 augustus 1906. Hij was 14 jaar en 11 dagen oud toen hij op 25 augustus 1920 een zilveren medaille behaalde in het hoogduiken, een onderdeel van het schoonspringen.
De jongste vrouwelijke medaillewinnaar was de Amerikaanse Aileen Riggin, geboren in Newport (Rhode Island) op 2 mei 1906. Ook zij trad aan in het schoonspringen en behaalde en gouden medaille op het onderdeel van het springplank (3 m) op 29 augustus 1920, op de leeftijd van 14 jaar en 119 dagen. Met haar lengte van 1,40 m staat zij tevens bekend als de kleinste deelnemer aan de Olympische Zomerspelen van 1920. Tot aan de Olympische Zomerspelen van 1936 was ze de jongste olympische kampioene van de Verenigde Staten. Riggin overleed in 2002 en was vermoedelijk de laatste overlevende atleet van de Olympische Zomerspelen van 1920.
De oudste gemedailleerde atleet was Oscar Swahn. Hij was eveneens een Zweed en werd geboren in Tanum op 20 oktober 1847. Binnen de schietsportcompetitie behaalde Swahn op 26 juli 1920 in Hoogboom de zilveren medaille op het onderdeel van het dubbel schot op een lopend hert op 100 meter in teamverband, samen met zijn teamgenoten Fredric Landelius, Alf Swahn (zijn zoon), Bengt Lagercrantz en Edward Benedicks. Hij was op dat ogenblik 72 jaar en 279 dagen oud. Oscar Swahn is nog steeds de oudste olympische deelnemer en de oudste olympische medaillewinnaar uit de olympische geschiedenis.

## Kalender
| ● | Openingsceremonie |  | Wedstrijden | ● | Wedstrijden met medailles | ● | Sluitingsceremonie |

De evenementen van de Olympische Zomerspelen 1920 waren verspreid over 4 maanden. Om de sporten te zien, klik je op "weergeven" naast de maand in de tabel.
| april       | wo 20 | do 21 | vr 22 | za 23 | zo 24 | ma 25 | di 26 | wo 27 | do 28 | vr 29 | za 30 | Tot. |
| ----------- | ----- | ----- | ----- | ----- | ----- | ----- | ----- | ----- | ----- | ----- | ----- | ---- |
| IJshockey   |       |       |       |       |       |       | ●     |       |       |       |       | 1    |
| Kunstrijden |       |       |       |       |       | ●     | ●     | ●     |       |       |       | 3    |
| Totaal      |       |       |       |       |       | 1     | 2     | 1     |       |       |       | 4    |
| Cumulatief  |       |       |       |       |       | 1     | 3     | 4     |       |       |       | 4    |
| april 1920  | wo 20 | do 21 | vr 22 | za 23 | zo 24 | ma 25 | di 26 | wo 27 | do 28 | vr 29 | za 30 | Tot. |

| juli            | wo 1 | do 2 | vr 3 | za 4 | zo 5 | ma 6 | di 7 | wo 8 | do 9 | vr 10 | za 11 | zo 12 | ma 13 | di 14 | wo 15 | do 16 | vr 17 | za 18 | zo 19 | ma 20 | di 21 | wo 22 | do 23 | vr 24 | za 25 | zo 26 | ma 27 | di 28 | wo 29 | do 30 | vr 31 | Tot. |
| --------------- | ---- | ---- | ---- | ---- | ---- | ---- | ---- | ---- | ---- | ----- | ----- | ----- | ----- | ----- | ----- | ----- | ----- | ----- | ----- | ----- | ----- | ----- | ----- | ----- | ----- | ----- | ----- | ----- | ----- | ----- | ----- | ---- |
| Polo            |      |      |      |      |      |      |      |      |      |       |       |       |       |       |       |       |       |       |       |       |       |       |       |       |       |       |       |       |       |       | ●     | 1    |
| Schietsport     |      |      |      |      |      |      |      |      |      |       |       |       |       |       |       |       |       |       |       |       |       |       | ●     | ●     |       |       | ●     |       | ●     | ●     | ●     | 14   |
| Zeilen          |      |      |      |      |      |      |      |      |      | ●     |       |       |       |       |       |       |       |       |       |       |       |       |       |       |       |       |       |       |       |       |       | 13   |
| Overige sporten |      |      |      |      |      |      |      |      |      |       |       |       |       |       |       |       |       |       |       |       |       |       |       |       |       |       |       |       |       |       |       | 4    |
| Totaal          |      |      |      |      |      |      |      |      |      | 13    |       |       |       |       |       |       |       |       |       |       |       |       | 1     | 1     |       |       | 4     |       | 3     | 2     | 4     | 32   |
| Cumulatief      |      |      |      |      |      |      |      |      |      | 17    |       |       |       |       |       |       |       |       |       |       |       |       | 18    | 19    |       |       | 23    |       | 26    | 28    | 32    | 32   |
| juli 1920       | wo 1 | do 2 | vr 3 | za 4 | zo 5 | ma 6 | di 7 | wo 8 | do 9 | vr 10 | za 11 | zo 12 | ma 13 | di 14 | wo 15 | do 16 | vr 17 | za 18 | zo 19 | ma 20 | di 21 | wo 22 | do 23 | vr 24 | za 25 | zo 26 | ma 27 | di 28 | wo 29 | do 30 | vr 31 | Tot. |

| augustus         | za 1 | zo 2 | ma 3 | di 4 | wo 5 | do 6 | vr 7 | za 8 | zo 9 | ma 10 | di 11 | wo 12 | do 13 | vr 14 | za 15 | zo 16 | ma 17 | di 18 | wo 19 | do 20 | vr 21 | za 22 | zo 23 | ma 24 | di 25 | wo 26 | do 27 | vr 28 | za 29 | zo 30 | ma 31 | Tot. |
| ---------------- | ---- | ---- | ---- | ---- | ---- | ---- | ---- | ---- | ---- | ----- | ----- | ----- | ----- | ----- | ----- | ----- | ----- | ----- | ----- | ----- | ----- | ----- | ----- | ----- | ----- | ----- | ----- | ----- | ----- | ----- | ----- | ---- |
| Atletiek         |      |      |      |      |      |      |      |      |      |       |       |       |       |       | ●     | ●     | ●     | ●     | ●     | ●     | ●     | ●     | ●     |       |       |       |       |       |       |       |       | 29   |
| Boksen           |      |      |      |      |      |      |      |      |      |       |       |       |       |       |       |       |       |       |       |       |       |       |       | ●     |       |       |       |       |       |       |       | 8    |
| Boogschieten     |      |      | ●    |      | ●    |      |      |      |      |       |       |       |       |       |       |       |       |       |       |       |       |       |       |       |       |       |       |       |       |       |       | 10   |
| Gewichtheffen    |      |      |      |      |      |      |      |      |      |       |       |       |       |       |       |       |       |       |       |       |       |       |       |       |       |       |       |       | ●     | ●     | ●     | 5    |
| Moderne vijfkamp |      |      |      |      |      |      |      |      |      |       |       |       |       |       |       |       |       |       |       |       |       |       |       |       |       |       | ●     |       |       |       |       | 1    |
| Roeien           |      |      |      |      |      |      |      |      |      |       |       |       |       |       |       |       |       |       |       |       |       |       |       |       |       |       |       |       | ●     |       |       | 5    |
| Schermen         |      |      |      |      |      |      |      |      |      |       |       |       |       |       |       |       | ●     |       | ●     | ●     |       |       | ●     |       |       | ●     |       |       |       |       |       | 6    |
| Schietsport      |      | ●    | ●    |      |      |      |      |      |      |       |       |       |       |       |       |       |       |       |       |       |       |       |       |       |       |       |       |       |       |       |       | 21   |
| Schoonspringen   |      |      |      |      |      |      |      |      |      |       |       |       |       |       |       |       |       |       |       |       |       |       |       |       | ●     |       | ●     |       | ●     |       |       | 5    |
| Tennis           |      |      |      |      |      |      |      |      |      |       |       |       |       |       |       |       |       |       |       |       |       |       | ●     | ●     |       |       |       |       |       |       |       | 5    |
| Touwtrekken      |      |      |      |      |      |      |      |      |      |       |       |       |       |       |       |       |       | ●     |       |       |       |       |       |       |       |       |       |       |       |       |       | 1    |
| Turnen           |      |      |      |      |      |      |      |      |      |       |       |       |       |       |       |       |       |       |       |       |       |       |       | ●     | ●     | ●     | ●     |       |       |       |       | 4    |
| Voetbal          |      |      |      |      |      |      |      |      |      |       |       |       |       |       |       |       |       |       |       |       |       |       |       |       |       |       |       |       |       |       |       | 0    |
| Waterpolo        |      |      |      |      |      |      |      |      |      |       |       |       |       |       |       |       |       |       |       |       |       |       |       |       |       |       |       |       | ●     |       |       | 1    |
| Wielersport      |      |      |      |      |      |      |      |      | ●    | ●     |       |       | ●     |       |       |       |       |       |       |       |       |       |       |       |       |       |       |       |       |       |       | 6    |
| Worstelen        |      |      |      |      |      |      |      |      |      |       |       |       |       |       |       |       |       |       |       | ●     |       |       |       |       |       |       | ●     |       |       |       |       | 10   |
| Zwemmen          |      |      |      |      |      |      |      |      |      |       |       |       |       |       |       |       |       |       |       |       |       |       | ●     |       | ●     |       |       | ●     | ●     |       |       | 10   |
| Overige sporten  |      |      |      |      |      |      |      |      |      |       |       |       |       |       |       |       |       |       |       |       |       |       |       |       |       |       |       |       |       |       |       | 18   |
| Totaal           |      | 5    | 6    |      | 6    |      |      |      | 1    | 3     |       |       | 2     |       | 1     | 3     | 4     | 6     | 2     | 11    | 4     | 4     | 7     | 12    | 5     | 3     | 8     | 2     | 15    | 1     | 2     | 145  |
| Cumulatief       |      | 37   | 43   |      | 49   |      |      |      | 50   | 53    |       |       | 55    |       | 56    | 59    | 63    | 69    | 71    | 82    | 86    | 90    | 97    | 109   | 114   | 117   | 125   | 127   | 142   | 143   | 145   | 145  |
| Ceremonies       |      |      |      |      |      |      |      |      |      |       |       |       |       | ●     |       |       |       |       |       |       |       |       |       |       |       |       |       |       |       |       |       |      |
| augustus 1920    | za 1 | zo 2 | ma 3 | di 4 | wo 5 | do 6 | vr 7 | za 8 | zo 9 | ma 10 | di 11 | wo 12 | do 13 | vr 14 | za 15 | zo 16 | ma 17 | di 18 | wo 19 | do 20 | vr 21 | za 22 | zo 23 | ma 24 | di 25 | wo 26 | do 27 | vr 28 | za 29 | zo 30 | ma 31 | Tot. |

| september       | do 1 | vr 2 | za 3 | zo 4 | ma 5 | di 6 | wo 7 | do 8 | vr 9 | za 10 | zo 11 | ma 12 | Tot. |
| --------------- | ---- | ---- | ---- | ---- | ---- | ---- | ---- | ---- | ---- | ----- | ----- | ----- | ---- |
| Hockey          |      |      |      |      | ●    |      |      |      |      |       |       |       | 1    |
| Paardensport    |      |      |      |      |      |      |      |      | ●    | ●     | ●     | ●     | 7    |
| Rugby           |      |      |      |      | ●    |      |      |      |      |       |       |       | 1    |
| Voetbal         |      | ●    |      |      |      |      |      |      |      |       |       |       | 1    |
| Zeilen          |      |      | ●    |      |      |      |      |      |      |       |       |       | 14   |
| Overige sporten |      |      |      |      |      |      |      |      |      |       |       |       | 131  |
| Totaal          |      | 1    | 1    |      | 2    |      |      |      | 1    | 2     | 2     | 2     | 156  |
| Cumulatief      |      | 146  | 147  |      | 149  |      |      |      | 150  | 152   | 154   | 156   | 156  |
| Ceremonies      |      |      |      |      |      |      |      |      |      |       |       | ●     |      |
| september 1920  | do 1 | vr 2 | za 3 | zo 4 | ma 5 | di 6 | wo 7 | do 8 | vr 9 | za 10 | zo 11 | ma 12 | Tot. |

## Openingsceremonie

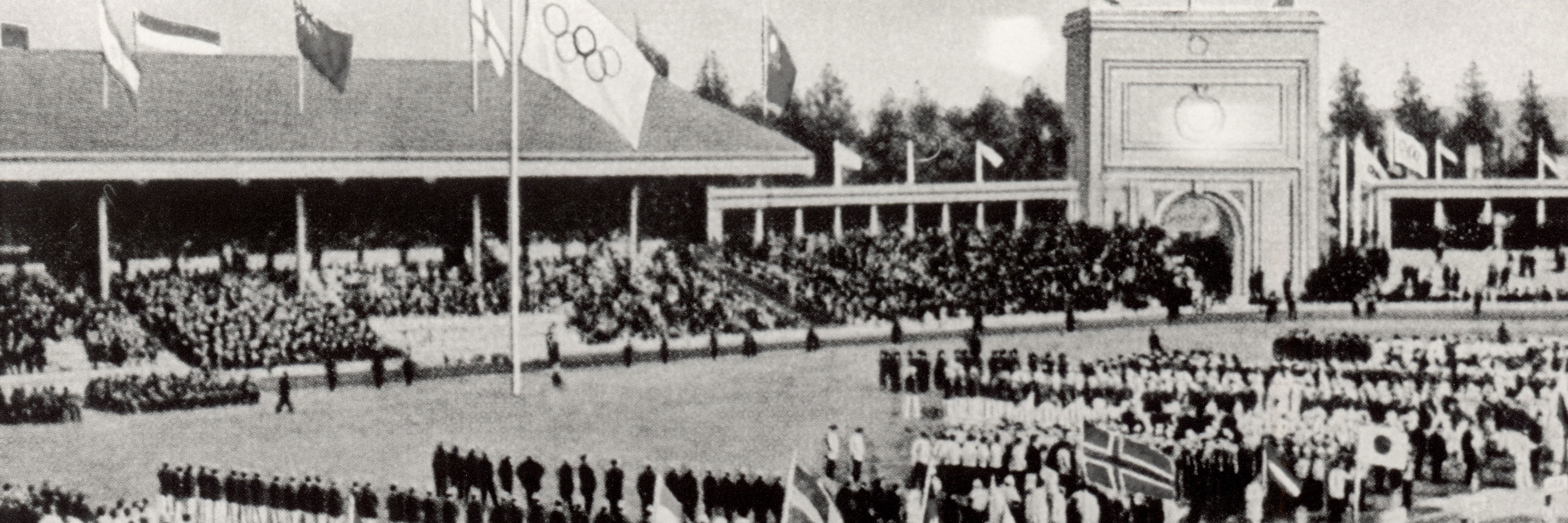
De openingsceremonie in het Olympisch Stadion, 14 augustus 1920.

De openingsceremonie van de Spelen van de VIIe Olympiade vond plaats in het Olympisch Stadion op 14 augustus 1920. Deze ceremonie was een grote vernieuwing, aangezien de meeste onderdelen van de openingsceremonie voor het eerst ingevoerd werden op de Olympische Zomerspelen van 1920.
Exact honderd jaar later, op 14 augustus 2020, herdacht het Internationaal Olympisch Comité de openingsceremonie van Antwerpen in een tweet, waarin het de symboliek onderstreepte van deze openingsceremonie als teken van solidariteit en herstel na en crisisperiode. Hiermee legde het IOC een verband tussen de Eerste Wereldoorlog en de coronapandemie die in 2020 uitbrak.

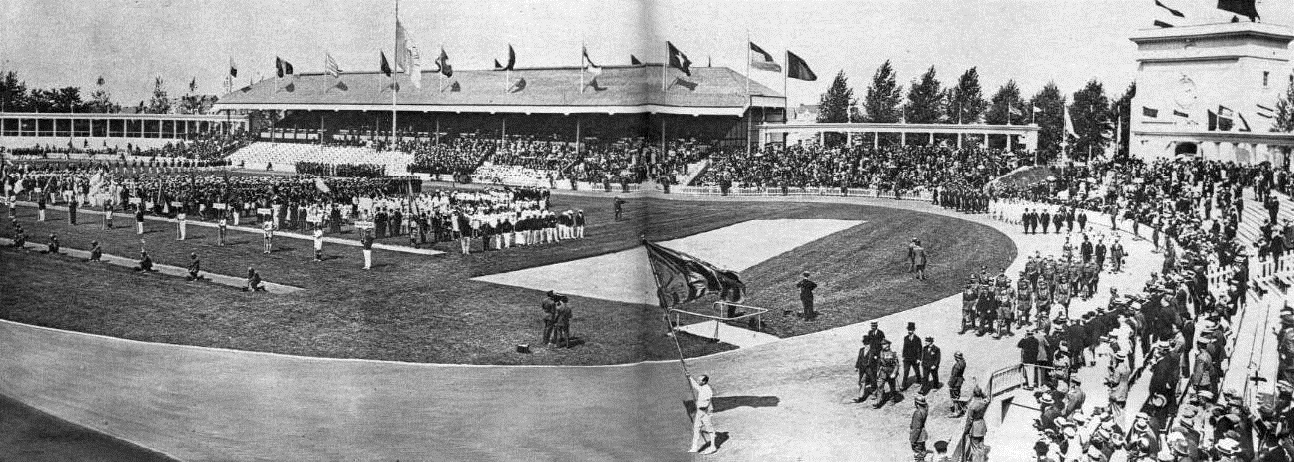
De openingsceremonie.

De feestelijkheden in de marge van de openingsceremonie begonnen in de ochtend van 14 augustus 1920, toen om elf uur een religieuze misviering plaatsvond in de Onze-Lieve-Vrouwekathedraal ter nagedachtenis van de atleten die tijdens de Eerste Wereldoorlog waren gesneuveld. Vervolgens werd er een Te Deum gezongen. Kardinaal Désiré-Joseph Mercier ging voor in de viering en hield ook een toespraak. Bij de plechtigheid waren delegaties aanwezig uit 20 landen. 's Namiddags, rond 14 uur, arriveerde de koninklijke familie in een tijdelijk treinstation dat speciaal voor de Olympische Zomerspelen was ingericht. Koning Albert I van België, koningin Elisabeth en hun drie kinderen kroonprins Leopold, prins Karel en prinses Marie José zouden vervolgens de openingsceremonie bijwonen. Aan de toegangspoort van het Olympisch Stadion werd het koninklijk gezelschap opgewacht door graaf Henri de Baillet Latour, de voorzitter van het uitvoerend comité.

### Intrede van de atleten
| Land              | Atleet                | Discipline       | Opmerking |
| ----------------- | --------------------- | ---------------- | --- |
| Argentinië        | -                     | -                | Argentinië stapte niet op in de openingsceremonie. |
| Australië         | George Parker         | atletiek         | |
| België            | Victor Boin           | schermen         | Victor Boin legde tevens de olympische eed af. |
| Brazilië          | Guilherme Paraense    | schieten         | Soms wordt Afrânio da Costa aangegeven als vlaggendrager, maar hij droeg het Braziliaans naambord.                                                                     |
| Brits-Indië       | Purma Bannerjee       | atletiek         | |
| Canada            | Archie McDiarmid      | atletiek         | |
| Chili             | Arturo Medina         | atletiek         | |
| Denemarken        | Robert Johnsen        | turnen           | |
| Egypte            | ?                     | ?                | Vlaggendrager onbekend |
| Estland           | Harald Tammer         | atletiek         | |
| Finland           | Emil Hagelberg        | moderne vijfkamp | |
| Frankrijk         | Émile Écuyer          | atletiek         | |
| Griekenland       | Vasilios Zarkadis     | schermen         | |
| Groot-Brittannië  | Philip Baker          | atletiek         | |
| Italië            | Nedo Nadi             | schermen         | Rosetta Gagliardi droeg een kleine Italiaanse vlag als enige vrouw in de Italiaanse delegatie en als tweede vrouwelijke Italiaanse olympiër, na Elvira Guerra in 1900. |
| Japan             | Gensabulo Noguchi     | atletiek         | |
| Joegoslavië       | -                     | -                | Joegoslavië stapte niet op in de openingsceremonie. |
| Luxemburg         | Alex Servais          | atletiek         | |
| Monaco            | Edmond Médécin        | atletiek         | |
| Nederland         | J.H. van Dijk         | scheidsrechter   | De Nederlandse vlag was de enige vlag die niet door een atleet werd gedragen.                                                                                          |
| Nieuw-Zeeland     | Harry Wilson          | atletiek         | |
| Noorwegen         | Helge Løvland         | atletiek         | |
| Portugal          | António de Menezes    | schermen         | |
| Spanje            | José García Lorenzana | atletiek         | Soms wordt Inazio Izagirre of Javier Bartrina aangegeven als vlaggendrager, maar foto's weerleggen dit.                                                                |
| Tsjecho-Slowakije | Václav Vohralík       | atletiek         | |
| Verenigde Staten  | Pat McDonald          | atletiek         | |
| Zuid-Afrika       | ?                     | ?                | Vlaggendrager onbekend |
| Zweden            | Hans Granfelt         | atletiek         | |
| Zwitserland       | Luigi Antognini       | atletiek         | |

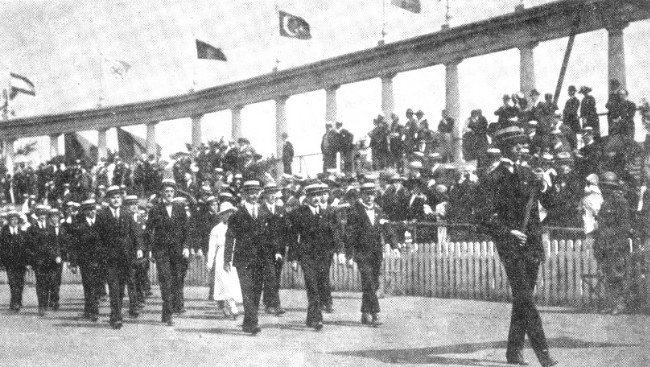
De Noorse delegatie tijdens de openingsceremonie. Vooraan draagt Helge Løvland de Noorse nationale vlag.

Om 15 uur begon de openingsceremonie in het Olympisch Stadion met de intrede van de atleten. Iedere nationale delegatie werd geleid door twee atleten, waarvan de ene als vlaggendrager de nationale vlag het stadion binnendroeg en waarvan de andere het naambord droeg. De namen van de landen waren in het Frans geschreven. De nationale delegaties betraden het stadion dan ook in alfabetische volgorde op grond van de Franse naam van hun land. De bovenstaande tabel geeft de atleten weer die tijdens de openingsceremonie hun nationale vlag hebben gedragen. De meeste atleten kwamen uit in de atletiek en het schermen. Enkel Nederland liet zijn vlag niet dragen door een atleet maar door een scheidsrechter, J.H. van Dijk. De Belgische vlag werd gedragen door Victor Boin. Hoewel vrouwen waren toegelaten tot de Olympische Spelen, werden alle vlaggen gedragen door mannelijke atleten. Argentinië en Joegoslavië namen deel aan de Olympische Zomerspelen in Antwerpen maar stapten niet mee op in de ceremonie. Na de intrede van de atleten verklaarde koning Albert I de Spelen van de VIIe Olympiade officieel voor geopend. Vervolgens zegende kardinaal Mercier de aanwezige atleten.

### Olympische vlag
De Olympische Zomerspelen van 1920 waren de eerste editie van de Spelen waarop de olympische vlag werd gehesen. Het embleem van de vijf gekleurde ringen was persoonlijk bedacht door de oprichter van de moderne Olympische Spelen Pierre de Coubertin in 1913. De olympische vlam daarentegen bestond nog niet op de Olympische Zomerspelen van 1920. De vlam zou pas worden ingevoerd op de Olympische Zomerspelen van 1928 in Amsterdam.

### Vrijlating van duiven

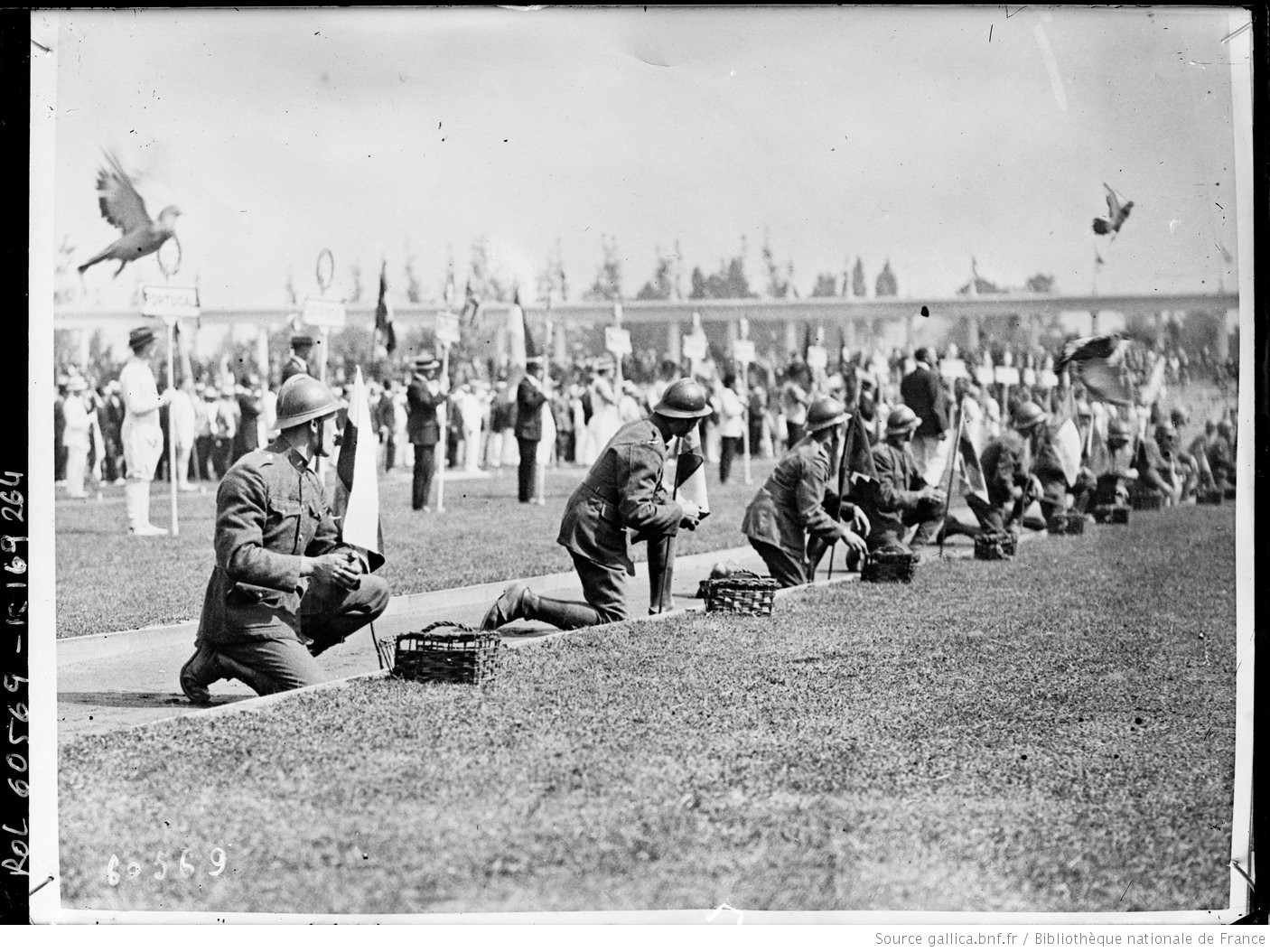
Belgische militairen laten duiven vrij tijdens de openingsceremonie als symbool van vrede na het einde van de Eerste Wereldoorlog.

Tijdens de openingsceremonie werden voor het eerst duiven losgelaten als teken van vrede, wat symbolisch was gezien de Olympische Zomerspelen van Antwerpen van 1920 de eerste Olympische Spelen waren sinds het einde van de Eerste Wereldoorlog op 11 november 1918. Het vrijlaten van de duiven herinnerde de atleten en de toeschouwers eraan dat de Spelen, hoewel ze competitief zijn, bovenal een vreedzaam karakter hebben. Het waren Belgische militairen die instonden voor dit onderdeel van de openingsceremonie. Na de Olympische Zomerspelen van 1920 werd het loslaten van duiven een vast officieel onderdeel van de olympische openingsceremonies.
Dit ritueel werd voortgezet tot tijdens de openingsceremonie van de Olympische Zomerspelen van 1988 in de Zuid-Koreaanse hoofdstad Seoel een aantal net vrijgelatene duiven levend verbrandden in de olympische vlam. Sindsdien worden niet langer echte duiven ingezet tijdens openingsceremonies, maar vindt een symbolische vrijlating plaats.

### Olympische eed

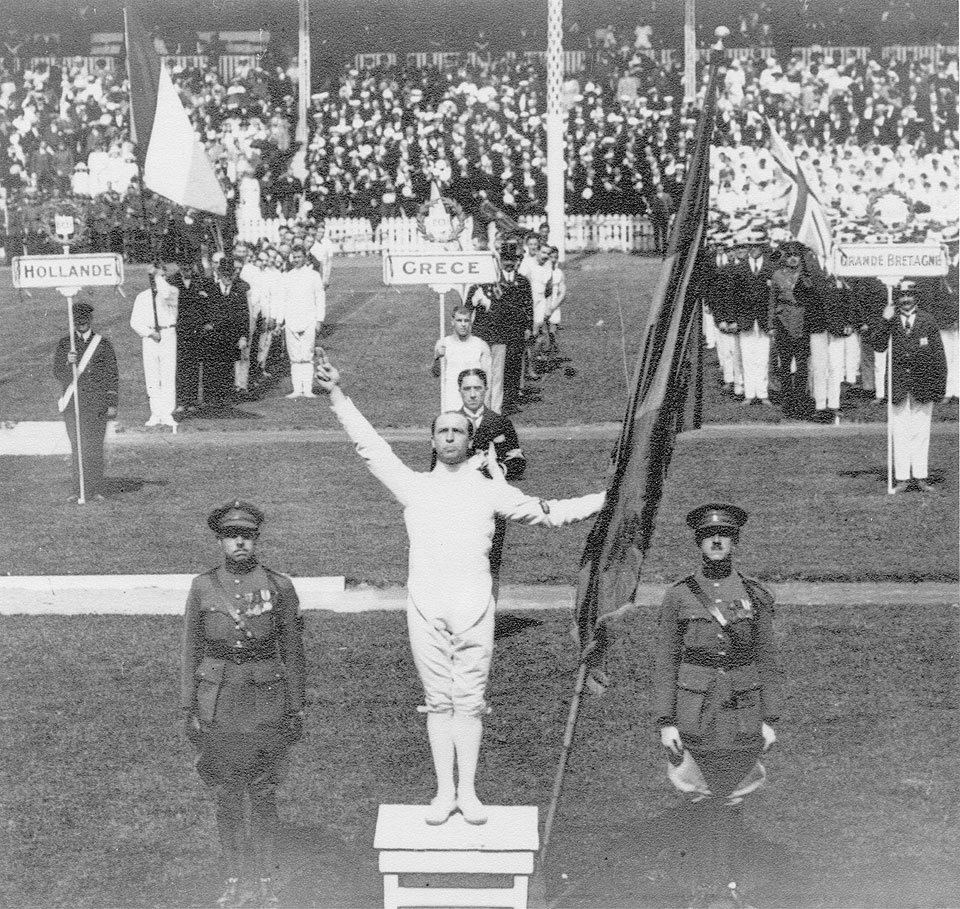
De Belg Victor Boin legt tijdens de openingsceremonie voor het eerst de olympische eed af.

De olympische eed was een van de nieuwigheden die werden geïntroduceerd op de Olympische Zomerspelen van 1920. Reeds in juli 1906 opperde Pierre de Coubertin voor het eerst het idee om in de olympische openingsceremonies een eed op te nemen die de eerlijkheid en onpartijdigheid van de atleten zou benadrukken. Deze zou uiteindelijk in 1920 worden ingevoerd. Het was de Belgische schermer Victor Boin die tijdens de openingsceremonie in naam van de deelnemende atleten de volgende eed uitsprak:
Nous jurons que nous nous présenterons aux Jeux Olympiques en concurrents loyaux, respectueux des règlements qui les régissent et désireux d’y participer dans un esprit chevaleresque pour l’honneur de nos pays et la gloire du sport.— Olympische eed
De bewoordingen van de eed waren door de Coubertin zelf in het Frans opgesteld. De toen 34-jarige Boin legde de olympische eed af voor de eretribune in wit uniform en met gestrekte rechterhand. In zijn linkerhand hield hij de Belgische vlag vast. Boin werd bij zijn eedaflegging omringd door twee Belgische militairen. Achter hem stonden de atletendelegaties van Nederland, Griekenland en Groot-Brittannië. Na de eedaflegging weerklonk de Brabançonne en verlieten koning Albert I en de koninklijke familie het stadion.

Openingsceremonie van de Spelen van de VIIe Olympiade
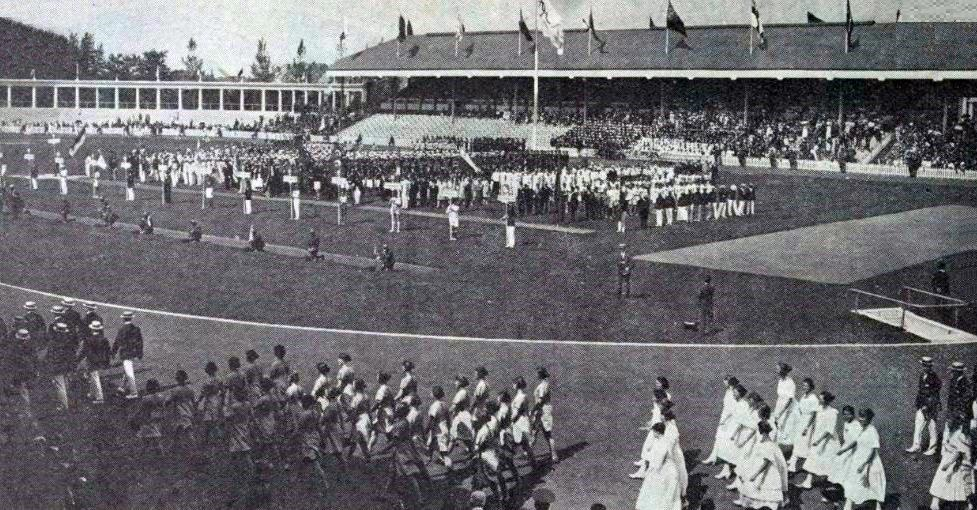
Intrede van de atleten
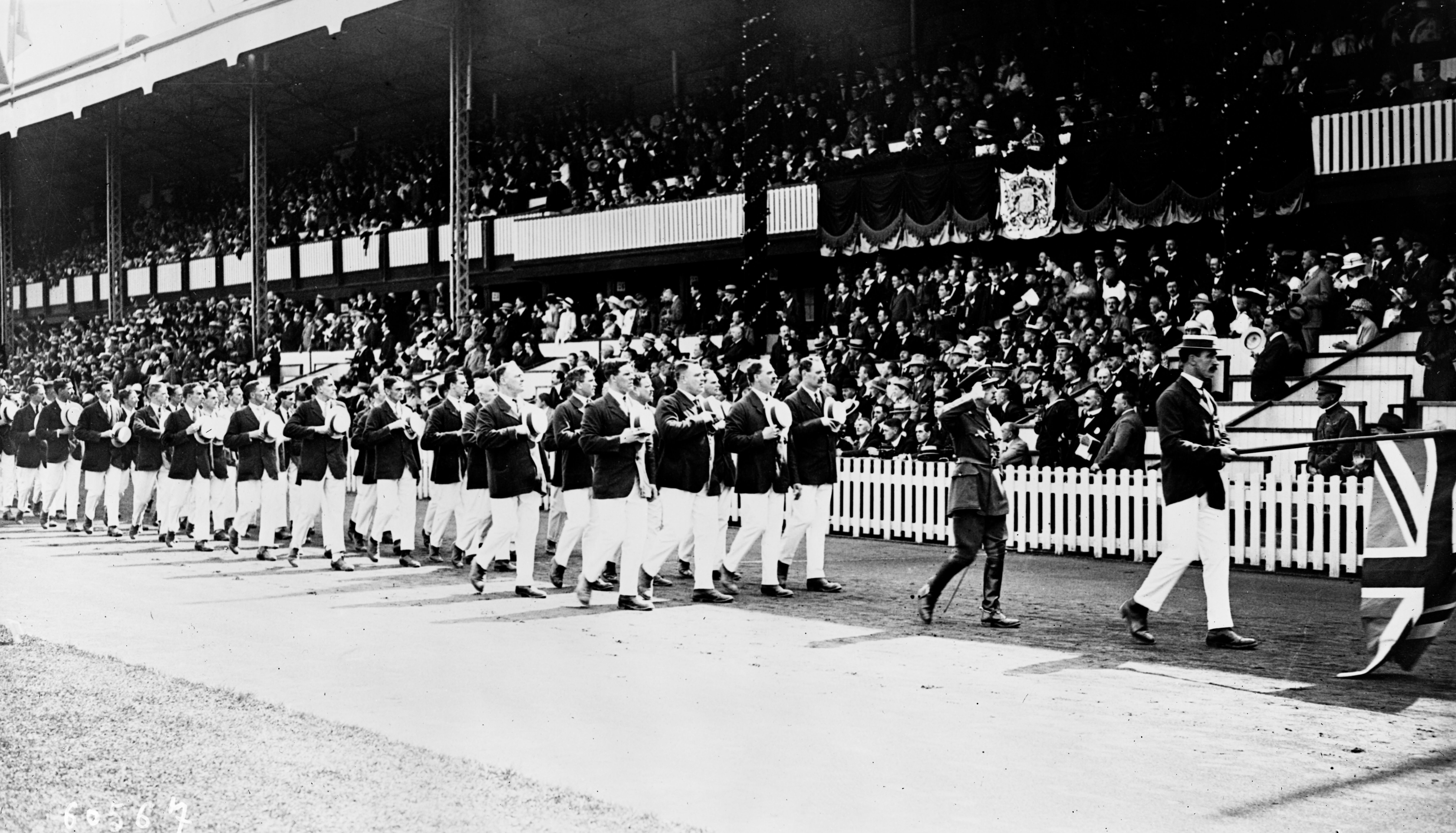
Britse delegatie
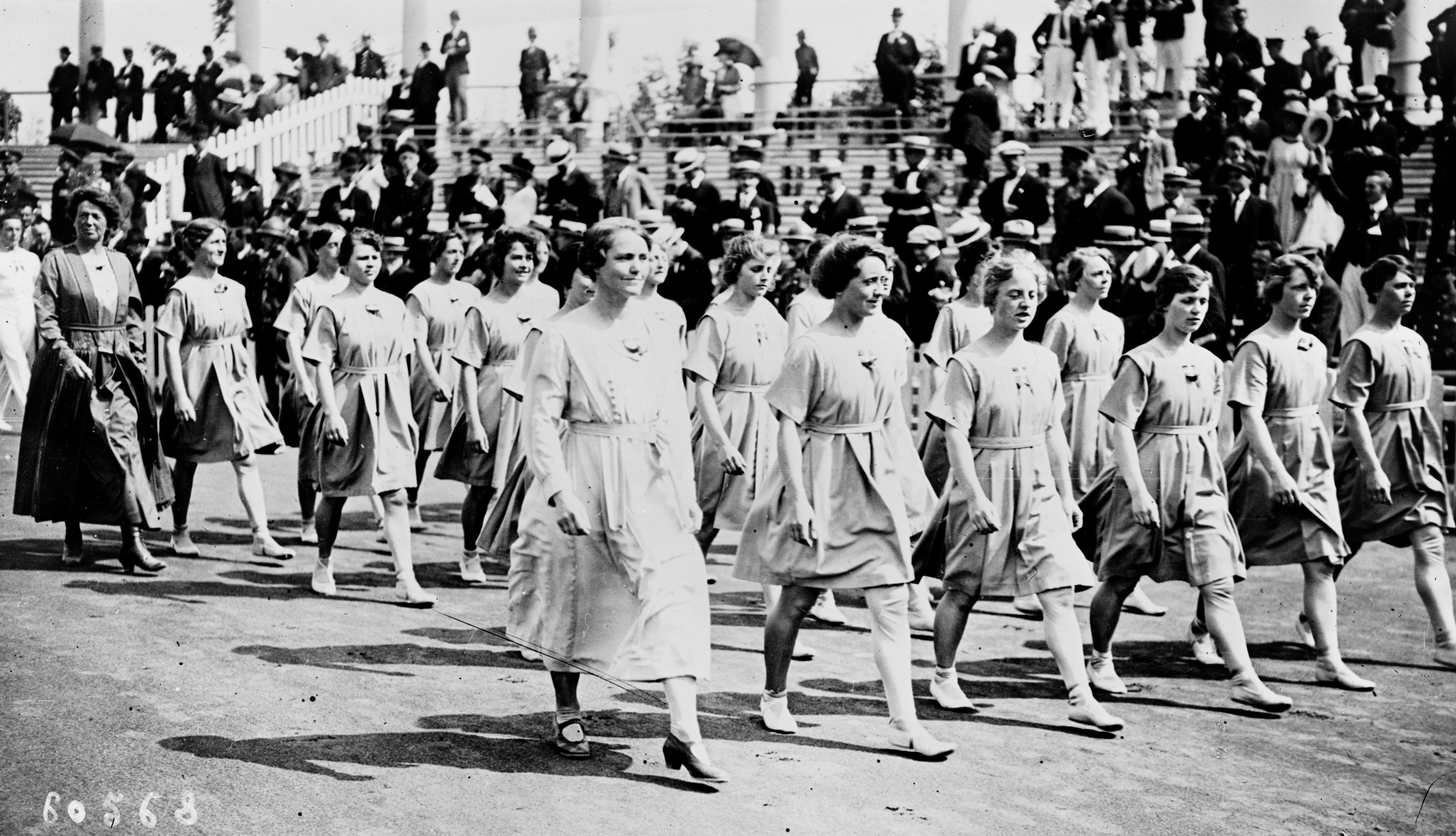
Deense delegatie
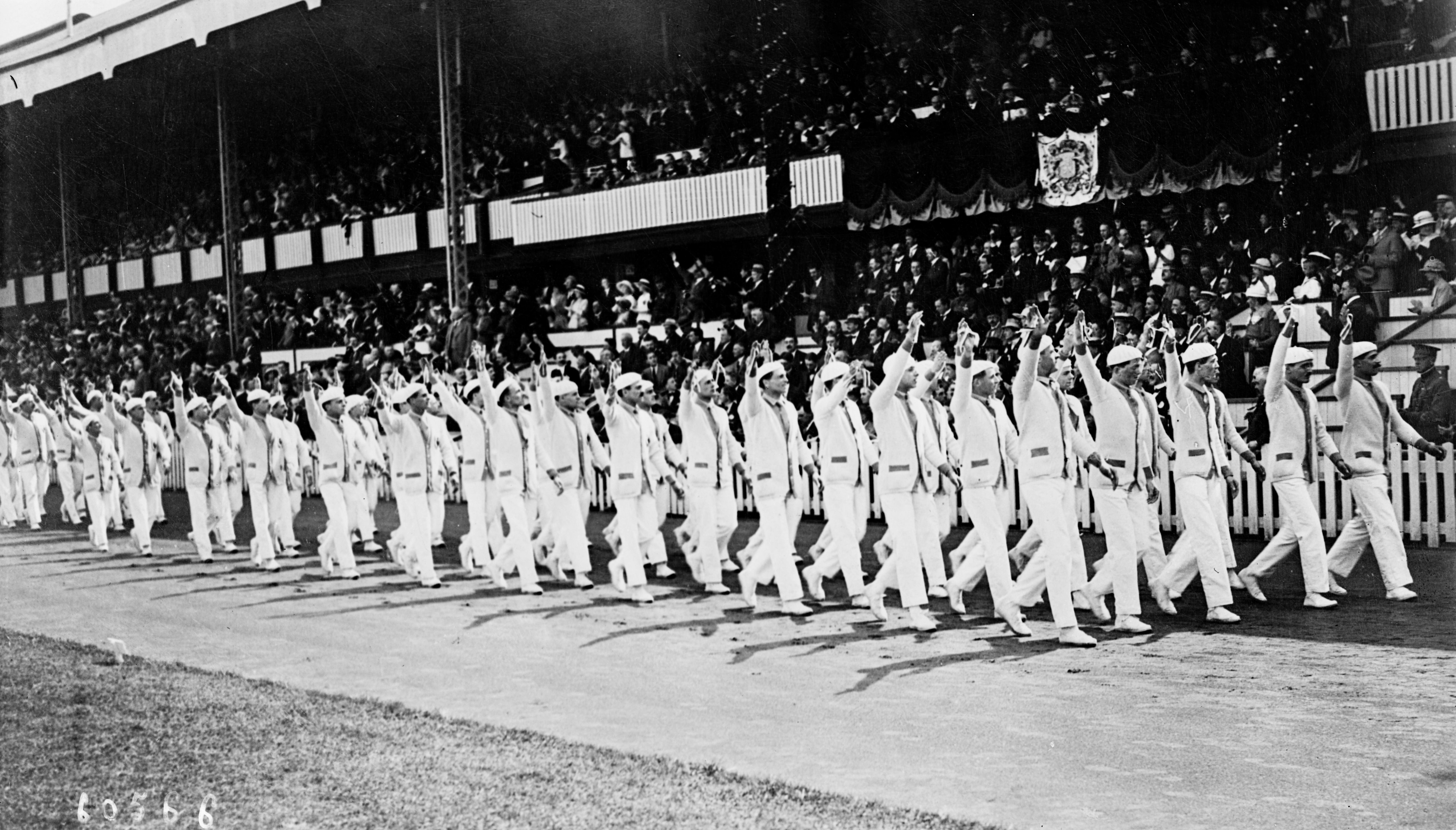
Franse delegatie
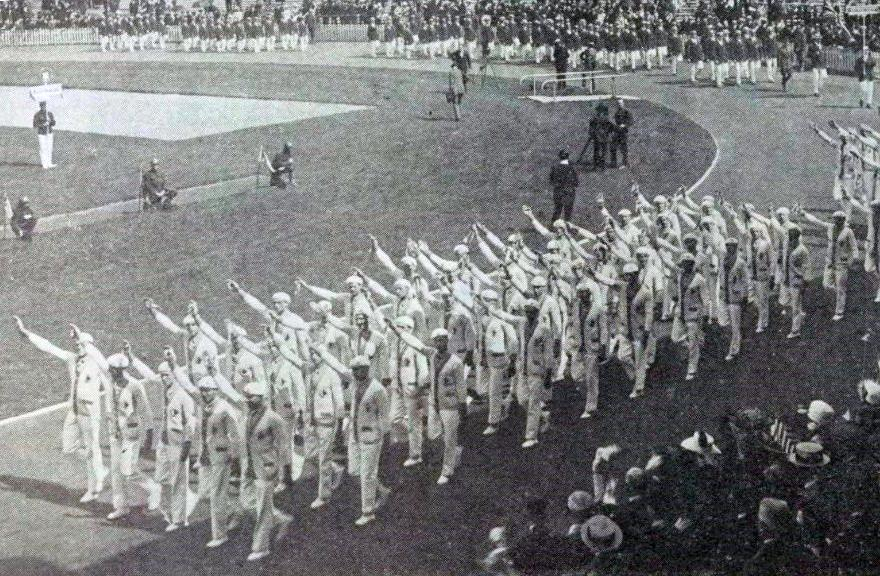
Franse delegatie

## Sporten
Op de Olympische Zomerspelen van 1920 stonden 24 olympische sporten op het programma. IJshockey werd voor het eerst opgenomen in het olympisch programma. De jonge sport korfbal kwam in Antwerpen voor het eerst aan bod als demonstratiesport. Ook de waterpolocompetitie bij de vrouwen werd georganiseerd als demonstratiesport.

### Atletiek

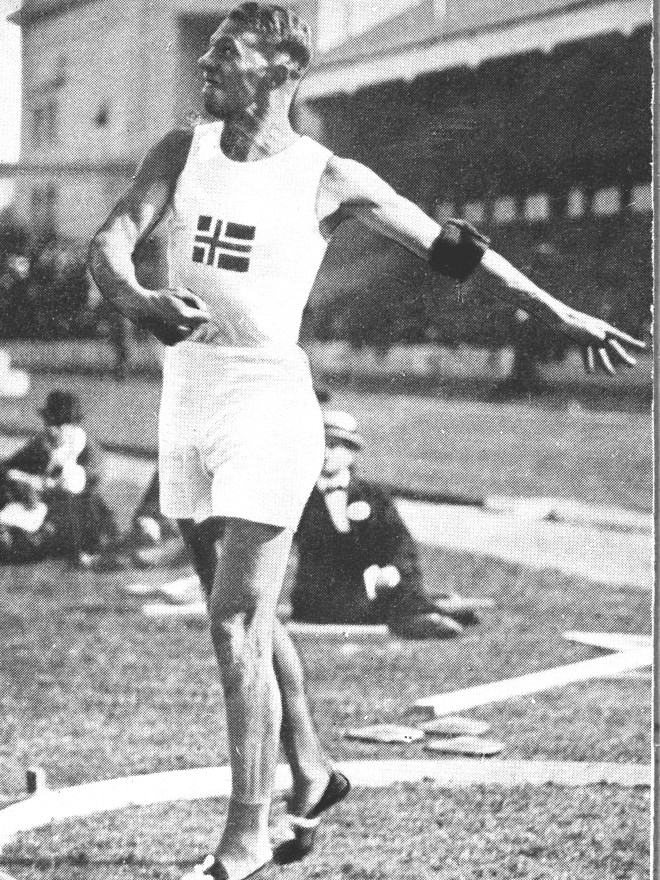
De Noorse tienkamper Helge Løvland tijdens het discuswerpen. Løvland zou op de tienkamp de gouden medaille behalen.

De atletiekcompetitie vonden plaats in het Olympisch Stadion van 15 tot 23 augustus 1920 en was een van de belangrijkste en grootste competities tijdens deze Olympische Zomerspelen. Er traden 509 atleten aan uit 25 van de 29 deelnemende landen. De sterkste landen op de atletieknummers waren de Verenigde Staten met 29 medailles, Finland met 16 medailles en Groot-Brittannië met 12 medailles. Samen wonnen deze landen de gouden medailles op 22 van de 29 atletiekonderdelen. In totaal zouden twaalf landen medailles behalen in de atletiek.
Op 19 augustus 1920 behaalde de Brit Philip Noel-Baker de zilveren medaille op het onderdeel van de 1.500 meter, na zijn landgenoot Albert Hill en voor de Amerikaan Lawrence Shields. Vlak voor zijn deelname aan de Olympische Zomerspelen van 1920 had Noel-Baker op de Vredesconferentie van Parijs als de belangrijkste assistent van Robert Cecil meegewerkt aan het opstellen van het Charter van de Volkenbond. Na de Zomerspelen van 1920 zou hij lid worden van het Britse Lagerhuis en later minister. In 1959 ontving hij de Nobelprijs voor de Vrede. Daarmee werd hij de enige olympiër in de geschiedenis die een Nobelprijs won.

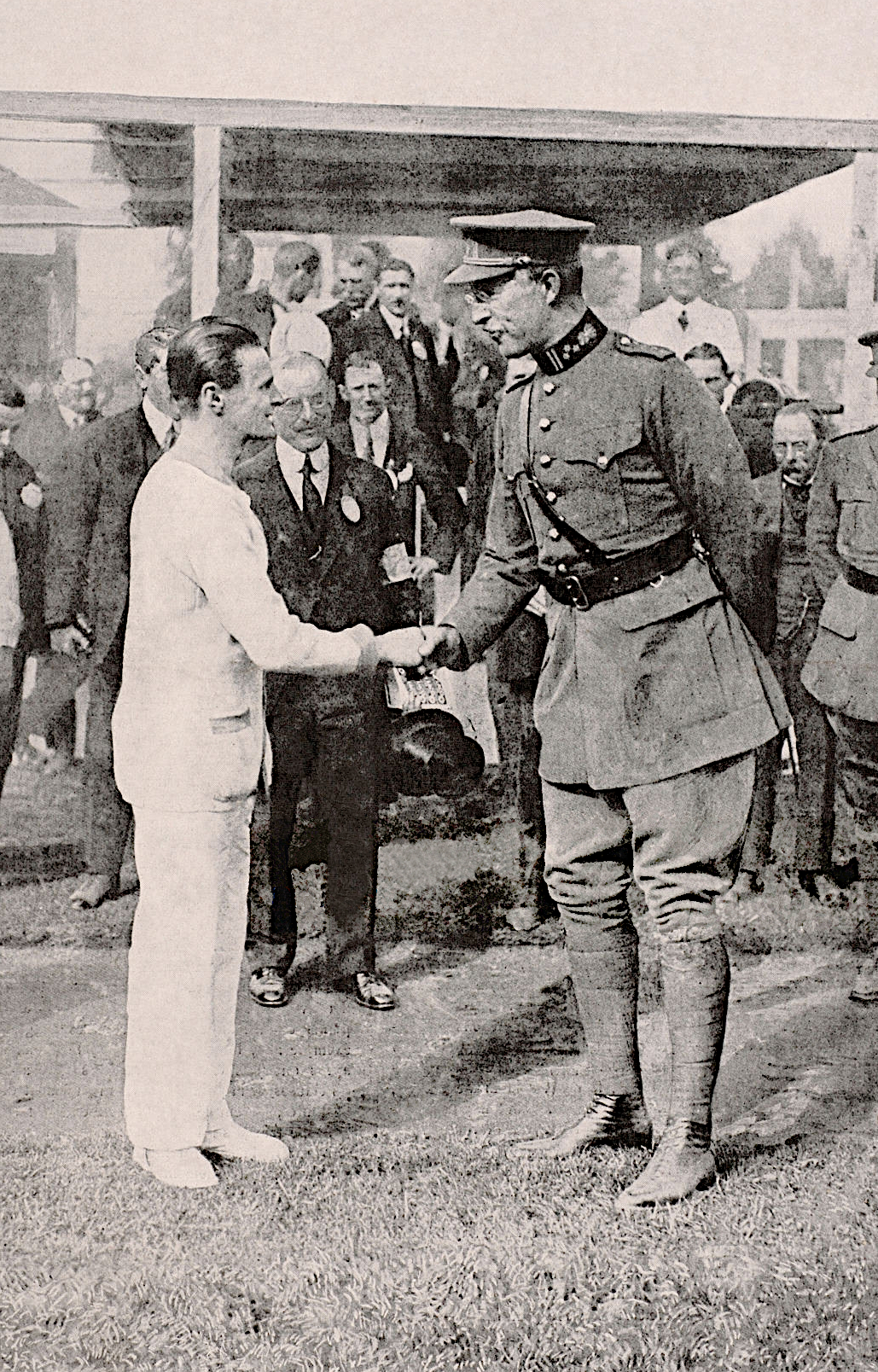
De Belgische koning Albert I feliciteert de Fransman Joseph Guillemot na zijn overwinning op de 5.000 m, 21 augustus 1920.

De Noor Helge Løvland, die tijdens de openingsceremonie nog de vlaggendrager van zijn land was geweest, behaalde op 21 augustus 1920 goud in de tienkamp met 6.803,355 punten. Op dat moment was Løvland 30 jaar oud. Tot aan de Olympische Zomerspelen van 1988 in Seoel zou hij daarmee de oudste winnaar op de tienkamp zijn in de olympische geschiedenis.
Op de loopnummers over langere afstand, en in het bijzonder op de 5.000 meter en de 10.000 meter was er een sterke concurrentie tussen de Fransman Joseph Guillemot en de Fin Paavo Nurmi. Guillemot had enkele jaren voordien nog gediend in het Franse leger tijdens de Eerste Wereldoorlog en was daarin slachtoffer geworden van een Duitse mosterdgasaanval, waardoor zijn longen zwaar waren aangetast. In 1918 had hij nog te horen gekregen dat hij nooit meer zou lopen. Bovendien werd hij geboren met een situs inversus, wat maakte dat zijn hart zich aan de rechterkant van zijn lichaam bevond en niet aan de linkerkant. Desondanks slaagde hij er op 17 augustus 1920 in de 5.000 meter te winnen voor zijn Finse concurrent Nurmi, die tweede werd. Na twee rondes wisten beide atleten uit te lopen op de overige deelnemers, waarna zij onderling streden op de olympische titel. Enkele dagen later, op 20 augustus 1920, zouden de rollen evenwel omgekeerd zijn. Toen won Paavo Nurmi immers de 10.000 meter en werd Guillemot tweede. Hierdoor behaalde beide concurrenten zowel een gouden als een zilveren medaille. Nurmi was echter niet aan zijn proefstuk toe. Twee dagen later, op 23 augustus 1920, zou hij immers in het veldlopen twee gouden medailles behalen in één wedstrijd, met name één als individuele winnaar van de wedstrijd en één als lid van het Finse team dat in het veldlopen de landencompetitie won. Guillemot raakte geblesseerd in deze wedstrijd en moest opgeven. Terwijl Guillemot later nooit nog olympische medailles zou winnen, waren de drie olympische medailles die Nurmi in Antwerpen won de eerste van de in totaal twaalf medailles die hij in zijn olympische carrière zou behalen. Nurmi zou uitgroeien tot de op twee na meest succesvolle olympiër aller tijden, na de Amerikaan Michael Phelps en de Oekraïense Larissa Latynina.

### Boksen

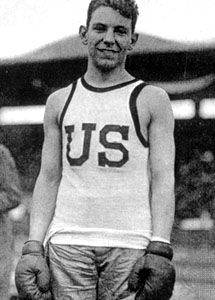
De Amerikaan Eddie Eagan, gouden medaillewinnaar bij de halfzwaargewichten.

In 1920 stond boksen voor het eerst terug op het olympisch programma sinds de Olympische Zomerspelen van 1908 in Londen. Deze sport kwam immers niet aan bod tijdens de vorige editie van de Olympische Zomerspelen in 1912 in Stockholm. De bokscompetitie vond plaats in de feestzaal van de Zoo van Antwerpen en duurde van 21 tot 24 augustus 1920. Samen met het worstelen, dat plaatsvond op dezelfde plek, en het kunstschaatsen en ijshockey, die plaatsvonden in het IJspaleis, was het boksen een van de weinige sporten die werden georganiseerd in de Antwerpse binnenstad. Er werden wedstrijden georganiseerd in acht gewichtsklassen, met name die van de vlieggewichten (tot 112 pond), de bantamgewichten (tot 118 pond), de vedergewichten (tot 126 pond), de lichtgewichten (tot 135 pond), de weltergewichten (tot 147 pond), de middengewichten (tot 160 pond), de halfzwaargewichten (tot 175 pond) en de zwaargewichten (boven 175 pond). Een bokswedstrijd bestond uit drie rondes, waarvan de eerste twee rondes drie minuten duurde en de laatste ronde vier minuten. Eventuele extra rondes duurden telkens twee minuten. Iedere wedstrijd werd bijgestaan door twee juryleden en een scheidsrechter. Alle juryleden waren van Europese afkomst, en meer dan de helft van de juryleden waren Belgen.
In totaal namen 116 boksers deel uit twaalf landen. Daarvan wisten acht landen een medaille te behalen. De meest succesvolle landen waren de Verenigde Staten, Groot-Brittannië en Canada, gevolgd door Frankrijk, Zuid-Afrika, Denemarken, Noorwegen en Italië. Bij de halfzwaargewichten won de Amerikaan Eddie Eagan de gouden medaille. Twaalf jaar later won hij in 1932 een gouden medaille bij het bobsleeën op de Olympische Winterspelen in Lake Placid. Daarmee is Eagan de enige olympiër aller tijden die zowel op de Olympische Zomerspelen als op de Olympische Winterspelen een gouden medaille behaalde.

### Boogschieten

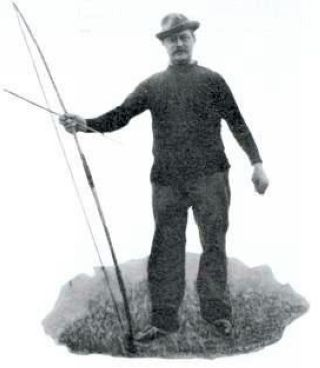
De Belg Hubert Van Innis werd op de Olympische Zomerspelen van 1920 de meest succesvolle Belgische olympiër aller tijden en tevens de meest succesvolle boogschutter in de olympische geschiedenis.

Het boogschieten vond plaats van 3 tot 5 augustus in het Antwerpse Nachtegalenpark, enkele kilometers verwijderd van het Olympisch Stadion. De competitie werd gedomineerd door het gastland België. De Belgen wonnen 14 van de 21 medailles die op dit onderdeel werden uitgereikt. De meeste van de in totaal 36 Belgische medailles op deze Zomerspelen zouden dan ook worden behaald in het boogschieten. De overige medailles gingen naar Frankrijk (zes medailles) en Nederland (één medaille).
Zes van de veertien Belgische medailles in het boogschieten stonden op naam van Hubert Van Innis, die vier gouden en twee zilveren medailles behaalde. Hiermee eindigde hij op de derde plaats in de rangschikking van meest succesvolle atleten op de Olympische Zomerspelen van 1920. Eerder had hij reeds drie olympische medailles behaald op de Olympische Zomerspelen van 1900 in Parijs. Met zijn negen olympische medailles is Van Innis dan ook een van de meest succesvolle olympiërs aller tijden. Hij werd in Antwerpen tevens de meest succesvolle Belgische olympiër aller tijden en de meest succesvolle boogschutter in de olympische geschiedenis. Van Innis hechtte geen emotionele waarde aan zijn olympische medailles. Naderhand zou hij zijn medailles dan ook weggeven.

### Gewichtheffen

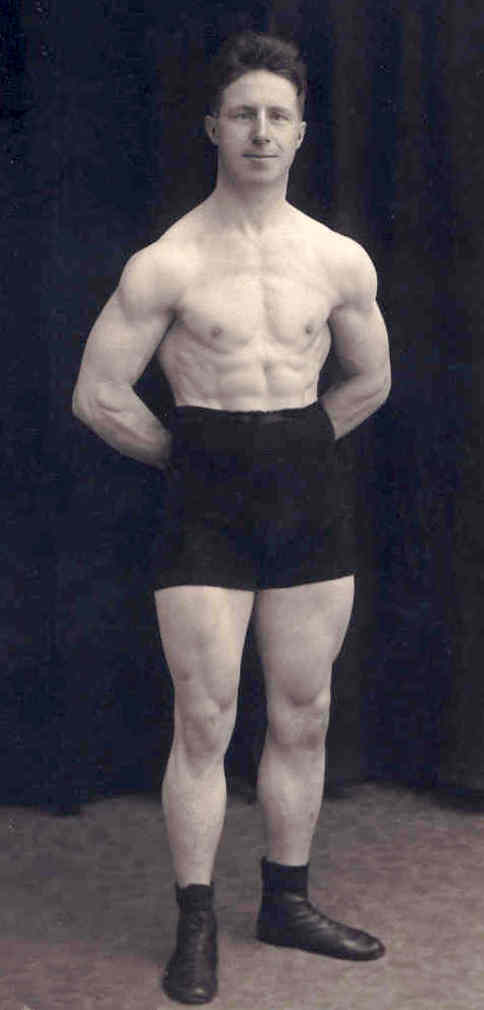
De Belg Frans De Haes behaalde de gouden medaille bij de vedergewichten.

De competitie van het gewichtheffen begon enkele dagen na het einde van de atletiekcompetitie en duurde van 29 tot 31 augustus 1920. De wedstrijden vonden plaats in de openlucht in het Olympisch Stadion. Gewichtheffen stond in 1920 voor het eerst in jaren opnieuw op het olympisch programma. Voordien was gewichtheffen immers enkel aan bod gekomen op de eerste Olympische Zomerspelen van 1896, de Olympische Zomerspelen van 1904 en de Tussenliggende Spelen van 1906. Er werden wedstrijden georganiseerd in vijf gewichtsklassen, met name die van de vedergewichten (tot 60 kg), de lichtgewichten (tot 67,5 kg), de middengewichten (tot 75 kg), de halfzwaargewichten (tot 82,5 kg) en de zwaargewicht (boven 82,5 kg). Het was de eerste maal dat men deze indeling in gewichtsklassen hanteerde op de Olympische Zomerspelen, waardoor de vijf gouden medaillewinnaars staan geboekstaafd als de eerste olympische recordhouders op hun onderdeel.
Bij het gewichtheffen traden 53 deelnemers aan die afkomstig waren uit 14 landen. De helft van de deelnemende landen zou hierbij medailles behalen. Het ging om Frankrijk, België, Estland, Italië, Zwitserland, Luxemburg en Zweden. Frankrijk en Zweden besloten om eigen halters mee te nemen naar de Olympische Zomerspelen van 1920, maar de wedstrijdleiding verbood de Franse en Zweedse gewichtheffers dit eigen materiaal te gebruiken. De beste gewichtheffers ter wereld in die tijd waren overigens niet aanwezig op deze Olympische Zomerspelen. Zij waren immers veelal van Duitse of Oostenrijkse nationaliteit en deze landen waren van deelname uitgesloten. Enkele dagen na de olympische competitie vonden van 4 tot 8 september 1920 de wereldkampioenschappen gewichtheffen plaats in het Oostenrijkse Wenen. Op een na alle gemedailleerden op deze kampioenschappen waren Duitsers en Oostenrijkers, die een week eerder nog waren uitgesloten van het olympisch tornooi.
Bij de vedergewichten won de Belg Frans De Haes de gouden medaille. De Haes was enkele jaren eerder tijdens de Eerste Wereldoorlog nog weggevlucht naar Nederland. Hij leerde er gewichtheffen en keerde in 1919 terug naar België. Bij de lichtgewichten behaalde de Est Alfred Neuland de gouden medaille, waarmee hij de eerste Estse olympische kampioen in de geschiedenis werd. Bij de middengewichten vond een opmerkelijke medaille-uitreiking plaats. De Italiaan Pietro Bianchi en de Zweed Albert Pettersson behaalden een gedeelde tweede plaats met elk een score van 235 kg. De zilveren medaille werd dan maar onder hen verloot. Op die manier verkreeg Bianchi de zilveren medaille en Pettersson de bronzen medaille. Joseph Alzin behaalde bij de zwaargewichten de zilveren medaille. Daarmee behaalde hij de eerste (officiële) olympische medaille ooit voor het Groothertogdom Luxemburg.

### Hockey

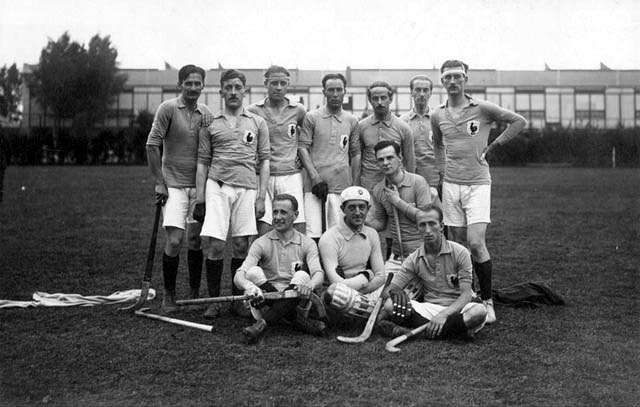
Het Franse Hockeyteam eindigde vierde en behaalde als enige van de vier deelnemende landen geen medaille.

De hockeycompetitie vond plaats in het Olympisch Stadion en duurde van 1 tot 5 september 1920. Er werd enkel een competitie ingericht voor mannenteams en hieraan namen bovendien slechts vier landen deel: België, Denemarken, Frankrijk en Groot-Brittannië. In totaal werden er zes wedstrijden gespeeld. De Britse hockeyploeg kroonde zich tot olympisch kampioen na een 5-1-zege tegen de Denen, een 12-1-zege tegen de Belgen en een walk-over tegen de Fransen. Denemarken werd tweede, België derde en Frankrijk vierde. De Britse speler Stanley Shoveller kroonde zich tot topscoorder met 10 doelpunten.
Het Belgische hockeyteam bestond onder meer uit Raoul Daufresne de la Chevalerie, die later een militaire carrière zou uitbouwen, en Fernand de Montigny, de ontwerper van het Olympisch Stadion. De eerstvolgende olympische medaille voor het Belgische mannenhockeyteam volgde 96 jaar later, tijdens de Olympische Zomerspelen van 2016, toen de Belgen de zilveren medaille behaalden.

### Kunstschaatsen

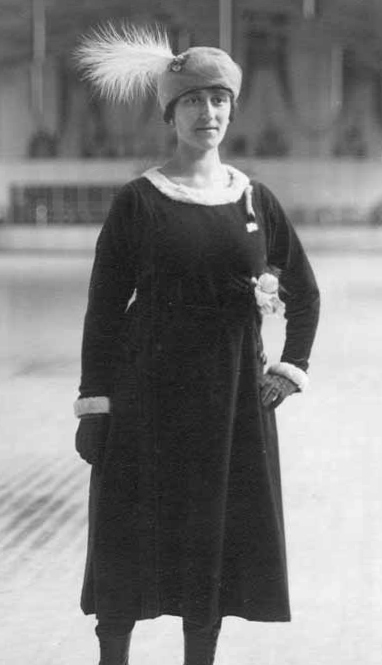
De Zweedse Magda Julin in het IJspaleis, waar ze een gouden medaille won terwijl ze vier maanden zwanger was.

Na de Olympische Zomerspelen van 1908 in Londen stond tijdens de Olympische Zomerspelen van Antwerpen voor de tweede maal het kunstschaatsen op het programma. Dit was opmerkelijk, aangezien kunstschaatsen later zou worden beschouwd als een wintersport en onderdeel zou worden van de Olympische Winterspelen. De kunstschaatscompetitie werd bovendien om klimatologische omstandigheden afgewerkt in april 1920, enkele maanden voor de klassieke zomersporten. Die kwamen immers pas in augustus en september 1920 aan bod.
De kunstschaatscompetitie vond plaats van 25 tot 27 april 1920 in het IJspaleis aan de Henri Van Heurckstraat in de Antwerpse binnenstad. Er was zowel een competitie voor mannen als voor vrouwen, alsook een voor gemengde paren. Op het individuele onderdeel bij de mannen behaalde de Zweed Gillis Grafström de gouden medaille na een unaniem oordeel van de jury, zijn eerste in een rij van vier olympische medailles. Ook bij de winterspelen van 1924 en die van 1928 zou hij immers dit onderdeel domineren. In 1932 behaalde hij de zilveren medaille. Daarmee werd hij een van de meest succesvolle Zweedse olympiërs in de geschiedenis en ook de op twee na meest succesvolle kunstschaatser in de olympische geschiedenis. Meer in het algemeen waren de Scandinavische landen Noorwegen, Finland en Zweden succesvol in deze sport. Samen behaalde ze zeven van de negen medailles, waaronder alle gouden en zilveren medailles en een bronzen medaille.
De in Frankrijk geboren Zweedse atlete Magda Julin won op 25 april 1920 de individuele kunstschaatscompetitie bij de vrouwen, hoewel ze in geen enkele beoordeling van de vijf individuele juryleden op de eerste plaats kwam. Het was de enige keer in de olympische geschiedenis van het kunstschaatsen dat iemand de gouden medaille behaalde zonder ook maar door een van de individuele juryleden als eerste te worden gerangschikt. Doordat Julin in deze individuele jury-beoordelingen evenwel driemaal op de tweede plaats kwam en tweemaal op de derde plaats, wist ze uiteindelijk toch de gouden medaille te winnen op dit onderdeel. Nochtans had Julin deze olympische prestatie niet zonder hindernissen kunnen neerzetten. Ze had zich namelijk voorbereid om aan te treden onder begeleiding van de Weense wals An der schönen blauen Donau van Johann Strauss jr., maar op het laatste ogenblik werd dit lied door de organisatie geweigerd vanwege zijn Duitse connotatie. Hierdoor diende ze vlak voor haar optreden haar begeleidende muziek te veranderen. Na de uitsluiting van onder andere Duitsland van deelname aan de Olympische Zomerspelen was dit een nieuw teken van de anti-Duitse gevoeligheden die op dat moment heersten op de Spelen. Naast de perikelen omtrent haar muziekkeuze was Julin op het moment van haar overwinning reeds vier maanden in verwachting. Daarmee werd ze de eerste deelneemster aan de Olympische Spelen die zwanger was ten tijde van haar deelname.

### Korfbal

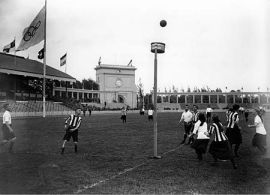
Twee Nederlandse ploegen spelen ter demonstratie een korfbalwedstrijd in het Olympisch Stadion, 22 augustus 1920.

Tijdens de Olympische Zomerspelen van 1920 kwam korfbal voor het eerst aan bod op het olympisch programma, zij het als een demonstratiesport. Er werd één korfbalwedstrijd gespeeld en daarbij werden geen medailles uitgereikt.
Nadat de Spelen in april 1919 waren toegekend aan Antwerpen, stuurde voorzitter van de Nederlandse Korfbalbond en IOC-lid Frits van Tuyll van Serooskerken een brief naar het Belgische organisatiecomité met het voorstel een demonstratiewedstrijd korfbal te spelen tijdens de Zomerspelen van 1920. Nadat het antwoord aanvankelijk negatief was, richtte van Tuyll van Serooskerken een tweede brief tot Henri de Baillet-Latour, de voorzitter van het organisatiecomité. Op 25 februari 1920 besloot het Belgische organisatiecomité alsnog om korfbal als demonstratiesport toe te laten op de Olympische Zomerspelen van 1920. Hoewel de Nederlandse organisatie van de korfbaldemonstratiewedstrijd vervolgens aanvankelijk met financiële problemen te kampen kreeg, kon uiteindelijk op 22 augustus 1920 alsnog een korfbalwedstrijd worden gespeeld in het Olympisch Stadion. Er traden twee teams aan van twaalf spelers, waaronder telkens zes mannen en zes vrouwen. Beide teams waren van Nederlandse afkomst: een Amsterdams team nam het op tegen een team uit Zuid-Holland.
Vier jaar later zou naar aanleiding van de Olympische Zomerspelen van 1924 in Parijs opnieuw worden gepoogd korfbal toe te laten als demonstratiesport, maar dit werd geweigerd. Nog eens vier jaar later zou korfbal alsnog voor een tweede en laatste maal aan bod komen als demonstratiesport op de Olympische Zomerspelen van 1928 in Amsterdam. Nadien verdween de sport van de olympische programmatie.

### Moderne vijfkamp

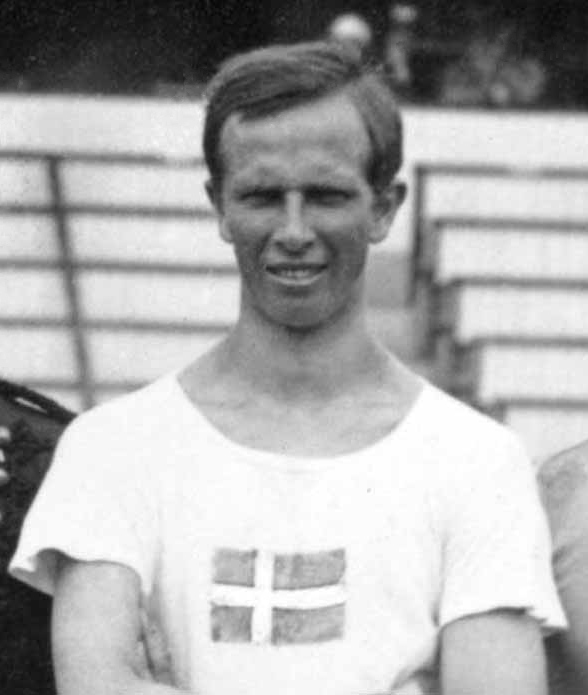
De Zweedse gouden medaillewinnaar Gustaf Dyrssen in het Olympisch Stadion.

De moderne vijfkamp vond plaats van 24 tot 27 augustus 1920. Na de invoering van deze sport op de Zomerspelen van 1912 kwam de moderne vijfkamp in Antwerpen voor de tweede maal aan bod op het olympisch programma. In totaal traden 23 deelnemers aan uit acht landen, namelijk uit Denemarken, Finland, Frankrijk, Groot-Brittannië, Italië, Noorwegen, de Verenigde Staten en Zweden. De competitie vond plaats op vier verschillende locaties in de stad Antwerpen. Op 24 augustus 1920 ging men 's voormiddags van start met het schieten op de Schietbaan Kiel. 's Namiddags vond het zwemmen plaats in het Zwemstadion. Op 25 augustus 1920 zette men de competitie 's voormiddags verder met het schermen, dat plaatsvond in het Middelheimpark. Het paardrijden volgde op 26 augustus 1920. Op 27 augustus 1920 sloot men de competitie af met het hardlopen. De laatste twee onderdelen, met name het paardrijden en het hardlopen, vonden plaats in het Olympisch Stadion. De moderne vijfkamp werd sterk gedomineerd door de vier deelnemers uit Zweden, die vier van de vijf onderdelen konden winnen. In de einduitslag behaalden de vier Zweedse moderne vijfkampers uiteindelijk de eerste tot de vierde positie. Gustaf Dyrssen behaalde de gouden medaille, voor zijn landgenoten Erik de Laval, Gösta Runö en Bengt Uggla. Veel moderne vijfkampers bekleedden een militaire positie. De bronzen medaillewinnaar Gösta Runö kwam twee jaar later, in 1922, om het leven in een vliegtuigongeluk. De twee Finse deelnemers, vlaggendrager Emil Hagelberg en Kalle Kainuvaara, kwamen beide om het leven tijdens de Tweede Wereldoorlog.

### Paardensport

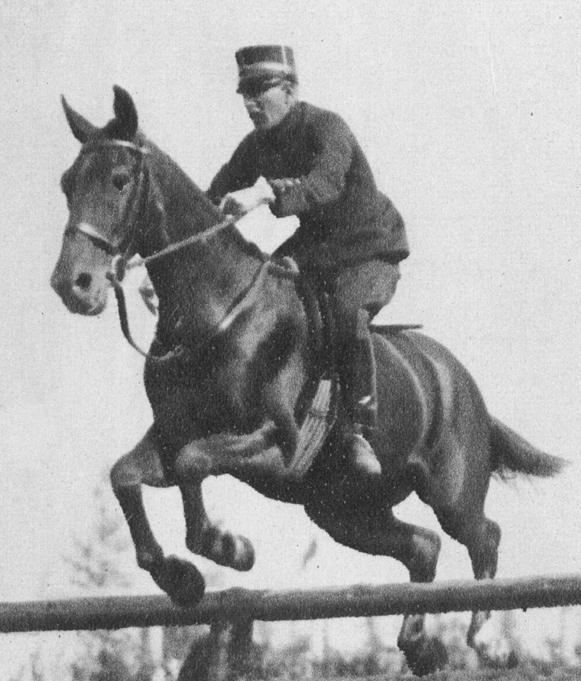
De Zweed Carl Gustaf Lewenhaupt behaalde met zijn paard Mon Cœur de zilveren medaille op de jumping.

De paardensportwedstrijden vonden plaats van 6 tot 12 september 1920. Er vonden vier competities plaats: eventing, jumping, voltige en dressuur. Behalve voor de dressuur werden zowel individuele als ploegencompetities ingericht, al vonden er geen dubbele wedstrijden plaats aangezien de score van iedere nationale ploeg werd bepaald door de som van de beste drie scores voor elk land in de individuele competities. De ruiters hadden veelal een militaire achtergrond. Aan de eventing namen 25 ruiters deel uit acht landen. Deze competitie vond bovendien plaats op drie verschillende locaties. De cross-country over 50 km vond plaats in Merksem, de cross-country over 20 km in de Hoogboom Country Club en de jumping in het Olympisch Stadion. Bij de dressuur traden 17 ruiters aan uit vijf landen. Met een gouden medaille voor Janne Lundblad, een zilveren medaille voor Bertil Sandström en een bronzen medaille voor Hans von Rosen was het podium op dit onderdeel volledig Zweeds. Aanvankelijk eindigde nochtans een andere Zweed, Gustaf Adolf Boltenstern sr., op de derde plaats. Hij werd echter gediskwalificeerd omdat hij voor aanvang van de competitie nog in het stadion had geoefend. Bij de voltige namen er 17 ruiters deel uit drie landen: België, Frankrijk en Zweden. Aanvankelijk zouden er ook Zwitserse ruiters aantreden in deze competitie, maar dit werd finaal verhinderd door de Zwitserse overheid uit vrees voor een uitbraak van mond-en-klauwzeer in België. Het was de eerste en de enige keer dat voltige werd opgenomen in het olympisch programma. Aan de jumping ten slotte namen 25 ruiters deel uit zes landen. De Italiaan Tommaso Lequio di Assaba behaalde de gouden medaille. Op dat moment was hij voorzitter van de Italiaanse paardensportfederatie. De dressuur, de voltige en de jumping werden volledig in het Olympisch Stadion afgewerkt. In totaal behaalde vier landen medailles in de paardensport. Zweden was het meest succesvolle land met negen medailles, gevolgd door België en Frankrijk met vijf medailles en Italië met twee medailles.

### Polo
De wedstrijden polo vonden plaats van 25 tot 31 juli 1920 in de Wellingtonrenbaan in Oostende, aan de Belgische kust. Daarmee was polo een van de sporten die plaatsvonden buiten de omgeving van de stad Antwerpen. Er namen vier landen deel: België, Groot-Brittannië, Spanje en de Verenigde Staten. Elke nationale ploeg bestond uit vier spelers. Enkel Spanje vaardigde vijf spelers af en beschikte daardoor over een reservespeler, die overigens niet in actie kwam. In totaal werden er vier wedstrijden gespeeld: twee halve finales, een finale en een bronzen finale. Het Britse poloteam won zijn beide wedstrijden en behaalde de gouden medaille, gevolgd door de verliezende finalist Spanje met de zilveren medaille en de Verenigde Staten met de bronzen medaille. België werd vierde en behaalde als enige deelnemende land geen medaille.
Polo was een van de meer elitaire sporten die aan bod kwamen op de Olympische Zomerspelen van 1920. Van de 17 deelnemers waren er acht van adel (het gehele Spaanse team, twee Belgen en een Brit), zetelden er twee in hun nationaal parlement en zouden er drie omkomen in een oorlog. Onder de Spanjaarden droeg edelman Jacobo Fitz-James Stuart y Falcó bijvoorbeeld een vijftigtal adellijke titels en werd na zijn deelname aan de Zomerspelen nog minister en ambassadeur. Zijn broer Hernando Fitz-James Stuart y Falcó maakte deel uit van de Spaanse hofhouding en kwam in 1936 om het leven bij het bloedbad van Paracuellos. Hun reservespeler, José de Figueroa y Alonso-Martínez, die evenwel niet in actie kwam, was dan weer een zoon van de voormalige Spaanse eerste minister Álvaro Figueroa Torres en zou drie maanden na de Zomerspelen sneuvelen in de Rifoorlog. Diens broer Álvaro de Figueroa y Alonso-Martínez zetelde op zijn beurt in de Cortes Generales op het moment van zijn deelname aan de Olympische Zomerspelen. Bij het Britse team had lord John Wodehouse voorafgaand aan de Zomerspelen gediend in de Eerste Wereldoorlog en deel uitgemaakt van het Lagerhuis. Later werd hij lid van het Hogerhuis en in 1941 kwam hij om het leven tijdens een Duits bombardement op Londen. Zijn teamgenoot Frederick Whitfield Barrett was dan weer de trainer van de racepaarden van de Britse koningen.

### Roeien

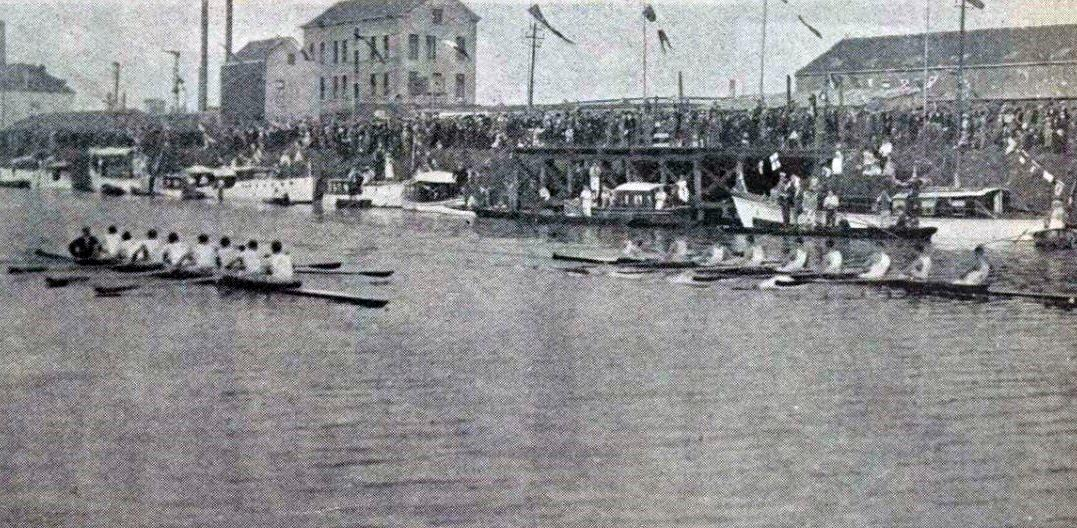
Beeld van een wedstrijd in de roeicompetitie.

Roeien was een van de sporten die buiten het Antwerpse plaatsvond. Deze competitie vond immers van 27 tot 29 augustus 1920 plaats op het Zeekanaal Brussel-Schelde nabij Vilvoorde, niet ver van de Belgische hoofdstad Brussel. Er werden wedstrijden georganiseerd in vijf onderdelen, met name de skiff, de dubbel-twee, twee-met-stuurman, vier-met-stuurman en het roeien met acht personen. In totaal traden 136 roeiers aan uit veertien landen. De Verenigde Staten behaalden vier medailles, gevolgd door vijf landen die elks twee medailles behaalden. Het ging om Italië, Zwitserland, Groot-Brittannië, Frankrijk en Noorwegen. Nieuw-Zeeland ten slotte behaalde één medaille.
De meest succesvolle roeier op deze Zomerspelen was de Amerikaan John Brendan Kelly. Zowel bij de skiff als bij de dubbel-twee behaalde hij immers de gouden medaille. Vier jaar later zou hij overigens zijn olympische titel op de dubbel-twee verlengen. Kelly was de vader van de Amerikaanse actrice Grace Kelly en is de grootvader van prins Albert II van Monaco.

### Rugby

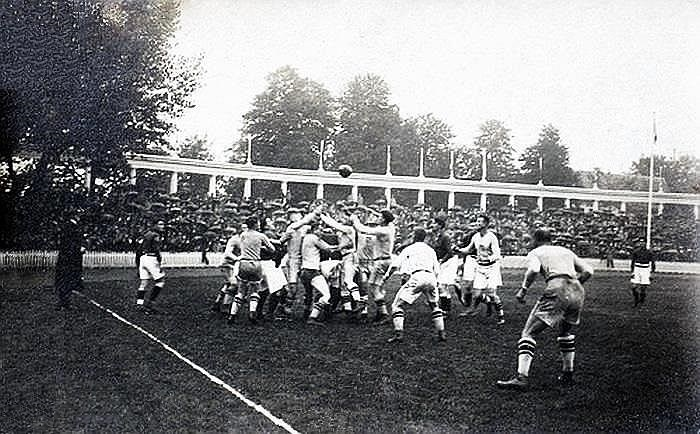
De wedstrijd tussen de Verenigde Staten en Frankrijk op 5 september 1920.

De rugbycompetitie was zowat de kleinste competitie die aan bod is gekomen op de Zomerspelen van 1920. Er traden slechts twee nationale ploegen aan, een Amerikaanse en een Franse ploeg. Hierdoor vond er ook slechts één wedstrijd plaats tussen beide ploegen en werd er dus ook geen bronzen medaille uitgereikt. Die ene wedstrijd vond plaats op 5 september 1920 in het Olympisch Stadion. De wedstrijd eindigde op 8-0 in het voordeel van de Amerikanen. Hoewel het zou hebben geregend op het tijdstip van de wedstrijd, zouden 20.000 toeschouwers deze wedstrijd hebben bijgewoond. Het ging om een wedstrijd rugby union met 15 spelers per ploeg.
De kleinschaligheid van de rugbycompetitie tijdens de Olympische Zomerspelen van 1920 was niets nieuws onder de zon. De laatste keer dat rugby was opgenomen in het olympisch programma was tijdens de Olympische Zomerspelen van 1908. Toen traden eveneens slechts twee landen aan. Bij de vorige editie van de Olympische Spelen in 1912 vonden helemaal geen rugbywedstrijden plaats. Na de editie van 1924, waaraan drie nationale rugbyploegen deelnamen, werd deze sport tot 2016 voor 92 jaar geschrapt van het olympisch programma.

### Schermen

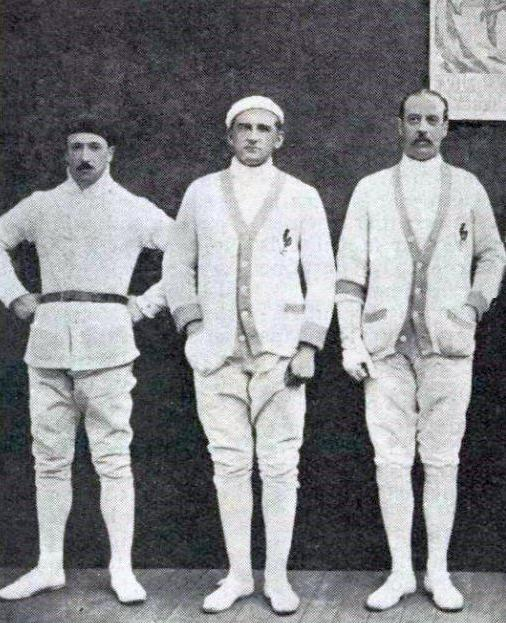
De Franse schermers Alexandre Lippmann, Gustave Buchard en Armand Massard behaalden op het onderdeel van de degen individueel de zilveren, de bronzen en de gouden medaille. Op het onderdeel van de degen in teamverband behaalden zij als leden van de Franse ploeg eveneens een bronzen medaille.

Het schermen vond plaats tussen 17 en 26 augustus 1920. Over de exacte locatie van het schermen bestaat onduidelijkheid. Zowel de tuinen van het Brusselse Egmontpaleis als het Antwerpse Middelheimpark worden wel eens aangegeven als locaties. Hoewel aanvankelijk het plan was om het schermen in open lucht te laten plaatsvinden, zou men door slechte weersomstandigheden de competitie ook binnen hebben laten doorgaan. Er vonden zes onderdelen plaats, met name floret, degen en sabel, die zowel individueel als in teamverband aan bod kwamen. In totaal namen 149 schermers uit dertien landen deel aan deze sport. Italië, Frankrijk, België, Nederland en de Verenigde Staten behaalden daarbij ook medailles.
Het schermen werd zeer sterk gedomineerd door de Italiaan Nedo Nadi, die de gouden medaille behaalde op de vijf van de zes onderdelen waaraan hij deelnam. Enkel op het individueel onderdeel van de degen deed Nadi niet mee en behaalde de Fransman Armand Massard de gouden medaille. Tot op heden is deze prestatie van Nadi een van de sterkste olympische prestaties in de geschiedenis. Nadi was tevens de vlaggendrager voor Italië tijdens de openingsceremonie. Voor zijn deelname aan de Olympische Zomerspelen van 1920 had hij gevochten in de Eerste Wereldoorlog. Een andere opmerkelijke deelnemer aan het schermen was de Belg Fernand de Montigny, de ontwerper van het Olympisch Stadion die naast het schermen ook aan het hockey deelnam.

### Schietsport

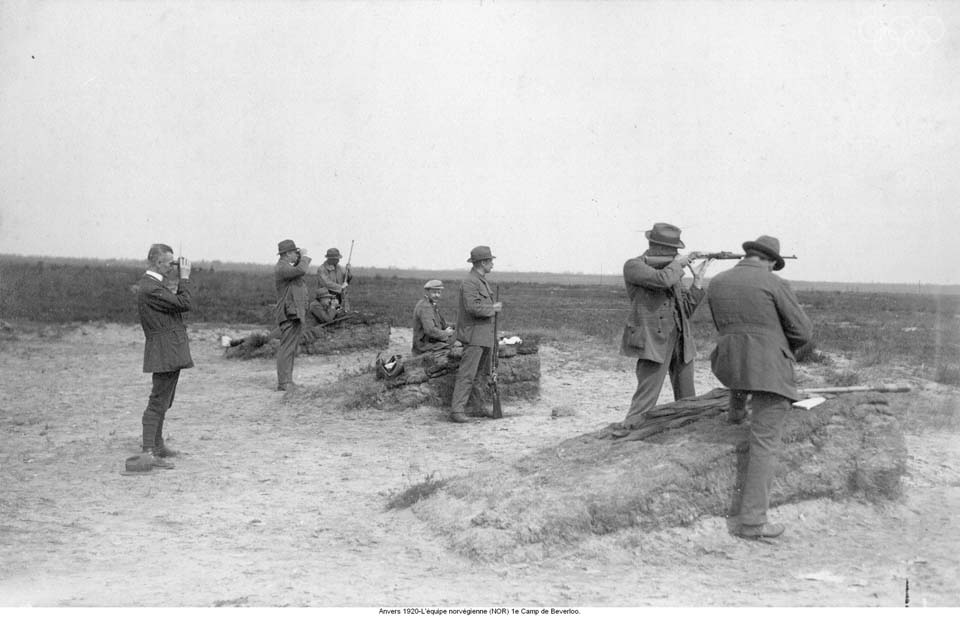
Het Noorse team aan de slag op het Kamp van Beverlo.

De schietsport vond plaats tussen 22 juli en 3 augustus 1920. Er stonden maar liefst 21 onderdelen op het programma, het hoogste aantal in de olympische geschiedenis. In totaal namen 236 schutters deel uit 18 landen, wat van de schietsport een van de belangrijkste sporten maakte op deze Olympische Zomerspelen. Elf landen behaalden daarbij ook medailles. De meest succesvolle landen waren de VS met 23 medailles, Noorwegen met elf medailles en Zweden met tien medailles. Van de 21 onderdelen vonden 15 plaats in het Kamp van Beverlo, een militair kamp van het Belgische leger in Limburg. Het ging om de onderdelen waarbij werd geschoten met militaire geweren, kleinkalibergeweren, pistolen en duelpistolen. Er vonden tevens vijf schietonderdelen plaats in de Hoogboom Country Club in Kapellen, net buiten Antwerpen. Het ging dan om het schieten op een lopend hert en het kleiduifschieten.
De meest succesvolle deelnemer aan de Olympische Zomerspelen van 1920 was de Amerikaan Willis Lee, die aantrad in de discipline van de schietsport. Lee behaalde zeven medailles, waarvan vijf gouden, één zilveren en één bronzen medaille. Ook zijn landgenoot Carl Osburn was zeer succesvol met zes medailles, waarvan vier gouden, een zilveren en een bronzen medaille. De Zweed Oscar Swahn, de oudste gemedailleerde olympiër aller tijden, was eveneens een deelnemer van de schietsportwedstrijden.

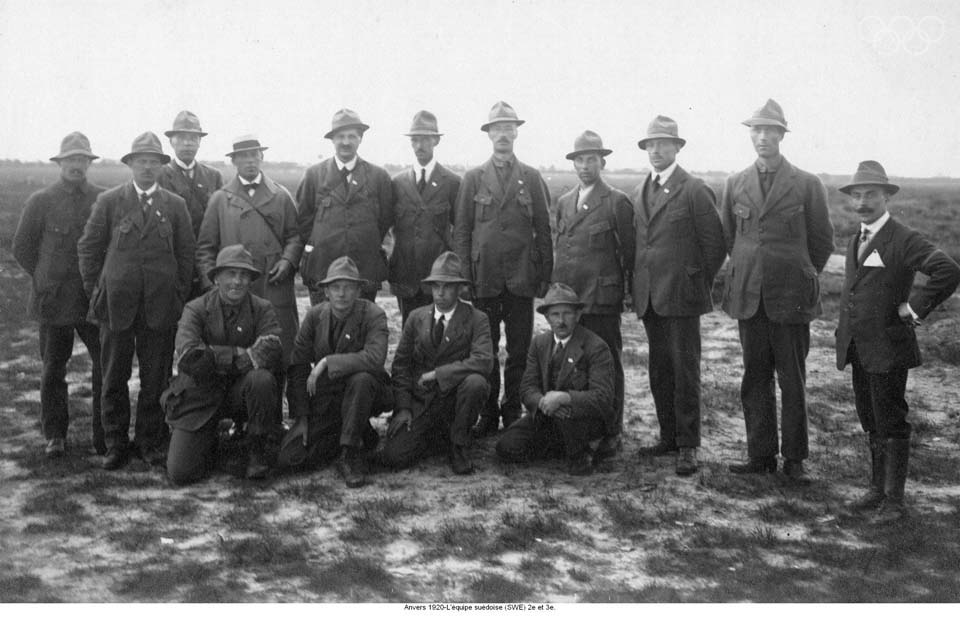
Groepsfoto van de Zweedse schutters in Beverlo.

Bij het onderdeel van het schieten met een pistool op 50 m in teamverband bleek tijdens de wedstrijd dat Brazilië en de Verenigde Staten niet schoten vanop de vereiste afstand van 50 m. De Brazilianen, met onder meer vlaggendrager Guilherme Paraense in hun rangen, stonden in werkelijkheid op 45 m en de Amerikanen op 54 m. Men oordeelde dat de Brazilianen dienden te herbeginnen aan hun wedstrijd, terwijl men de Amerikanen de keuze liet tussen herbeginnen of het behouden van hun scores vanop 54 m. De Amerikanen verkozen om eveneens te herbeginnen, maar omdat na verloop van tijd de wind opkwam, zetten zij mindere prestaties neer vanop 50 m dan eerder vanop 54 m. Toch zou het Amerikaanse team dit onderdeel winnen. Een van hun teamleden, James Snook, zou tien jaar later in 1930 schuldig worden bevonden aan moord en de doodstraf krijgen. De Brazilianen werden uiteindelijk derde. Brazilië, dat in Antwerpen voor het eerst deelnam aan de Olympische Zomerspelen, behaalde overigens in de schietsport zijn drie eerste olympische medailles ooit. Ook op het kleiduifschieten in Hoogboom waren de Amerikanen heer en meester. Nadat de Amerikanen met grote voorsprong het ploegenonderdeel hadden gewonnen, behaalden de vijf Amerikanen de eerste vijf posities op het individueel onderdeel.

### Schoonspringen

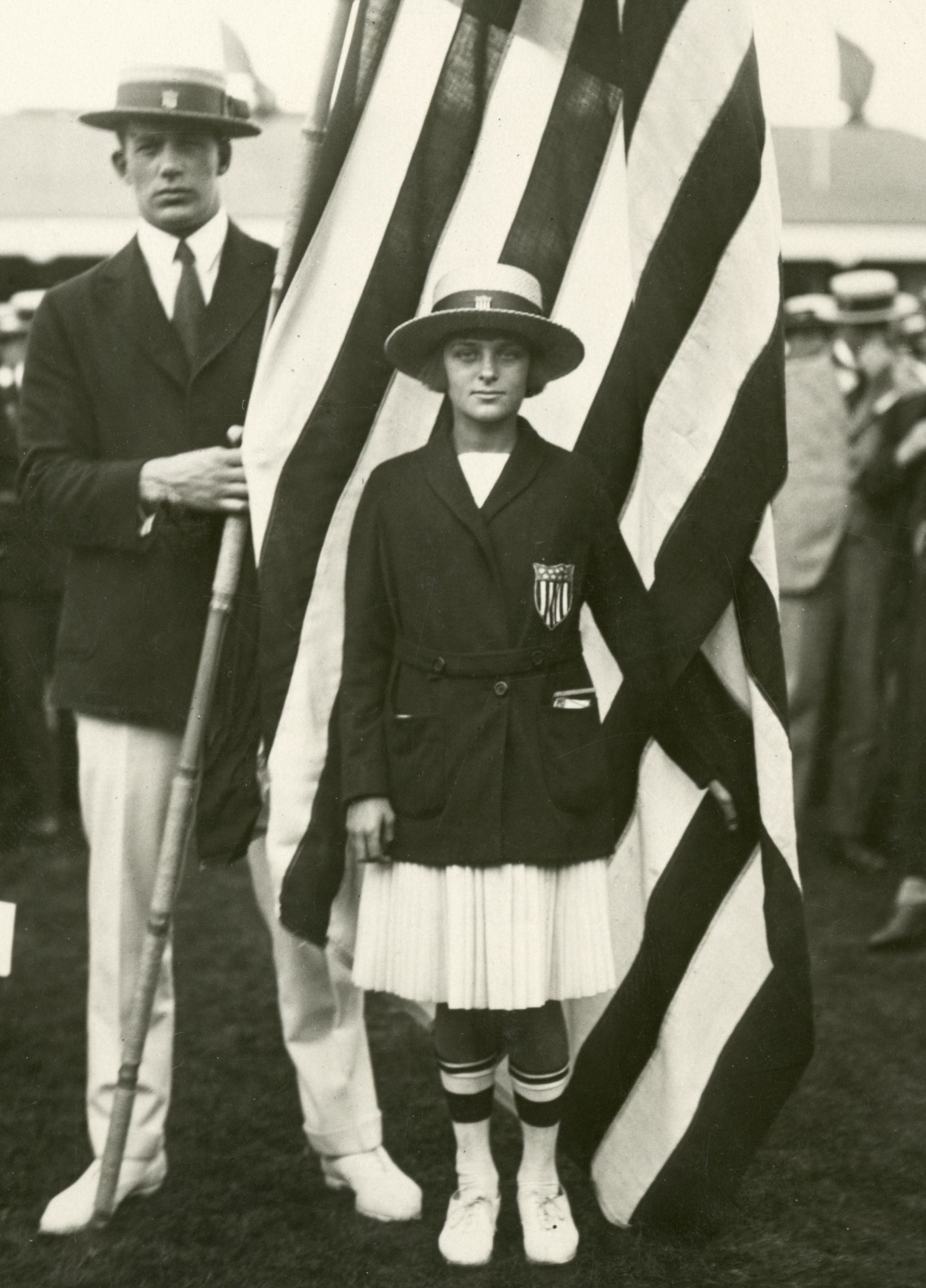
Aileen Riggin poseert in het Olympisch Stadion voor een Amerikaanse vlag.

Het schoonspringen vond plaats in het Zwemstadion van Antwerpen en duurde van 24 tot 29 augustus 1920. Deze sport stond in 1920 voor de vierde maal op het olympisch programma, nadat het voor het eerst aan bod was gekomen in 1904. Er was zowel een mannen- als een vrouwencompetitie. In totaal namen er 53 springers deel, waaronder 35 mannen en 18 vrouwen uit in totaal 14 landen. De mannelijke deelnemers waren afkomstig uit 13 verschillende landen, terwijl zes landen vrouwelijke deelnemers hadden afgevaardigd. Bij de mannen stonden er drie onderdelen op het programma, met name springen vanop de springplank vanop 3 meter, het torenspringen vanop 10 meter en het hoogduiken. Bij de vrouwen stonden enkel de eerste twee onderdelen op het programma. De Verenigde Staten en Zweden waren heer en meester in het schoonspringen. Samen wonnen deze landen 13 van de 15 medailles. De VS wonnen in totaal acht medailles, Zweden vijf. Denemarken en Groot-Brittannië behaalden ook elk een medaille.
Bij de springplank op 3 meter was het podium zowel bij de vrouwen als de mannen volledig Amerikaans. Bij de vrouwen beperkte het deelnemersveld zich evenwel tot slechts vier deelneemsters, allen van Amerikaanse nationaliteit. De 14-jarige Aileen Riggin behaalde de gouden medaille en werd daarmee de jongste vrouwelijke gemedailleerde van deze Olympische Zomerspelen. De Fransman Rémi Weil, een deelnemer aan het onderdeel van de springplank bij de mannen, zou later in 1943 sterven in het naziconcentratiekamp Auschwitz.

### Tennis

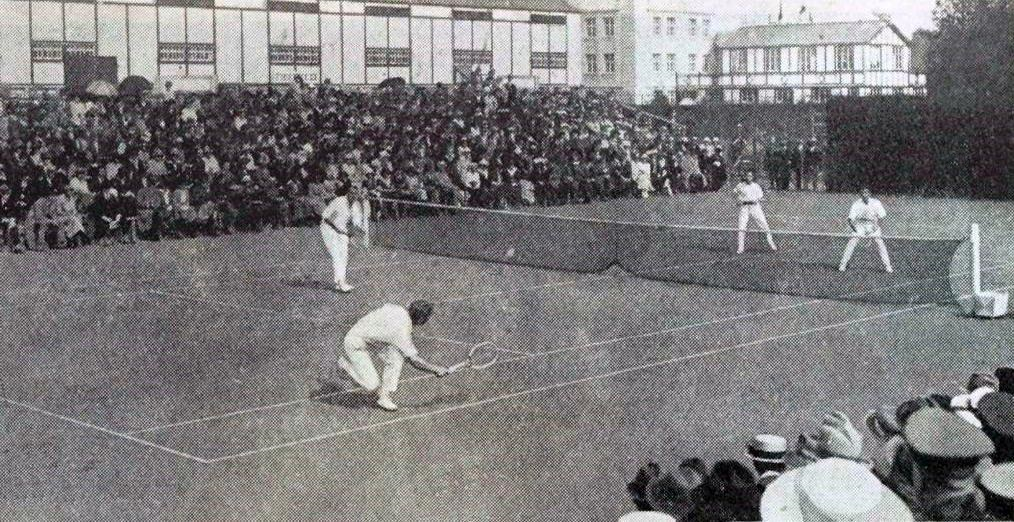
Een olympische tenniswedstrijd in het dubbelspel bij de mannen op de terreinen van de Royal Beerschot Tennis & Hockey Club.

De tenniswedstrijden vonden plaats tussen 16 en 24 augustus 1920 op de nieuw aangelegde terreinen van de Royal Beerschot Tennis & Hockey Club, die zich net naast het Olympisch Stadion bevonden. Er vonden enkel- en dubbeltoernooien plaats voor zowel mannen als vrouwen en daarnaast was er ook een dubbel gemengde competitie. In totaal namen 75 tennissers deel, waarvan 52 mannen en 23 vrouwen. Er traden in het tennis evenwel geen Amerikaanse tennissers aan op de Olympische Zomerspelen van 1920 omdat tezelfdertijd de Amerikaanse nationale tenniskampioenschappen plaatsvonden in Forest Hills nabij New York. De meest uit het oog springende deelneemster aan de olympische tenniscompetitie was de Franse Suzanne Lenglen, die twee gouden en een bronzen medaille behaalde. In het enkelspel behaalde zij de gouden medaille zonder in de loop van het toernooi ook maar een set te hebben verloren en enkel vier spelletjes niet te hebben gewonnen. Samen met haar landgenoot Max Décugis behaalde ze eveneens de gouden medaille bij het gemengd dubbeltoernooi. In het vrouwelijk dubbelspel behaalde ze de bronzen medaille, samen met haar landgenote Élisabeth d'Ayen.

### Touwtrekken

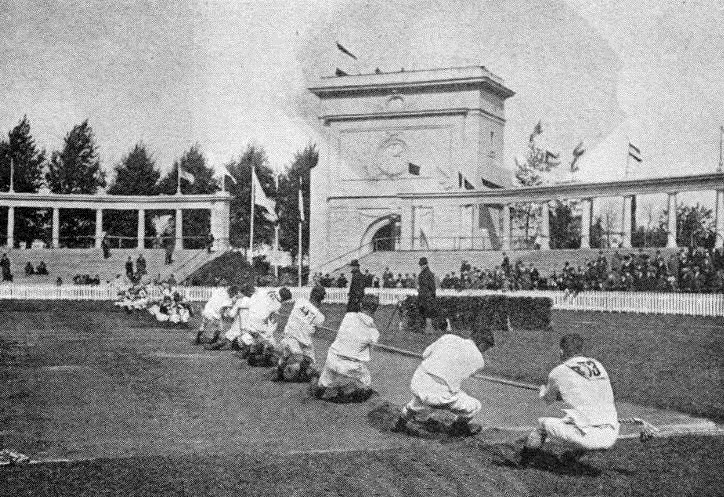
Een wedstrijd touwtrekken in het Olympisch Stadion, die in de tribunes slechts op een matige publieke belangstelling kon rekenen.

Het touwtrektornooi voltrok zich in het Olympisch Stadion van 17 tot 20 augustus 1920. Er namen vijf landen deel aan deze competitie met nationale ploegen die elk bestonden uit acht touwtrekkers. Het ging om België, Groot-Brittannië, Italië, Nederland en de Verenigde Staten. Groot-Brittannië behaalde de gouden medaille in de touwtrekcompetitie nadat het al zijn wedstrijden had gewonnen. De Nederlandse en de Belgische touwtrekkers behaalden respectievelijk de zilveren en de bronzen medaille.

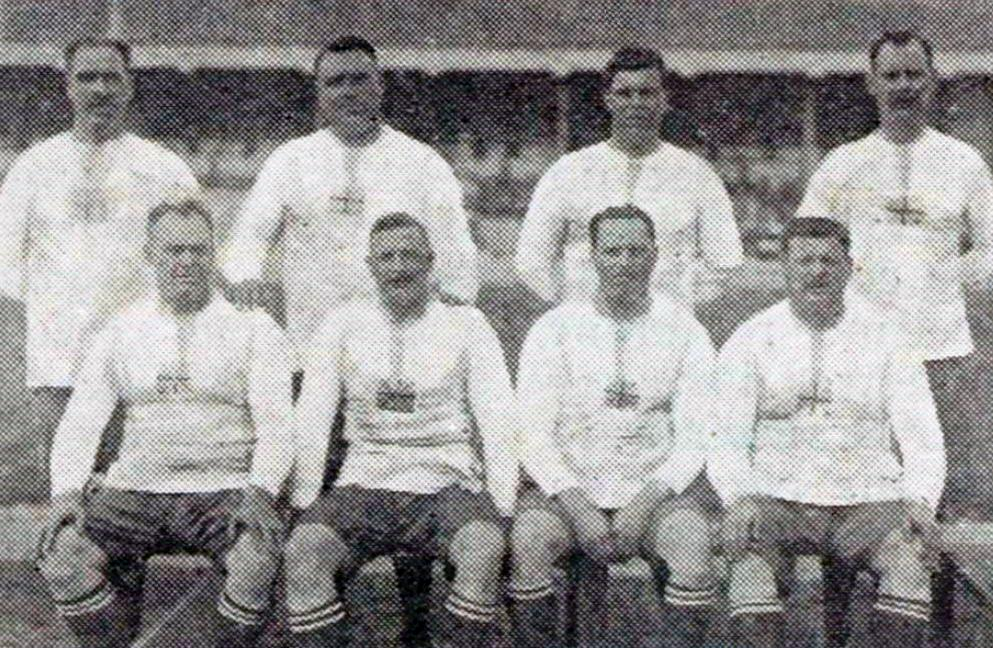
Groepsfoto van de Britse nationale touwtrekkersploeg.

De Belg Gustaaf Wuyts was 17 jaar oud toen hij op de Olympische Zomerspelen aantrad in de Belgische nationale touwtrekploeg. Wuyts nam tegelijkertijd deel aan het kogelstoten. Onder de Italiaanse touwtrekkers bevond zich Giuseppe Tonani, die vier jaar later tijdens de Olympische Zomerspelen van Parijs van 1924 een gouden medaille zou behalen in het gewichtheffen. Het winnende Britse team bestond dan weer uit meerdere leden en voormalige leden van het Londense politiekorps.
In Antwerpen werd voor het laatst een olympische touwtrekwedstrijd beslecht. Touwtrekken maakte sinds 1900 deel uit van het olympisch programma, maar na de Olympische Zomerspelen van 1920 zou deze sport evenwel voorgoed van het programma verdwijnen.

### Turnen

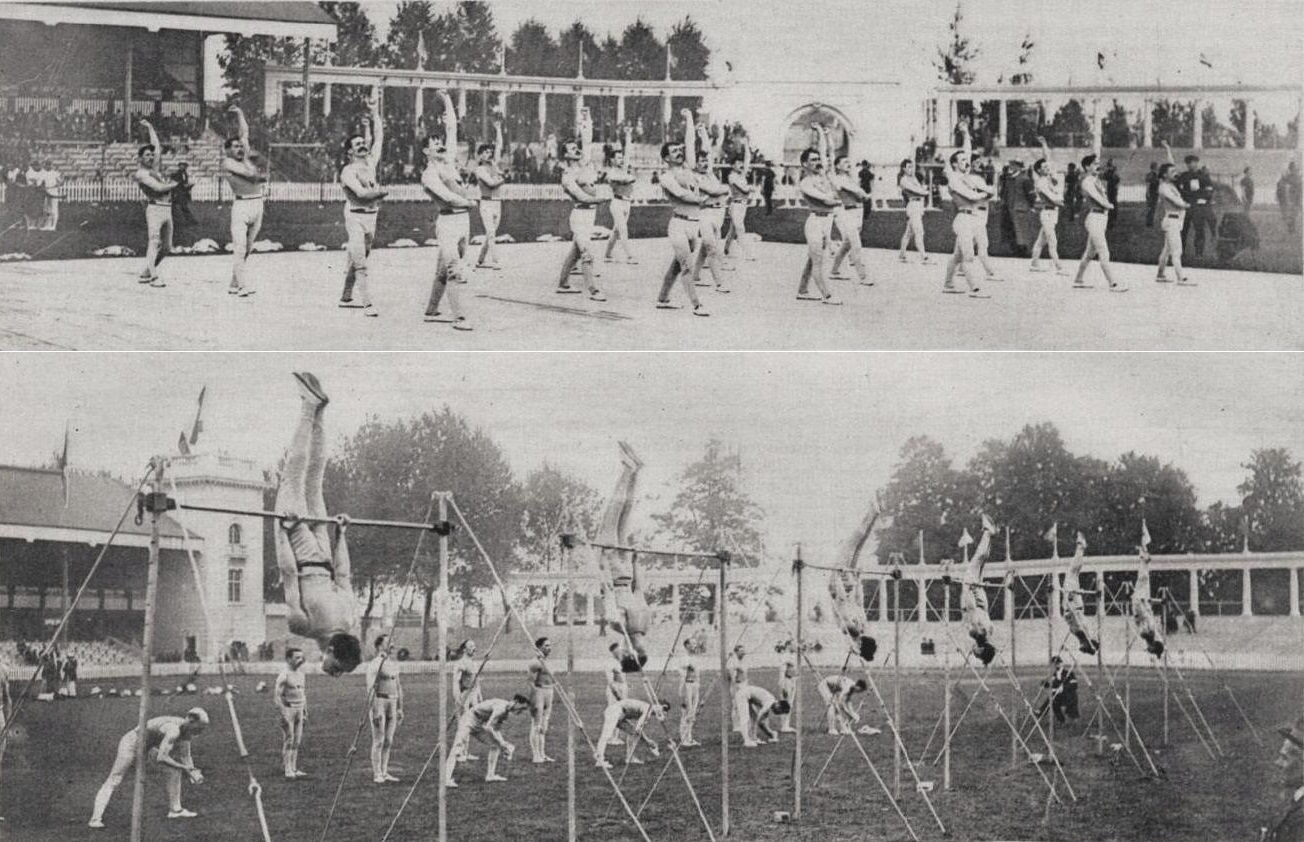
Het Franse turnteam in actie in het Olympisch Stadion. Zij behaalden de bronzen medaille in de groepscompetitie volgens het Europees systeem.

Bij het turnen kwam er een individuele meerkamp aan bod volgens het Europees systeem, alsook drie onderdelen in teamverband: één volgens het Europees systeem, één volgens het Zweeds systeem en één volgens het vrij systeem. De onderdelen in teamverband kenden respectievelijk slechts vijf, drie en twee deelnemende nationale ploegen, die echter elk circa 20 groepsleden telden. Er namen in totaal dan ook 250 turners deel uit 11 landen. De turnwedstrijden vonden plaats in het Olympisch Stadion tussen 23 en 27 augustus 1920. De Italiaan Giorgio Zampori won de individuele competitie en behaalde met Italië ook de gouden medaille in de groepscompetitie volgens het Europees systeem. Zweden won de groepscompetitie volgens het Zweeds systeem en Denemarken de groepscompetitie volgens het vrij systeem. De Belgische nationale ploeg werd tweede bij het Europees systeem en derde bij het Zweeds systeem.

### Voetbal

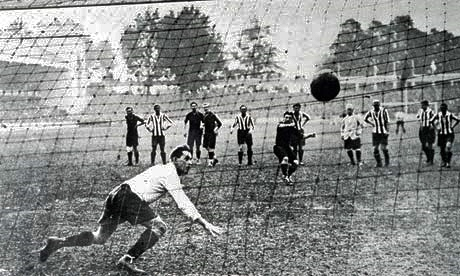
De Belg Robert Coppée opent in de zesde minuut de score tijdens de olympische voetbalfinale tegen Tsjecho-Slowakije.

De olympische voetbalcompetitie ging van start op 28 augustus 1920 en duurde tot 5 september 1920. Het olympisch voetbaltornooi van Antwerpen was het grootste voetbaltornooi ooit op dat moment. Nooit eerder had in de wereld een voetbaltornooi plaats met zoveel landen en spelers. Met het Egyptisch olympisch voetbalelftal nam voor het eerst ook een Afrikaans team deel aan een groot voetbaltornooi. Voor het eerst in de olympische geschiedenis vond het voetbaltornooi plaats in verschillende steden in het gastland en niet enkel in de olympische gaststad. De voetbalwedstrijden werden immers afgewerkt in de stadions van vier Belgische voetbalclubs, namelijk in het Olympisch Stadion van voetbalclub Beerschot en het stadion aan de Broodstraat van Royal Antwerp FC, beide gelegen in Antwerpen, het Jules Ottenstadion van KAA Gent in Gent en het Dudenparkstadion van Union Sint-Gillis in Brussel. Er namen 14 landen deel aan het voetbaltornooi, dat verliep volgens het Bergvall-systeem. Hoewel de Britse voetbalbond in 1920 was teruggetrokken uit de wereldvoetbalbond FIFA en ondanks Amerikaans protest mocht Groot-Brittannië toch deelnemen aan het olympisch voetbaltornooi. Zwitserland haakte op het laatste moment af om financiële redenen. Polen had aanvankelijk ook toegezegd maar haakte af vanwege de Pools-Russische Oorlog die op dat moment aan de gang was.

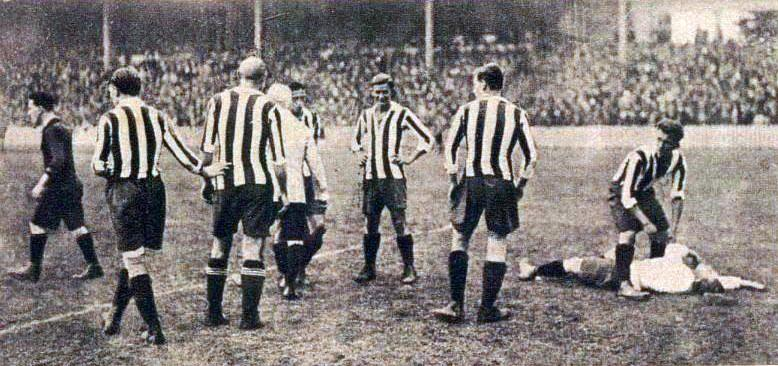
Beeld uit de finale tussen België en Tsjecho-Slowakije. De Tsjecho-Slowaakse doelman Rudolf Klapka ligt bewusteloos op de grond.

Het Belgisch olympisch voetbalelftal kroonde zich in eigen land olympisch kampioen voetbal en behaalde de gouden medaille. Spanje behaalde de zilveren medaille en Nederland de bronzen medaille. De finale tussen België en Tsjecho-Slowakije op 2 september 1920 in het Olympisch Stadion werd bijgewoond door maar liefst 40.000 toeschouwers, ruim 10.000 meer dan de eigenlijke maximumcapaciteit van het stadion. Verscheidene supporters hadden putten gegraven onder de hekken van het stadion en hadden zich zo toegang weten te verschaffen tot het stadion. Nadat België nog voor de rust een 2-0 voorsprong had uitgebouwd, verliet Tsjecho-Slowakije in de 43e minuut het veld nadat de Britse scheidsrechter John Lewis de Tsjechische speler Karel Steiner met een rode kaart van het veld had gestuurd. De Tsjecho-Slowaken verweten de scheidsrechter partijdig te zijn in het voordeel van de Belgen en verlieten collectief het veld. Hierop werd België tot winnaar uitgeroepen, waarna het veld werd bestormd door de mensenmassa. De olympische finale van Antwerpen is tot op heden de enige finale van een groot voetbaltornooi die niet volledig werd uitgespeeld.
Het Nederlands olympisch voetbalelftal verloor in de halve finale met 3-0 van de latere kampioen België, maar behaalde uiteindelijk nog de bronzen medaille. De Nederlandse voetballers, die tijdens het tornooi verbleven aan boord van de Hollandia, richtten zich tijdens hun verblijf in Antwerpen echter niet enkel op het voetbal, maar ook op de prostitutiebuurt en overmatig alcoholgebruik. De Nieuwe Rotterdamsche Courant titelde toen "De Schande van de Schelde", een vingerwijzing naar hun nationaal elftal.

Voetbal op de Olympische Zomerspelen van 1920
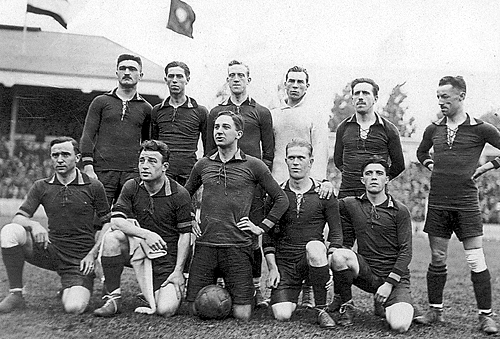
België (goud)
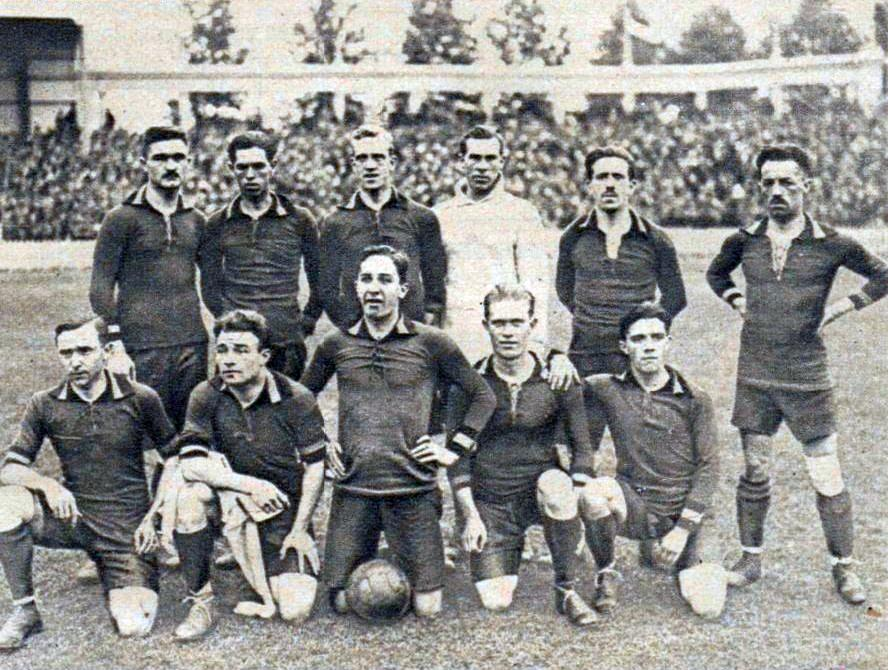
België (goud)
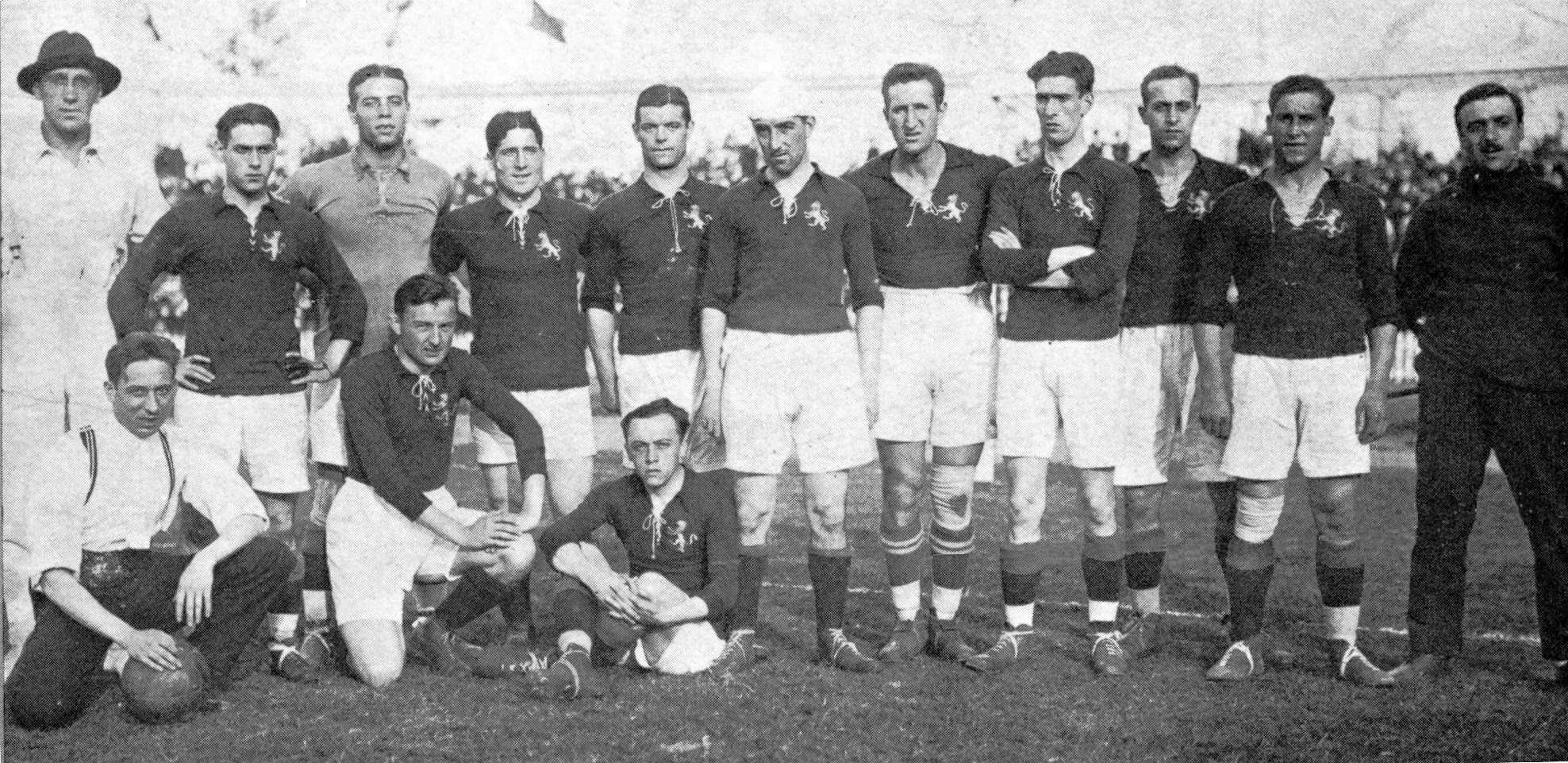
Spanje (zilver)
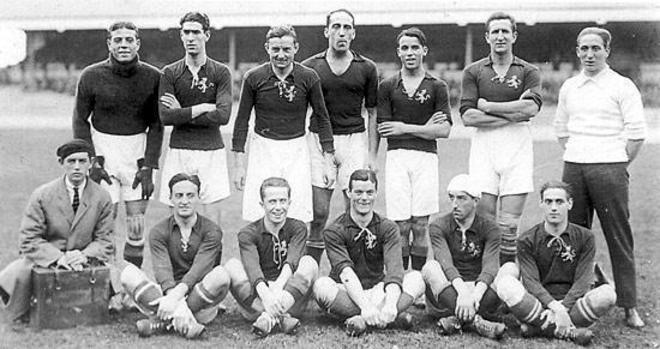
Spanje (zilver)
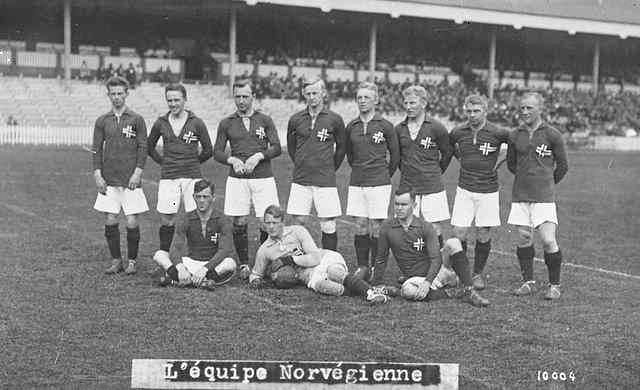
Noorwegen (5e)
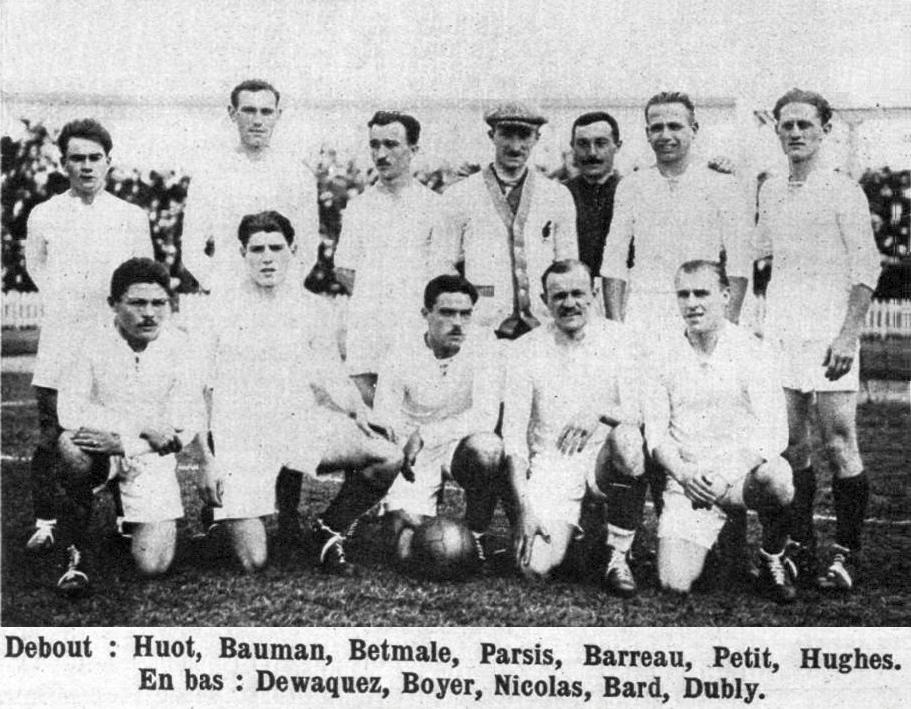
Frankrijk (7e)
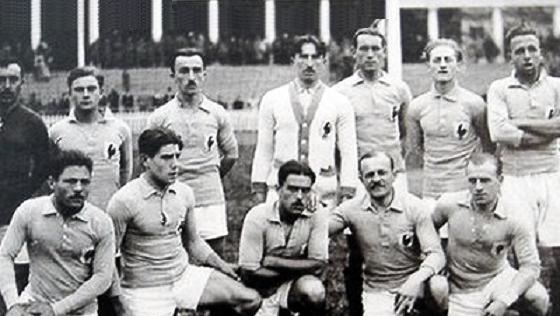
Frankrijk (7e)
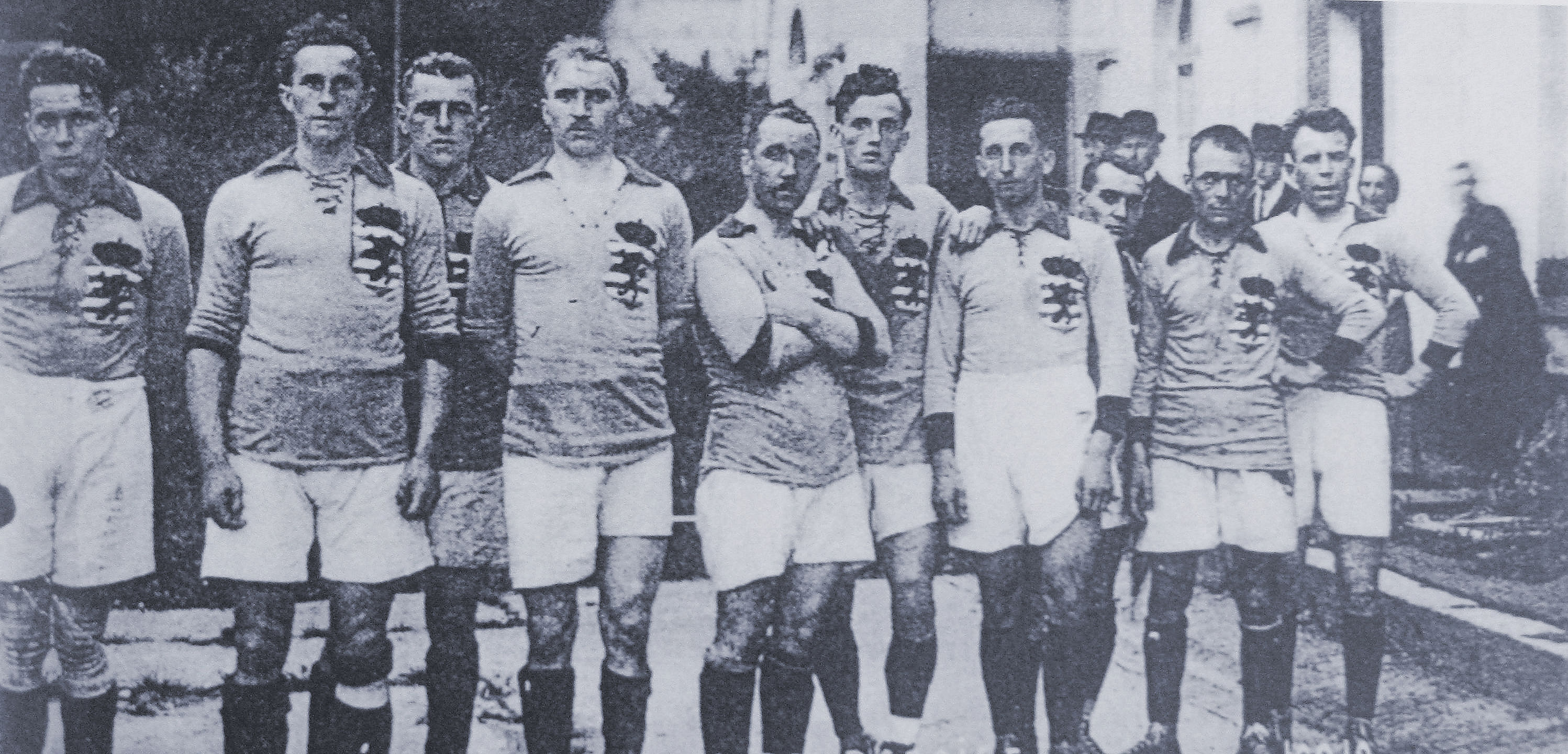
Luxemburg (8e)

### Waterpolo

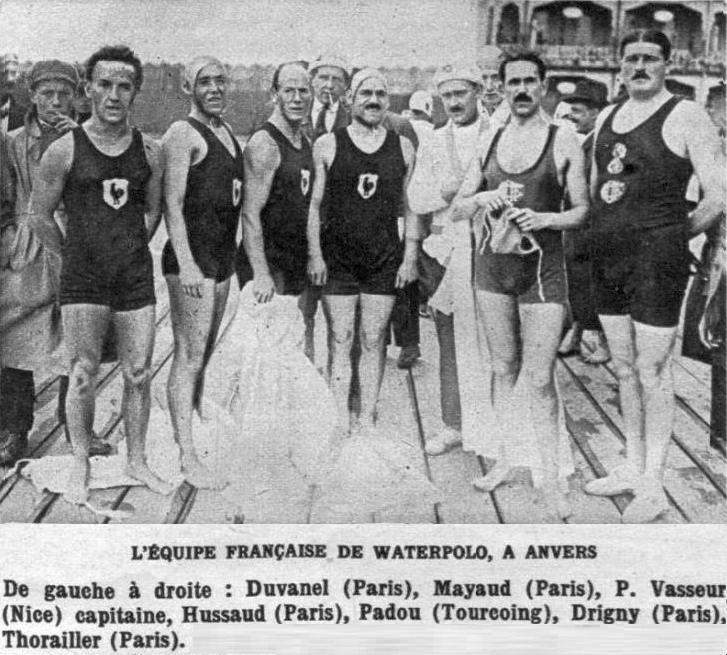
Het Franse waterpolo-team.

Op de Olympische Zomerspelen van 1920 vonden waterpolowedstrijden plaats voor zowel mannen als vrouwen. Bij de mannen ging het om een officieel olympisch tornooi, terwijl het bij de vrouwen enkel ging om een eenmalige demonstratiewedstrijd. De waterpolowedstrijden vonden plaats in het Zwemstadion van Antwerpen tussen 22 en 29 augustus 1920.
Bij de officiële waterpolocompetitie voor mannen namen twaalf nationale ploegen deel met in totaal 101 waterpoloërs. Het tornooi verliep volgens een aangepaste versie van het Bergvall-systeem. Op 27 augustus 1920 versloegen de Britten de Belgen in een spannende finale met 3-2. Groot-Brittannië behaalde daarmee de gouden medaille en won zo voor de derde maal op rij de olympische waterpolocompetitie, na eerdere gouden medailles in 1908 en 1912. België eindigde op de tweede plaats, gevolgd door Zweden op de derde plaats.
Op 29 augustus 1920 vond de demonstratiewedstrijd voor vrouwen plaats die werd ingericht door de Hollandsche Dames Zwemclub. Twee Nederlandse teams van telkens zeven speelsters uit Amsterdam en Rotterdam namen het tegen elkaar op. Aangezien waterpolo de vrouwen een demonstratiewedstrijd was, werden hierbij geen medailles uitgereikt.

### Wielersport

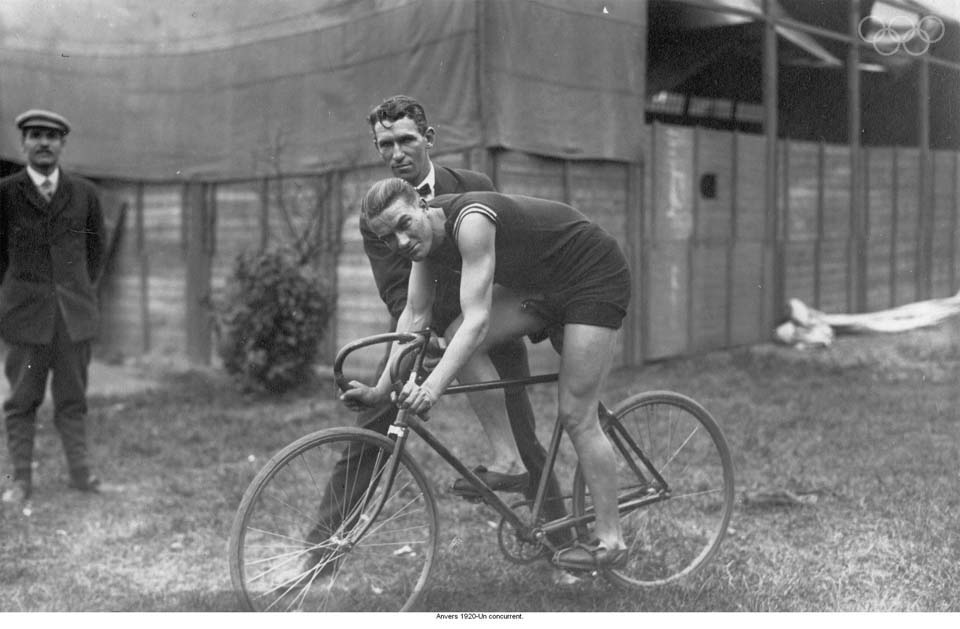
Een renner in actie.

Aangaande de wielersport stonden er in 1920 zowel een tijdritwedstrijd als wedstrijden in het baanwielrennen op het programma. Deze wedstrijden vonden plaats op en rond de Garden City Velodroom in Wilrijk, op een piste die in totaal 400 m lang was. Het baanwielrennen vond plaats op 9 en 10 augustus 1920 in de velodroom. Er werden vier onderdelen ingericht: de sprint (1.000 m), de sprint per tandem (2.000), de ploegenachtervolging (4.000 m) en de vijftigkilometerwedstrijd. Bij de sprint won de Nederlander Maurice Peeters de gouden medaille. De wedstrijden baanwielrennen werden nauwelijks door publiek bijgewoond. Hoewel er 14.000 plaatsen waren, daagden per dag slechts ongeveer 500 toeschouwers op.

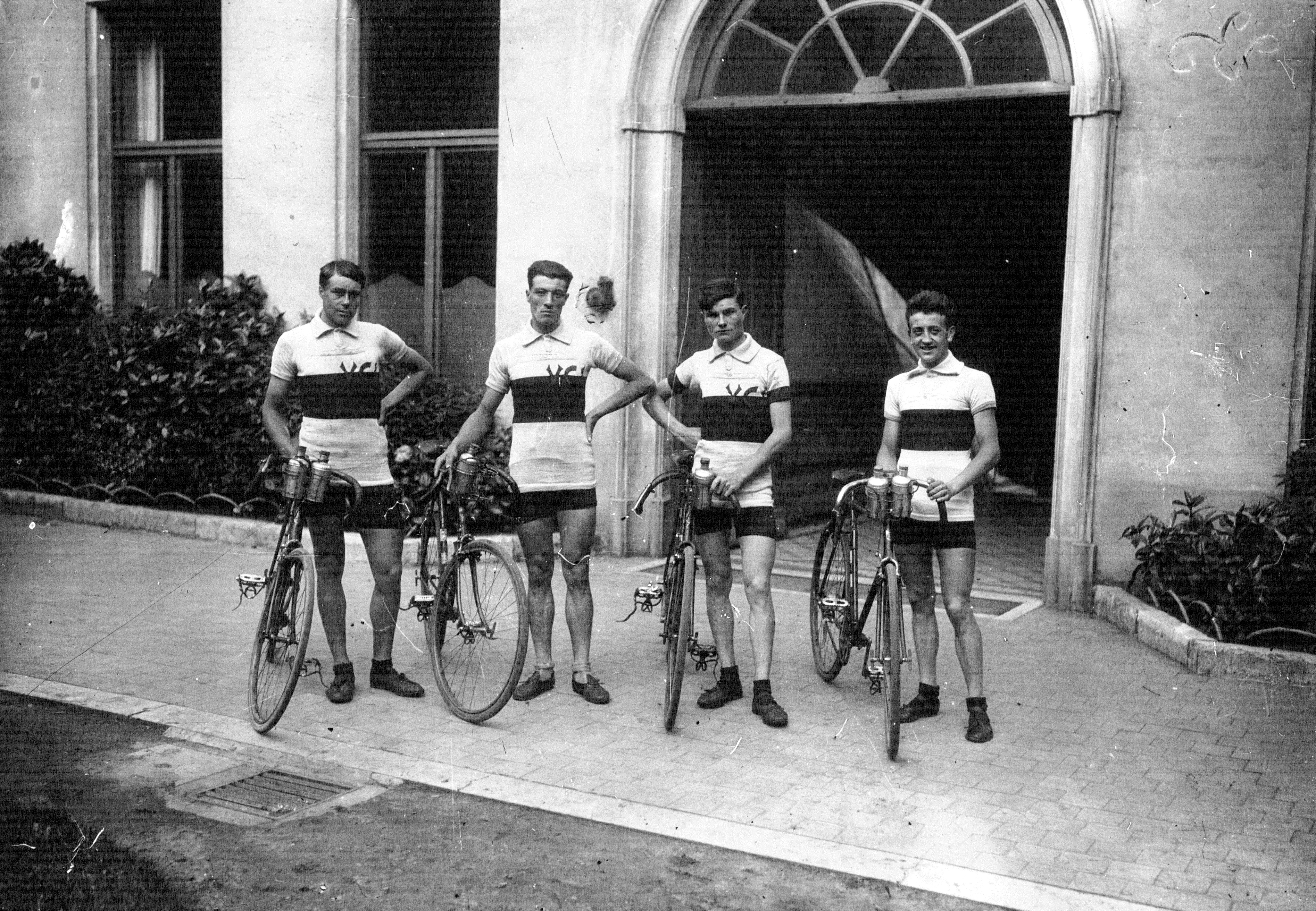
Het Franse team dat de gouden medaille behaalde op de ploegencompetitie in het tijdrijden, bestaande uit Fernand Canteloube, Georges Détreille, Achille Souchard en Marcel Gobillot.

De tijdritwedstrijd vond plaats op 13 augustus 1920. Er namen 46 renners deel uit 12 landen. De renners vertrokken in Merksem, net ten noorden van Antwerpen. Iedere vier minuten vertrok er een renner op het parcours van 175 km lang dat liep via Turnhout, Mol, Heist-op-den-Berg en Lier. De finish lag in Antwerpen, in nabijheid van de velodroom. Anders dan bij het baanwielrennen wist de wegwedstrijd wel veel publieke belangstelling op te wekken. Aanvankelijk werd de Zuid-Afrikaan Henry Kaltenbrunn tot gouden medaillewinnaar uitgeroepen. De Fransman Fernand Canteloube werd tweede, de Zweed Harry Stenqvist was derde. Onderweg diende de renners evenwel geregeld spoorwegovergangen over te steken. Omdat een jurylid tijdens de wedstrijd had opgemerkt dat de Zweed Stenqvist gedurende vier minuten en één seconde werd opgehouden door treinen en gesloten spoorwegovergangen, besloot de jury deze vertraging af te trekken van Stenqvists tijd. Na deze correctie kwam hij op de eerste plaats terecht en werd hij tot uiteindelijke winnaar uitgeroepen. Kaltenbrunn werd finaal tweede. Op grond van de resultaten van de vier beste renners van ieder land werd er tevens een ploegenrangschikking gemaakt. Hierbij behaalde het Franse team de gouden medaille, gevolgd door Zweden met zilver en België met brons.

### Worstelen

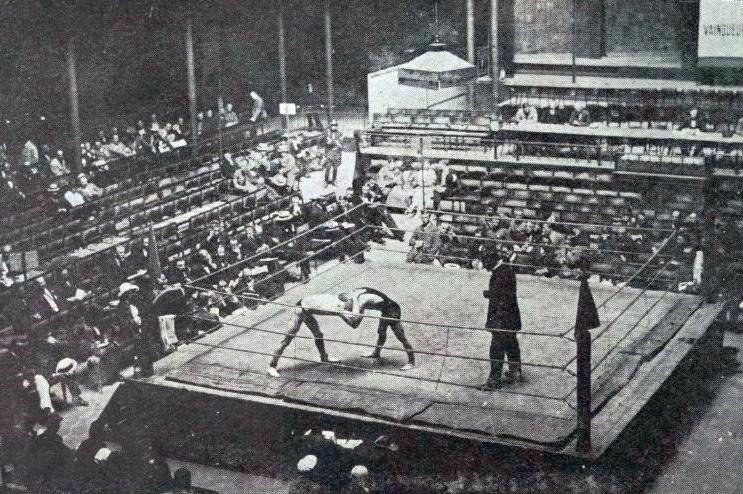
Een worstelwedstrijd in de feestzaal van de Zoo van Antwerpen.

Het worstelen vond plaats van 16 tot 27 augustus 1920, waarbij in totaal 152 worstelaars deelnamen uit 19 landen. Net zoals het boksen vonden deze wedstrijden plaats in de feestzaal van de Zoo van Antwerpen. Voor het eerst sinds 1908 werden er opnieuw wedstrijden ingericht volgens de Grieks-Romeinse stijl als de vrije stijl. Voor beide stijlen werden er onderdelen ingericht voor vedergewichten (tot 60 kg), lichtgewichten (tot 67,5 kg), middengewichten (tot 75 kg), halfzwaargewichten (tot 82,5 kg) en zwaargewichten (boven 82,5 kg). Het tornooi werd georganiseerd volgens een gewijzigde versie van het Bergvall-systeem.
Bij de zwaargewichten in de vrije stijl behaalde de Amerikaanse acteur Nat Pendleton de zilveren medaille. De Zwitser Robert Roth behaalde op dit onderdeel de gouden medaille. Er bestaat enige onduidelijkheid over wie exact de bronzen medaille won op dit onderdeel. De wedstrijd om de bronzen medaille tussen de Amerikaan Fred Meyer en de Zweed Ernst Nilsson eindigde immers onbeslist, en bronnen spreken elkaar tegen over wie exact de bronzen medaille heeft gewonnen, dan wel of zij beide als bronzen medaillewinnaar werden uitgeroepen.

### IJshockey

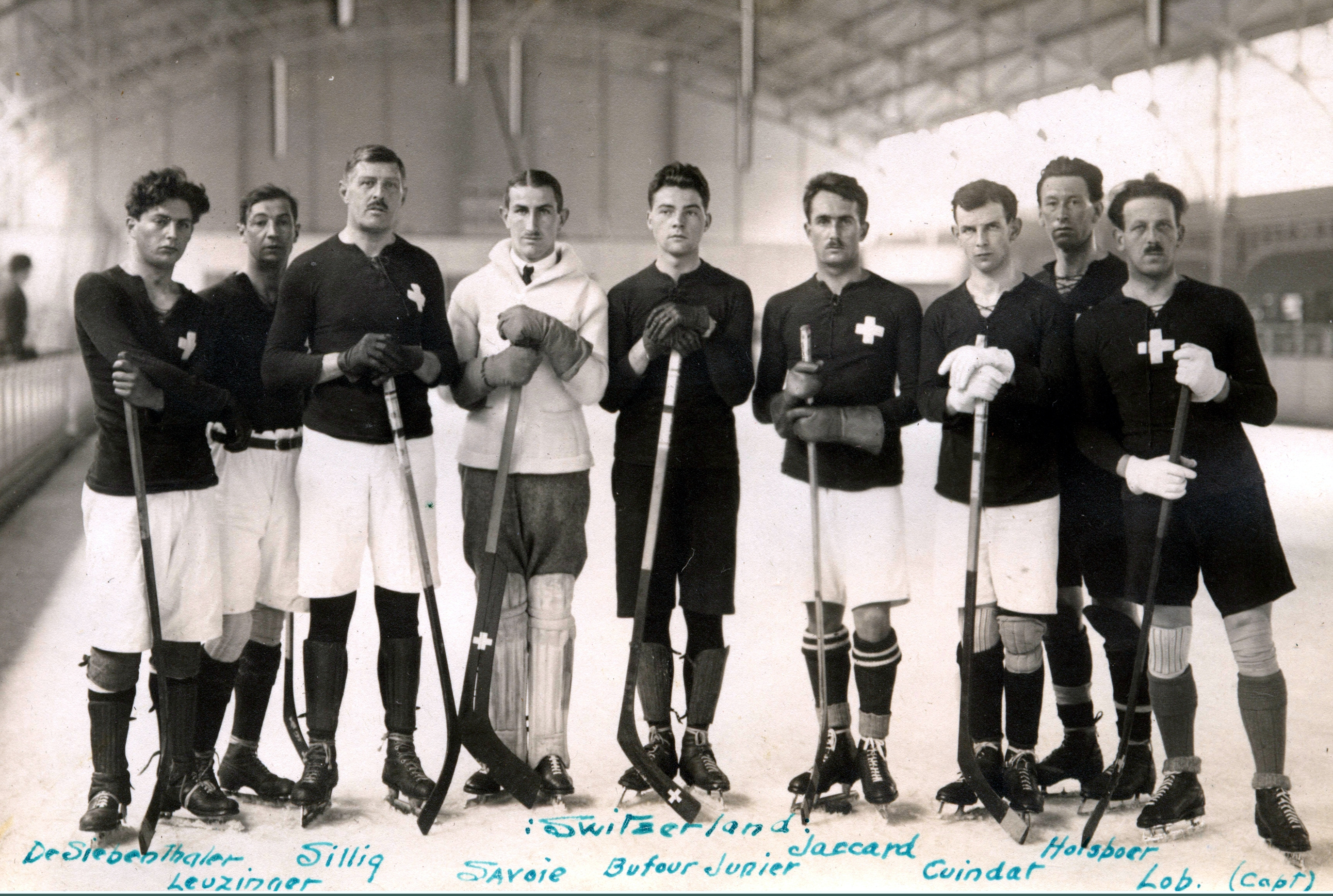
Het Zwitserse ijshockeyteam. V.l.n.r.: Walter von Siebenthal, Bruno Leuzinger, Max Sillig, René Savoie, Louis Dufour, Marius Jaccard, Rodolphe Cuendet, Max Holzboer en Paul Lob.

Naast het kunstschaatsen, dat werd ingevoerd in 1908, werd op de Olympische Zomerspelen van Antwerpen met het ijshockey een tweede wintersport ingevoerd. Net als het kunstschaatsen werd ook deze competitie om klimatologische redenen vervroegd afgewerkt in de maand april 1920. In 1924 zou ijshockey worden opgenomen in het programma van de eerste Olympische Winterspelen in Chamonix. Hierdoor waren de Olympische Spelen van 1920 de enige waarop de ijshockeycompetitie tijdens de Zomerspelen werd georganiseerd.
De ijshockeycompetitie vond net zoals het kunstschaatsen plaats in het IJspaleis en liep van 23 tot 29 april 1920. De competitie verliep volgens het Bergvall-systeem en werd gedomineerd door de Canadezen. Op hun parcours naar de finale versloegen ze Tsjecho-Slowakije en de Verenigde Staten zonder ook maar één tegendoelpunt te slikken. In de finale wonnen de Canadezen uiteindelijk met 12-1 van de Zweden, waarmee ze finaal toch één tegendoelpunt kregen. Minder fortuinlijk verging het het Zwitserse ijshockeyteam. Op 24 april 1920 leed het Zwitserse team een zware 29-0 nederlaag tegen de Verenigde Staten, de latere zilveren medaillist. Zwitserland was na één wedstrijd uitgeschakeld en eindigde samen met België en Frankrijk op een gedeelde vijfde en laatste plaats. Deze drie landen verloren hun wedstrijden zonder ook maar één doelpunt te hebben gemaakt.

### Zeilen

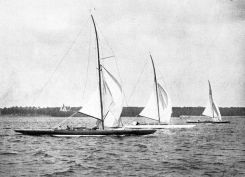
De wedstrijd in de 40m²-klasse voor de kust van Oostende.

Voor de olympische zeilcompetitie week men uit naar de Belgische kuststad Oostende, gelegen aan de Noordzee. In totaal namen 101 zeilers deel, bestaande uit 100 mannen en welgeteld één vrouw, met name de Britse Dorothy Wright. Zij won een gouden medaille in de 7m-klasse (1919-type) en werd daarmee de derde vrouw die een gouden medaille won in het zeilen, na gravin Hélène de Pourtalès in 1900 en Frances Rivett-Carnac in 1908. De deelnemers waren afkomstig uit zes landen. Er werden wedstrijden georganiseerd in veertien onderdelen, met evenwel telkens een zeer beperkt deelnemersveld. Aan zeven van de veertien onderdelen nam immers amper één zeilboot deel, terwijl in vijf onderdelen slechts twee zeilboten aantraden. Er was tevens één onderdeel met drie deelnemende zeilboten en één onderdeel met vier deelnemers. Daardoor werden in slechts twee onderdelen zowel de gouden, zilveren als bronzen medaille uitgereikt. Ieder deelnemend land behaalde minstens één medaille. Noorwegen behaalde elf medailles in negen onderdelen, waarvan het in vijf onderdelen de enige deelnemer was. België, Nederland en Zweden behaalden elk drie medailles. Groot-Brittannië behaalde twee medailles en Frankrijk één medaille.
Aan het onderdeel van de 12 voets jol namen twee zeilboten deel die beide uit Nederland afkomstig waren. Het ging om de Beatrijs van Johan Hin, Cornelis Hin en Frans Hin en de Boreas van Arnoud van der Biesen en Petrus Beukers. Omdat alle deelnemers Nederlanders waren, werd de wedstrijd in dit onderdeel niet in Oostende georganiseerd maar op het Buiten-IJ nabij Amsterdam.

Zeilen op de Olympische Zomerspelen van 1920
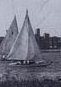
De Britse Brat (goud op de 18 voets jol)
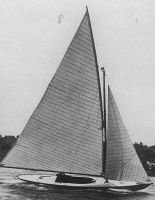
De Noorse Sildra (goud op de 8m-klasse 1919-type)
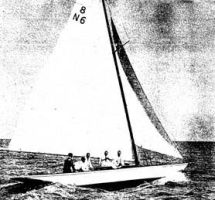
De Noorse Lyn (zilver op de 8m-klasse 1919-type)
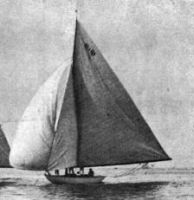
De Belgische Antwerpia V (brons op de 8m-klasse 1919-type)
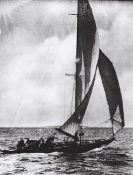
De Noorse Mosk II (goud op de 10m-klasse 1919-type)

### Zwemmen

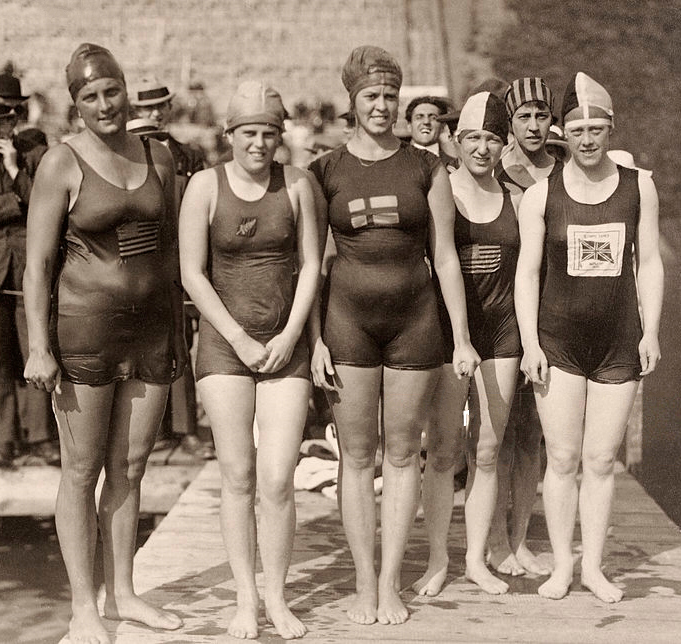
De finalistes van de 100 m vrije slag bij de vrouwen. V.l.n.r.: de Amerikaanse Ethedla Bleibtrey (goud), de Nieuw-Zeelandse Violet Walrond (5e), de Zweedse Jane Gylling (6e), de Amerikaanse Irene Guest (zilver) en Frances Schroth (brons) en de Britse Constance Jeans (vierde).

Naast het schoonspringen en het waterpolo vond ook het zwemmen plaats in het Zwemstadion van Antwerpen. De wedstrijden werden afgewerkt tussen 22 augustus en 1 september 1920. Er namen 116 zwemmers deel uit 19 landen. Onder de deelnemers waren er 92 mannen en 24 vrouwen.

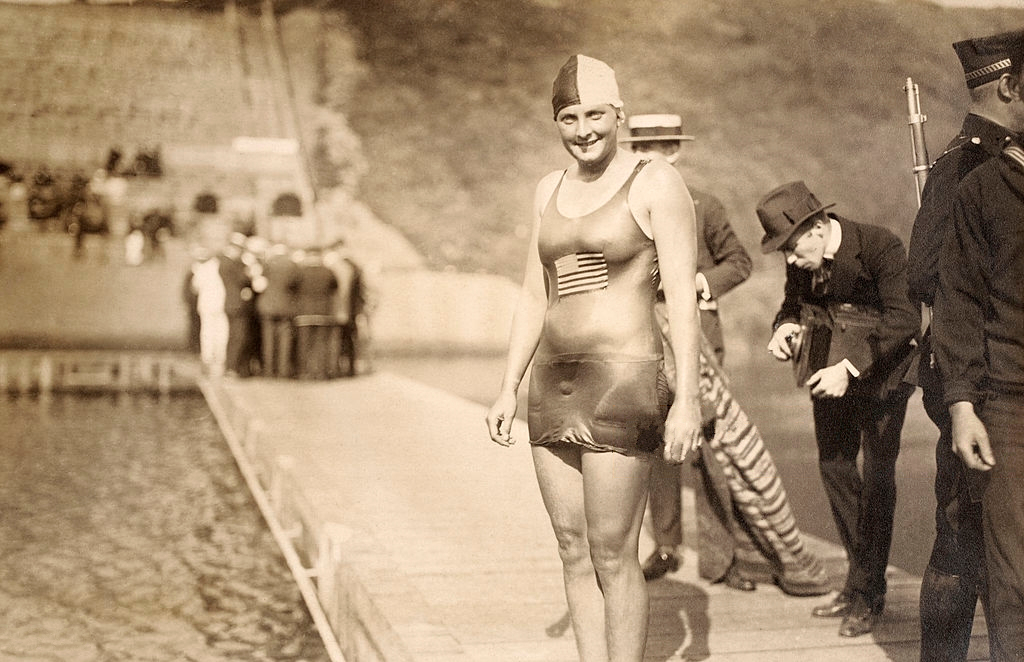
De Amerikaanse Ethelda Bleibtrey won goud op alle drie vrouwelijke zwemonderdelen.

Bij de mannen werden volgende zeven onderdelen georganiseerd: 100 m, 400 m, 1.500 m en 4x200 m vrije slag, 200 m en 400 m schoolslag en 100 m rugslag. Bij de vrouwen ging het om drie onderdelen, met name de 100 m, de 300 m en de 4x100 m vrije slag. De zwemcompetitie werd gedomineerd door de Amerikanen, die op acht van de tien onderdelen de gouden medaille behaalden. De overige twee gouden medailles werden gewonnen door de Zweed Håkan Malmrot. Bij de mannen was de Amerikaan Duke Kahanamoku de grote kampioen met zijn goude medailles op de 100 m en de 4x200 m vrije slag. Bij de vrouwen won zijn achttienjarige landgenote Ethelda Bleibtrey de gouden medaille op elk van de drie vrouwelijke zwemonderdelen. Bovendien vestigde zij op ieder van deze onderdelen nieuwe wereldrecords. In totaal behaalden de Verenigde Staten 16 van de 30 zwemmedailles, gevolgd door Zweden met vijf medailles, Australië, Canada, Groot-Brittannië en Finland met elks twee medailles en België met een medaille.

## Kunstwedstrijden

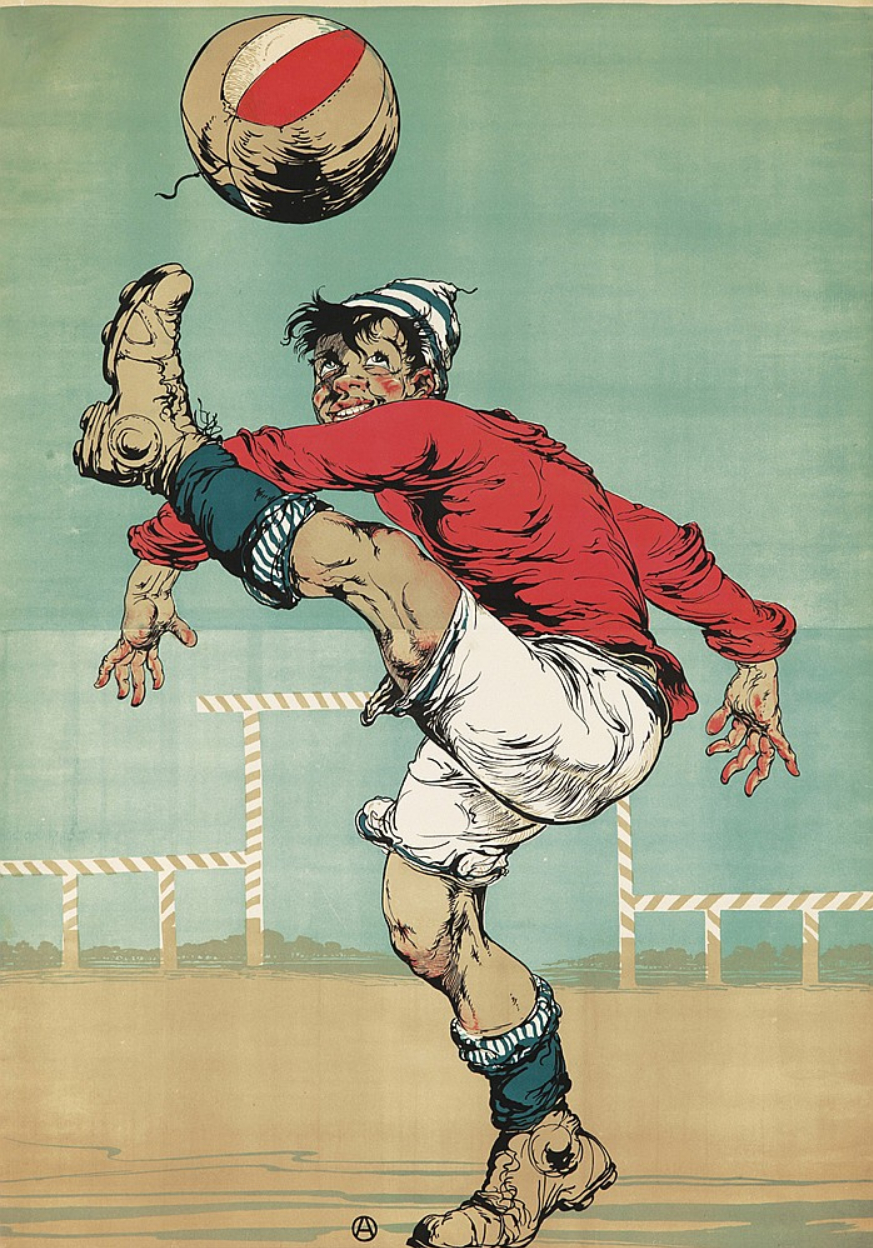
Het schilderij De voetballer, waarmee de Belg Alfred Ost brons behaalde in het onderdeel van de schilderkunst.

Op de Olympische Zomerspelen van 1920 stonden voor de tweede maal in de olympische geschiedenis naast sportwedstrijden ook kunstwedstrijden op het programma. Er waren vijf onderdelen: architectuur of bouwkunst, literatuur, muziekkunst, schilderkunst en beeldhouwkunst. Bij de kunstwedstrijden werden zowel mannen als vrouwen toegelaten. Bovendien golden voor mannen en vrouwen geen aparte competities. Naast de demonstratiewedstrijd korfbal waren de kunstwedstrijden daardoor de enige competities waarin personen van verschillend geslacht het tegen elkaar opnamen, getuige daarvan bijvoorbeeld de zilveren medaille van de vrouwelijke Frans-Zwitserse Henriette Brossin de Polanska en de bronzen medaille van de mannelijke Belg Alfred Ost in de schilderkunst. In tegenstelling tot kunstwedstrijden tijdens andere edities van de Olympische Zomerspelen is er maar weinig informatie bewaard gebleven over de kunstwedstrijden op de Zomerspelen van Antwerpen in 1920. Zo is er bijvoorbeeld weinig tot geen informatie over het exacte deelnemersveld of de namen van de juryleden.
In drie van de vijf onderdelen, met name bij de architectuur, de muziekkunst en de schilderkunst, werden slechts één of twee medailles uitgereikt in plaats van de gebruikelijke drie medailles. Zo werd bijvoorbeeld bij de architectuur enkel de zilveren medaille uitgereikt aan de enige gekende deelnemer op dit onderdeel, de Noor Holger Sinding-Larsen, die deelnam met een ontwerp voor een turnschool. Er werden geen gouden en bronzen medailles uitgereikt. In het muziekonderdeel werd dan weer geen bronzen medaille uitgereikt en won de Italiaanse componist en cellist Oreste Riva de zilveren medaille. Bij het onderdeel van de schilderkunst werden zilveren en bronzen medailles uitgereikt, maar geen gouden medaille. De bronzen medaille ging naar de Antwerpse kunstschilder Alfred Ost met zijn schilderij De voetballer. Op het onderdeel van de literatuur werden wel een gouden, zilveren en bronzen medaille uitgereikt, net zoals in het onderdeel van de beeldhouwkunst, dat bovendien een volledig Belgisch podium kreeg.

## Accommodaties

### Overzicht
| Antwerpen                                                                                            | Antwerpen | Antwerpen | Antwerpen                                         |
| --- | --- | --- | ------------------------------------------------- |
| Olympisch Stadion                                                                                    | Zoo van Antwerpen | IJspaleis | Zwemstadion                                       |
| Capaciteit: 30.000                                                                                   | Zoo van Antwerpen | IJspaleis | Zwemstadion                                       |
| | | |                                                   |
| Atletiek Gewichtheffen Hockey Korfbal Moderne vijfkamp Paardensport Rugby Touwtrekken Turnen Voetbal | Boksen Worstelen | Kunstschaatsen IJshockey | Moderne vijfkamp Schoonspringen Waterpolo Zwemmen |
| Antwerpen                                                                                            | · Zoo van Antwerpen IJspaleis Zwemstadion Schietbaan Kiel Stadion Broodstraat Nachtegalenpark Garden City Velodroom Middelheimpark Olympisch Stadion en Beerschot Club Merksem Hoogboom Country Club | · Zoo van Antwerpen IJspaleis Zwemstadion Schietbaan Kiel Stadion Broodstraat Nachtegalenpark Garden City Velodroom Middelheimpark Olympisch Stadion en Beerschot Club Merksem Hoogboom Country Club | Antwerpen                                         |
| Schietbaan Kiel                                                                                      | · Zoo van Antwerpen IJspaleis Zwemstadion Schietbaan Kiel Stadion Broodstraat Nachtegalenpark Garden City Velodroom Middelheimpark Olympisch Stadion en Beerschot Club Merksem Hoogboom Country Club | · Zoo van Antwerpen IJspaleis Zwemstadion Schietbaan Kiel Stadion Broodstraat Nachtegalenpark Garden City Velodroom Middelheimpark Olympisch Stadion en Beerschot Club Merksem Hoogboom Country Club | Garden City Velodroom                             |
| | · Zoo van Antwerpen IJspaleis Zwemstadion Schietbaan Kiel Stadion Broodstraat Nachtegalenpark Garden City Velodroom Middelheimpark Olympisch Stadion en Beerschot Club Merksem Hoogboom Country Club | · Zoo van Antwerpen IJspaleis Zwemstadion Schietbaan Kiel Stadion Broodstraat Nachtegalenpark Garden City Velodroom Middelheimpark Olympisch Stadion en Beerschot Club Merksem Hoogboom Country Club |                                                   |
| Moderne vijfkamp                                                                                     | · Zoo van Antwerpen IJspaleis Zwemstadion Schietbaan Kiel Stadion Broodstraat Nachtegalenpark Garden City Velodroom Middelheimpark Olympisch Stadion en Beerschot Club Merksem Hoogboom Country Club | · Zoo van Antwerpen IJspaleis Zwemstadion Schietbaan Kiel Stadion Broodstraat Nachtegalenpark Garden City Velodroom Middelheimpark Olympisch Stadion en Beerschot Club Merksem Hoogboom Country Club | Wielersport                                       |
| Antwerpen                                                                                            | · Zoo van Antwerpen IJspaleis Zwemstadion Schietbaan Kiel Stadion Broodstraat Nachtegalenpark Garden City Velodroom Middelheimpark Olympisch Stadion en Beerschot Club Merksem Hoogboom Country Club | · Zoo van Antwerpen IJspaleis Zwemstadion Schietbaan Kiel Stadion Broodstraat Nachtegalenpark Garden City Velodroom Middelheimpark Olympisch Stadion en Beerschot Club Merksem Hoogboom Country Club | Antwerpen                                         |
| Nachtegalenpark                                                                                      | · Zoo van Antwerpen IJspaleis Zwemstadion Schietbaan Kiel Stadion Broodstraat Nachtegalenpark Garden City Velodroom Middelheimpark Olympisch Stadion en Beerschot Club Merksem Hoogboom Country Club | · Zoo van Antwerpen IJspaleis Zwemstadion Schietbaan Kiel Stadion Broodstraat Nachtegalenpark Garden City Velodroom Middelheimpark Olympisch Stadion en Beerschot Club Merksem Hoogboom Country Club | Stadion Broodstraat                               |
| | · Zoo van Antwerpen IJspaleis Zwemstadion Schietbaan Kiel Stadion Broodstraat Nachtegalenpark Garden City Velodroom Middelheimpark Olympisch Stadion en Beerschot Club Merksem Hoogboom Country Club | · Zoo van Antwerpen IJspaleis Zwemstadion Schietbaan Kiel Stadion Broodstraat Nachtegalenpark Garden City Velodroom Middelheimpark Olympisch Stadion en Beerschot Club Merksem Hoogboom Country Club |                                                   |
| Boogschieten                                                                                         | · Zoo van Antwerpen IJspaleis Zwemstadion Schietbaan Kiel Stadion Broodstraat Nachtegalenpark Garden City Velodroom Middelheimpark Olympisch Stadion en Beerschot Club Merksem Hoogboom Country Club | · Zoo van Antwerpen IJspaleis Zwemstadion Schietbaan Kiel Stadion Broodstraat Nachtegalenpark Garden City Velodroom Middelheimpark Olympisch Stadion en Beerschot Club Merksem Hoogboom Country Club | Voetbal                                           |
| Antwerpen                                                                                            | Antwerpen | Kapellen | Merksem                                           |
| Middelheimpark                                                                                       | Royal Beerschot Tennis & Hockey Club | Hoogboom Country Club | Merksem                                           |
| | | |                                                   |
| Moderne vijfkamp                                                                                     | Tennis | Paardensport Schietsport | Paardensport                                      |
| Oostende                                                                                             | · Antwerpen Noordzee Kamp van Beverlo Wellingtonrenbaan Jules Ottenstadion Dudenparkstadion Tuin van het Egmontpaleis Zeekanaal Brussel-Schelde Buiten-IJ (Amsterdam, Nederland)                     | · Antwerpen Noordzee Kamp van Beverlo Wellingtonrenbaan Jules Ottenstadion Dudenparkstadion Tuin van het Egmontpaleis Zeekanaal Brussel-Schelde Buiten-IJ (Amsterdam, Nederland)                     | Beverlo (Leopoldsburg)                            |
| Noordzee                                                                                             | · Antwerpen Noordzee Kamp van Beverlo Wellingtonrenbaan Jules Ottenstadion Dudenparkstadion Tuin van het Egmontpaleis Zeekanaal Brussel-Schelde Buiten-IJ (Amsterdam, Nederland)                     | · Antwerpen Noordzee Kamp van Beverlo Wellingtonrenbaan Jules Ottenstadion Dudenparkstadion Tuin van het Egmontpaleis Zeekanaal Brussel-Schelde Buiten-IJ (Amsterdam, Nederland)                     | Kamp van Beverlo                                  |
| | · Antwerpen Noordzee Kamp van Beverlo Wellingtonrenbaan Jules Ottenstadion Dudenparkstadion Tuin van het Egmontpaleis Zeekanaal Brussel-Schelde Buiten-IJ (Amsterdam, Nederland)                     | · Antwerpen Noordzee Kamp van Beverlo Wellingtonrenbaan Jules Ottenstadion Dudenparkstadion Tuin van het Egmontpaleis Zeekanaal Brussel-Schelde Buiten-IJ (Amsterdam, Nederland)                     |                                                   |
| Zeilen                                                                                               | · Antwerpen Noordzee Kamp van Beverlo Wellingtonrenbaan Jules Ottenstadion Dudenparkstadion Tuin van het Egmontpaleis Zeekanaal Brussel-Schelde Buiten-IJ (Amsterdam, Nederland)                     | · Antwerpen Noordzee Kamp van Beverlo Wellingtonrenbaan Jules Ottenstadion Dudenparkstadion Tuin van het Egmontpaleis Zeekanaal Brussel-Schelde Buiten-IJ (Amsterdam, Nederland)                     | Schietsport                                       |
| Oostende                                                                                             | · Antwerpen Noordzee Kamp van Beverlo Wellingtonrenbaan Jules Ottenstadion Dudenparkstadion Tuin van het Egmontpaleis Zeekanaal Brussel-Schelde Buiten-IJ (Amsterdam, Nederland)                     | · Antwerpen Noordzee Kamp van Beverlo Wellingtonrenbaan Jules Ottenstadion Dudenparkstadion Tuin van het Egmontpaleis Zeekanaal Brussel-Schelde Buiten-IJ (Amsterdam, Nederland)                     | Gent                                              |
| Wellingtonrenbaan                                                                                    | · Antwerpen Noordzee Kamp van Beverlo Wellingtonrenbaan Jules Ottenstadion Dudenparkstadion Tuin van het Egmontpaleis Zeekanaal Brussel-Schelde Buiten-IJ (Amsterdam, Nederland)                     | · Antwerpen Noordzee Kamp van Beverlo Wellingtonrenbaan Jules Ottenstadion Dudenparkstadion Tuin van het Egmontpaleis Zeekanaal Brussel-Schelde Buiten-IJ (Amsterdam, Nederland)                     | Jules Ottenstadion                                |
| | · Antwerpen Noordzee Kamp van Beverlo Wellingtonrenbaan Jules Ottenstadion Dudenparkstadion Tuin van het Egmontpaleis Zeekanaal Brussel-Schelde Buiten-IJ (Amsterdam, Nederland)                     | · Antwerpen Noordzee Kamp van Beverlo Wellingtonrenbaan Jules Ottenstadion Dudenparkstadion Tuin van het Egmontpaleis Zeekanaal Brussel-Schelde Buiten-IJ (Amsterdam, Nederland)                     |                                                   |
| Polo                                                                                                 | · Antwerpen Noordzee Kamp van Beverlo Wellingtonrenbaan Jules Ottenstadion Dudenparkstadion Tuin van het Egmontpaleis Zeekanaal Brussel-Schelde Buiten-IJ (Amsterdam, Nederland)                     | · Antwerpen Noordzee Kamp van Beverlo Wellingtonrenbaan Jules Ottenstadion Dudenparkstadion Tuin van het Egmontpaleis Zeekanaal Brussel-Schelde Buiten-IJ (Amsterdam, Nederland)                     | Voetbal                                           |
| Brussel                                                                                              | Brussel | Vilvoorde | Amsterdam                                         |
| Dudenparkstadion                                                                                     | Tuin van het Egmontpaleis | Zeekanaal Brussel-Schelde | Buiten-IJ                                         |
| | | |                                                   |
| Voetbal                                                                                              | Schermen | Roeien | Zeilen                                            |

### Olympisch Stadion

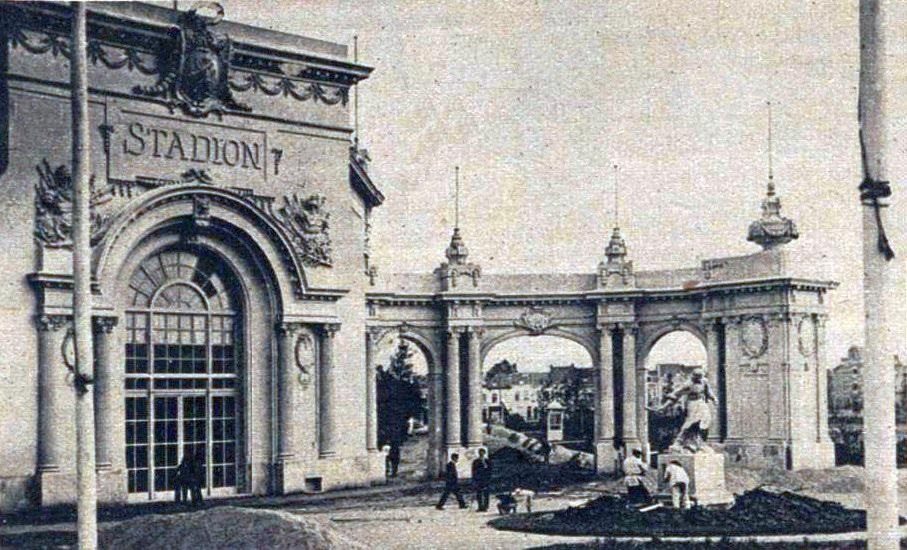
De ingang van het Olympisch Stadion in 1920.

De meeste sporten vonden geheel of gedeeltelijk plaats in het Olympisch Stadion op de wijk het Kiel. Het ging met name om de wedstrijden in de atletiek, het gewichtheffen, het hockey, de paardensport, de moderne vijfkamp, het rugby, het touwtrekken, het turnen en het voetbal. Ook de demonstratiewedstrijd korfbal werd in het Olympisch Stadion gespeeld.
Het Olympisch Stadion werd ingehuldigd op 23 mei 1920, ongeveer drie maanden voor de openingsceremonie op 14 augustus 1920. Bij de inhuldiging in mei 1920 waren naar schatting 20.000 mensen aanwezig. Onder de notabele aanwezigen waren onder meer eerste minister Léon Delacroix en minister van Justitie Emile Vandervelde, alsook Antwerps burgemeester Jan De Vos en provinciegouverneur baron Gaston van de Werve de Schilde. Tijdens de inhuldiging vonden er turndemonstraties plaats en werd er muziek gespeeld.
In het stadion was er aan de zuidelijke zijde centraal een koninklijke loge met daarnaast de loge voor de leden van het Internationaal Olympisch Comité. Deze loges waren links omgeven door de loges voor de burgerlijke en militaire overheden en rechts met de loges voor de ambassadeurs en de buitenlandse ministers. Diplomaten en leden van internationale sportfederaties konden eveneens rekenen op grote eigen loges. Zelfs de Senaat en de Kamer van volksvertegenwoordigers beschikten over eigen loges, net zoals de leden van de provincieraad van Antwerpen en de gemeenteraad van Antwerpen. Kleinere loges stonden ter beschikking van de nationale olympische comités of werden verhuurd aan particulieren.

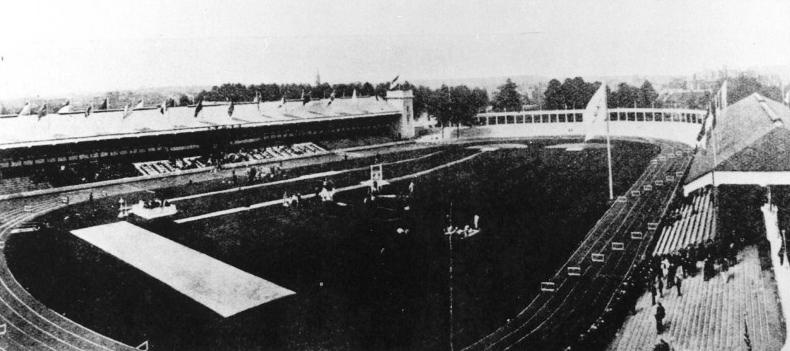
Binnenzijde van het Olympisch Stadion.

Gedurende de Olympische Zomerspelen waren meer dan 200 binnenlandse en buitenlandse journalisten actief om verslag uit te brengen van de verschillende sportprestaties. De pers kreeg plaatsen toegewezen in de tribune, tussen de koninklijke loge en de atletiekpiste. De Olympische Zomerspelen van 1920 kregen vooral aandacht in de Amerikaanse, de Engelse, de Franse en de Scandinavische pers, waar de Zomerspelen voorpaginanieuws waren, en minder in de Belgische pers. Naar aanleiding van de Olympische Zomerspelen werd er in de buurt van de perstribune een nieuw telegrafie- en telefoniestation ingericht met eigen personeel.
De kleedkamers voor de atleten waren verbonden met de atletiekpiste en het centrale grasveld door middel van een tunnel onder de tribunes.

### Stadhuis van Antwerpen

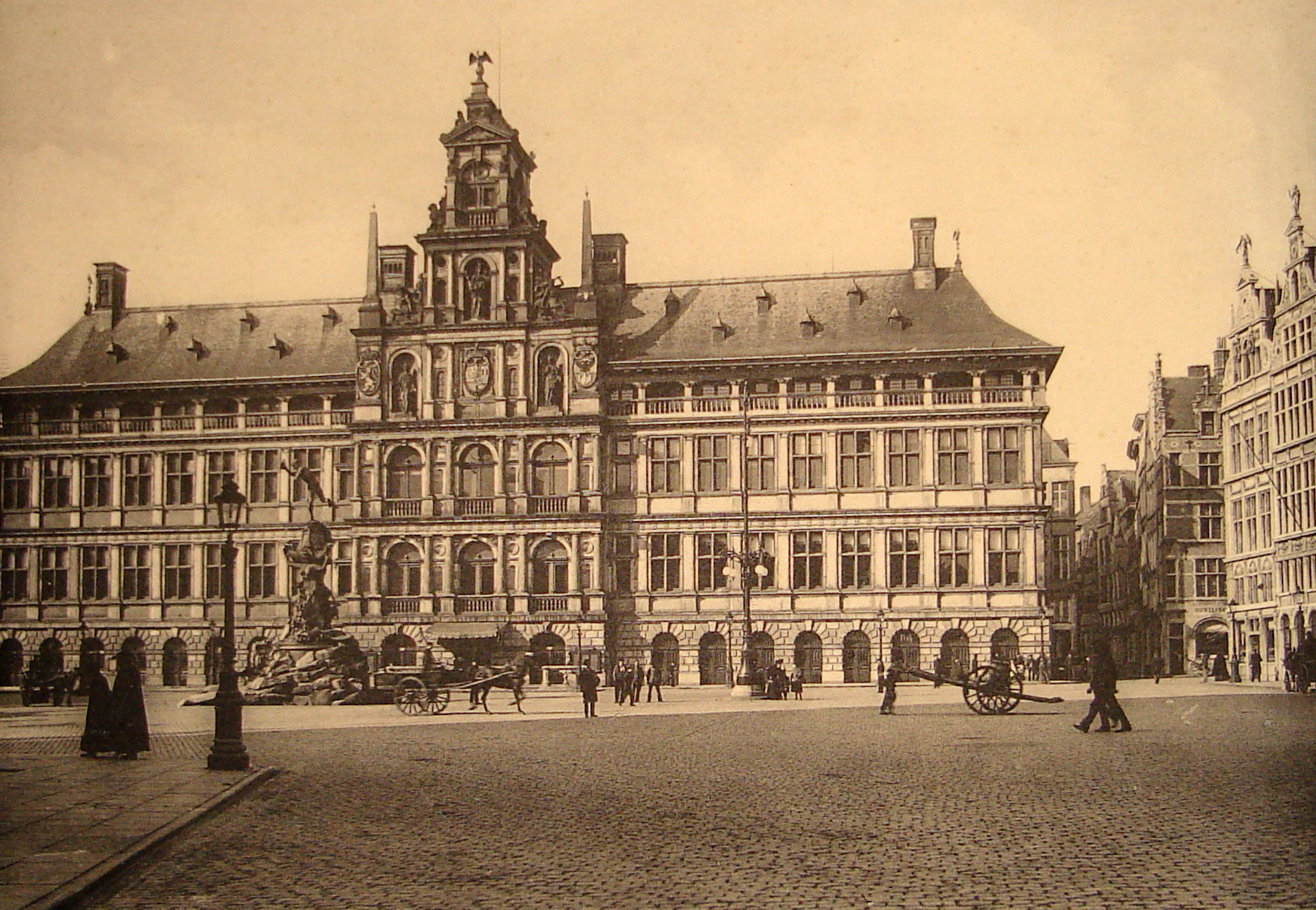
Het stadhuis van Antwerpen rond 1900.

In de marge van de Olympische Zomerspelen in Antwerpen hield het Internationaal Olympisch Comité tijdelijk zijn vergaderingen in het stadhuis van Antwerpen. Vandaar dat vanaf 17 augustus 1920 de 18e IOC-sessie plaatsvond op het Antwerpse stadhuis. Bij de opening van deze sessie waren onder meer Pierre de Coubertin en koning Albert I van België op het stadhuis aanwezig, alsook burgemeester Jan De Vos. In zijn openingstoespraak feliciteerde de Coubertin het Belgisch uitvoerend comité met hun "débrouillardise", waarmee hij verwees naar de korte voorbereidingstijd die de organisatie ter beschikking had om de Olympische Zomerspelen te organiseren.
In 2013, toen Antwerpen de Europese sporthoofdstad van het jaar was, werd de olympische vlag van de Olympische Zomerspelen van 1920 een tijdje tentoongesteld in het Antwerpse stadhuis.

## Medailles

### Ontwerp

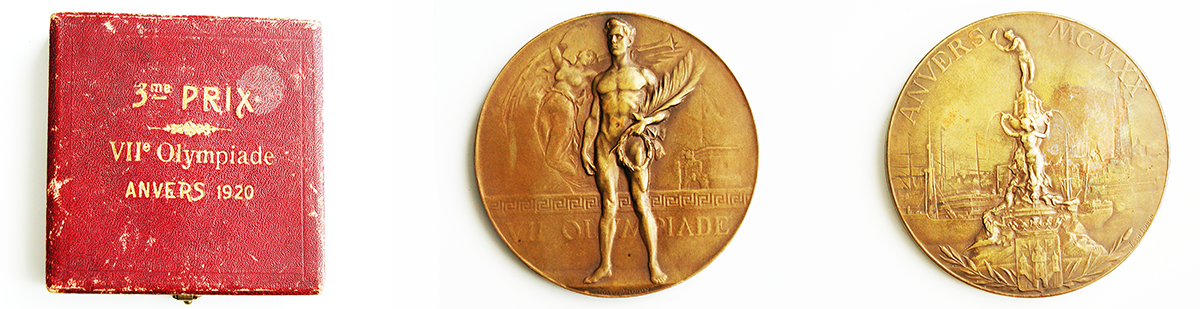
De bronzen medaille van de Olympische Zomerspelen van 1920.

De medailles die werden uitgereikt tijdens de Olympische Zomerspelen van 1920 toonden op de voorzijde een naakte mannelijke atleet met in zijn linkerhand een palmtak en een lauwerkrans. Deze figuur was een verwijzing naar de Olympische Spelen in de Klassieke Oudheid, overigens gelijkaardig aan de figuur die op de officiële affiches van de Zomerspelen prijkt. Op de achtergrond plaatste men een allegorische figuur. Onderaan de medailles stond het opschrift "VIIe Olympiade". Op de achterzijde werd de Brabofontein afgebeeld met onderaan het wapen van de stad Antwerpen. De Brabofontein is de door Jef Lambeaux ontworpen fontein die sinds 1887 op de Antwerpse Grote Markt staat, net voor het stadhuis van Antwerpen. De afbeelding van de Brabofontein is een verwijzing naar de legende van Silvius Brabo en Druon Antigoon over het ontstaan van de benaming van de stad Antwerpen. Bovenaan prijkte het opschrift "Anvers MCMXX", wat staat voor de Franse vertaling van 'Antwerpen' en voor het jaartal 1920 in Romeinse cijfers. Links van de Brabofontein werden enkele schepen afgebeeld, hetgeen verwijst naar haven van Antwerpen. Rechts van de Brabofontein werd dan weer een silhouet afgebeeld van de Onze-Lieve-Vrouwekathedraal. Er werden in totaal 1.250 exemplaren van deze medaille vervaardigd, waarvan 450 gouden exemplaren, 400 zilveren exemplaren en eveneens 400 bronzen exemplaren.

### Medaillespiegel

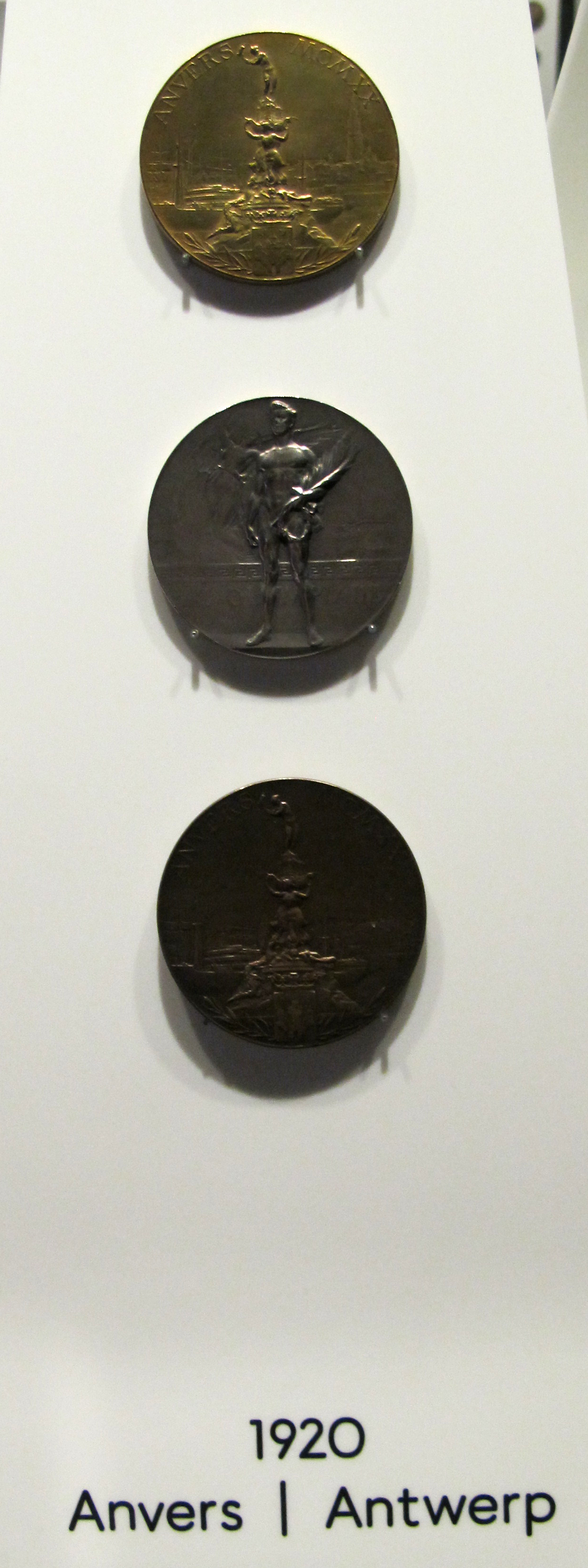
Een gouden, zilveren en bronzen exemplaar van de medailles van de Olympische Zomerspelen van 1920, tentoongesteld in het Olympisch museum in Lausanne, Zwitserland.

De Verenigde Staten behaalden 95 medailles, waarvan 41 gouden exemplaren, waarmee zij hen het meest succesvolle land waren tijdens deze editie van de Olympische Zomerspelen. Met 95 medailles behaalden de VS hun hoogste aantal medailles sinds de Olympische Zomerspelen van 1904, toen het land gastland was van de Olympische Zomerspelen. Zweden behaalde in totaal 64 medailles en eindigde daarmee op de tweede plaats in de medaillespiegel, als eerste Europees land. Met 64 medailles behaalde Zweden één medaille minder dan tijdens Olympische Zomerspelen van 1912 die plaatsvonden in de Zweedse hoofdstad Stockholm en waarbij het land het hoogste aantal medailles behaalde in zijn olympische geschiedenis. Groot-Brittannië behaalde vervolgens de derde plek in de medaillespiegel met 43 medailles. Finland eindigde op de vierde plaats en behaalde met 34 medailles zijn hoogste aantal medailles tot dan toe. Gastland België werd vijfde in de medaillespiegel met 36 medailles, het beste resultaat in de olympische geschiedenis van het land. Ook Luxemburg, Noorwegen en Zuid-Afrika behaalden in 1920 hun beste olympische resultaten ooit. Japan en Luxemburg behaalden in Antwerpen hun eerste olympische medailles ooit, net als de debuterende landen Brazilië, Estland, Nieuw-Zeeland en Tsjecho-Slowakije. Naast de landen die voor het eerst een medaille behaalden, behaalden ook Denemarken, Italië, Nederland, Spanje en Zwitserland in Antwerpen hun hoogste aantal medailles tot dan toe.
In totaal zouden 22 van de 29 deelnemende landen minstens één medaille behalen. Enkel Argentinië, Brits-Indië, Chili, Egypte, Joegoslavië, Monaco en Portugal konden geen medailles behalen. Deze landen traden evenwel slechts aan met kleine delegaties, gaande van één atleet in het geval van Argentinië tot achttien atleten in het geval van Egypte.
De onderstaande tabel geeft de tien meest succesvolle landen op de Olympische Zomerspelen van 1920 weer. Het gastland heeft een blauwe achtergrond en het grootste aantal medailles in elke categorie is vetgedrukt.
| Plaats | Land             | NOC | Goud | Zilver | Brons | Totaal |
| ------ | ---------------- | --- | ---- | ------ | ----- | ------ |
| 1      | Verenigde Staten | USA | 41   | 27     | 27    | 95     |
| 2      | Zweden           | SWE | 19   | 20     | 25    | 64     |
| 3      | Groot-Brittannië | GBR | 15   | 15     | 13    | 43     |
| 4      | Finland          | FIN | 15   | 10     | 9     | 34     |
| 5      | België           | BEL | 14   | 11     | 11    | 36     |
| 6      | Noorwegen        | NOR | 13   | 9      | 9     | 31     |
| 7      | Italië           | ITA | 13   | 5      | 5     | 23     |
| 8      | Frankrijk        | FRA | 9    | 19     | 13    | 41     |
| 9      | Nederland        | NED | 4    | 2      | 5     | 11     |
| 10     | Denemarken       | DEN | 3    | 9      | 1     | 13     |

### Belgische prestaties
| Medaille    | Winnaar                                                 | Discipline    | Onderdeel                    |
| ----------- | ------------------------------------------------------- | ------------- | ---------------------------- |
| Goud (14)   | nationale ploeg                                         | Boogschieten  | vast vogeldoel, kleine vogel |
| Goud (14)   | nationale ploeg                                         | Boogschieten  | vast vogeldoel, grote vogel  |
| Goud (14)   | nationale ploeg                                         | Boogschieten  | bewegend vogeldoel, 33m      |
| Goud (14)   | nationale ploeg                                         | Boogschieten  | bewegend vogeldoel, 50m      |
| Goud (14)   | Hubert Van Innis                                        | Boogschieten  | bewegend vogeldoel, 28m      |
| Goud (14)   | Hubert Van Innis                                        | Boogschieten  | bewegend vogeldoel, 33m      |
| Goud (14)   | Edmond Cloetens                                         | Boogschieten  | vast vogeldoel, grote vogel  |
| Goud (14)   | Edmond Van Moer                                         | Boogschieten  | vast vogeldoel, kleine vogel |
| Goud (14)   | Frans De Haes                                           | Gewichtheffen | vedergewicht                 |
| Goud (14)   | Daniel Bouckaert                                        | Paardensport  | voltige                      |
| Goud (14)   | nationale ploeg                                         | Paardensport  | voltige                      |
| Goud (14)   | nationale ploeg                                         | Voetbal       | voetbalcompetitie            |
| Goud (14)   | Henry George                                            | Wielersport   | 50 km baanwedstrijd          |
| Goud (14)   | Émile Cornellie Florimond Cornellie Frédéric Bruynseels | Zeilen        | 6 m (oude type 1907)         |
|             |                                                         |               |                              |
| Zilver (11) | Louis Van de Perck                                      | Boogschieten  | vast vogeldoel, kleine vogel |
| Zilver (11) | Louis Van de Perck                                      | Boogschieten  | vast vogeldoel, grote vogel  |
| Zilver (11) | nationale ploeg                                         | Boogschieten  | bewegend vogeldoel, 28m      |
| Zilver (11) | Hubert Van Innis                                        | Boogschieten  | bewegend vogeldoel, 50m      |
| Zilver (11) | Louis Wilquet                                           | Gewichtheffen | lichtgewicht                 |
| Zilver (11) | nationale ploeg                                         | Paardensport  | jumping                      |
| Zilver (11) | nationale ploeg                                         | Schermen      | degen                        |
| Zilver (11) | nationale ploeg                                         | Schietsport   | kleiduifschieten             |
| Zilver (11) | nationale ploeg                                         | Turnen        | Europees systeem             |
| Zilver (11) | nationale ploeg                                         | Waterpolo     | waterpolocompetitie          |
| Zilver (11) | Léon Huybrechts Charles van den Bussche John Klotz      | Zeilen        | 6 m (nieuwe type 1919)       |
|             |                                                         |               |                              |
| Brons (11)  | Joseph Hermans                                          | Boogschieten  | vast vogeldoel, kleine vogel |
| Brons (11)  | Firmin Flamand                                          | Boogschieten  | vast vogeldoel, grote vogel  |
| Brons (11)  | Florimond Rooms                                         | Gewichtheffen | lichtgewicht                 |
| Brons (11)  | nationale ploeg                                         | Turnen        | Zweeds systeem               |
| Brons (11)  | nationale ploeg                                         | Hockey        | hockeycompetitie             |
| Brons (11)  | Louis Finet                                             | Paardensport  | voltige                      |
| Brons (11)  | nationale ploeg                                         | Paardensport  | eventing                     |
| Brons (11)  | nationale ploeg                                         | Touwtrekken   | touwtrekcompetitie           |
| Brons (11)  | nationale ploeg                                         | Wielersport   | ploegentijdrit (weg)         |
| Brons (11)  | nationale ploeg                                         | Zeilen        | 8 m (nieuwe type 1919)       |
| Brons (11)  | Gérard Blitz                                            | Zwemmen       | 100 m rugslag                |

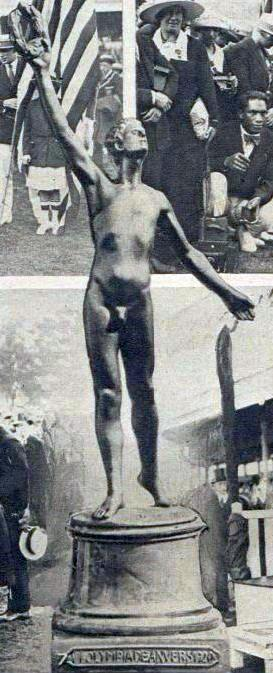
De trofee die werd uitgereikt aan de olympische kampioenen.

Daarnaast waren de Belgen ook veelvuldig actief in de kunstwedstrijden. De medailles in de kunstwedstrijden worden echter niet opgenomen in de officiële statistieken van het Internationaal Olympisch Comité.
| Medaille   | Winnaar            | Onderdeel      |  |
| ---------- | ------------------ | -------------- |  |
| Goud (2)   | Georges Monier     | Muziekkunst    |  |
| Goud (2)   | Albéric Collin     | Beeldhouwkunst |  |
|            |                    |                |  |
| Zilver (1) | Simon Goossens     | Beeldhouwkunst |  |
|            |                    |                |  |
| Brons (3)  | Maurice Bladel     | Literatuur     |  |
| Brons (3)  | Alfred Ost         | Schilderkunst  |  |
| Brons (3)  | Alphonse de Cuyper | Beeldhouwkunst |  |

### Nederlandse prestaties

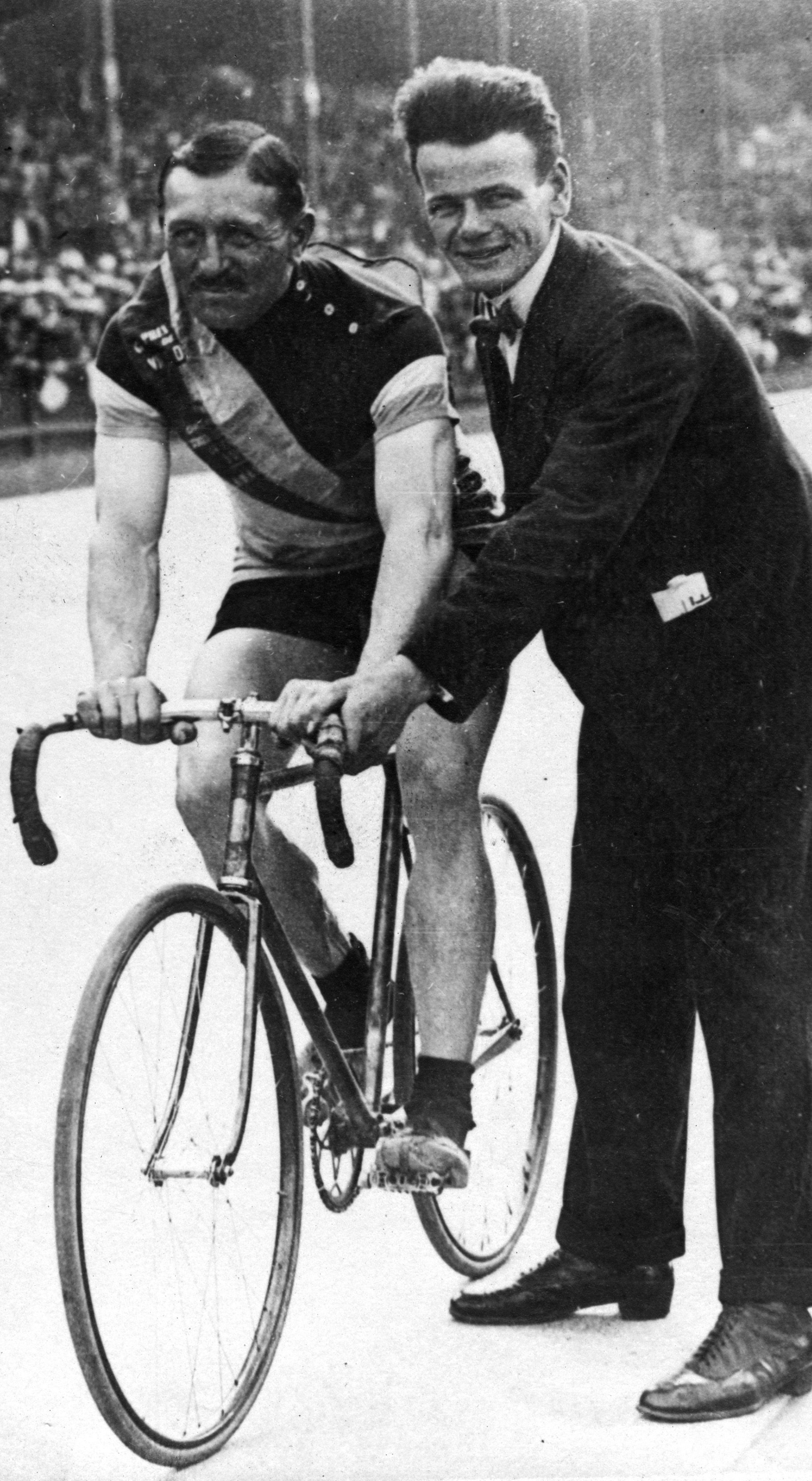
De Nederlander Maurice Peeters behaalde de gouden medaille op de 1.000 m sprint.

| Medaille   | Winnaar                              | Discipline   | Onderdeel               |
| ---------- | ------------------------------------ | ------------ | ----------------------- |
| Goud (4)   | nationale ploeg                      | Boogschieten | bewegend vogeldoel, 28m |
| Goud (4)   | Maurice Peeters                      | Wielersport  | 1.000 m sprint (baan)   |
| Goud (4)   | Joop Carp Piet Wernink Bernard Carp  | Zeilen       | 6,5m (nieuwe type 1919) |
| Goud (4)   | Johan Hin Cornelis Hin Frans Hin     | Zeilen       | 12-voets jol            |
|            |                                      |              |                         |
| Zilver (2) | nationale ploeg                      | Touwtrekken  | touwtrekcompetitie      |
| Zilver (2) | Arnoud van der Biesen Petrus Beukers | Zeilen       | 12-voets jol            |
|            |                                      |              |                         |
| Brons (5)  | Arie de Jong                         | Schermen     | sabel                   |
| Brons (5)  | nationale ploeg                      | Schermen     | sabel                   |
| Brons (5)  | nationale ploeg                      | Voetbal      | voetbalcompetitie       |
| Brons (5)  | Piet Ikelaar                         | Wielersport  | 50 km (baan)            |
| Brons (5)  | Frans de Vreng Piet Ikelaar          | Wielersport  | 2.000 m tandem          |

## Publiciteit
Het organisatiecomité van de Olympische Zomerspelen van 1920 richtte met het oog op de publiciteit voor de Spelen een apart publiciteitscomité op, in het Frans het comité de propagande genaamd, dat was gevestigd in de Lange Herentalsestraat nabij het Centraal Station. Het publiciteitscomité kreeg in zijn opdracht om reclame te maken af te rekenen met twee hinderpalen: enerzijds de korte tijdspanne waarin reclame kon worden gemaakt en anderzijds het beperkte budget van 200.000 Belgische frank dat hen ter beschikking stond. Vanwege dit beperkt budget kon het comité enkel reclame maken in de vorm van affiches, brochures enz. en niet in duurdere vormen van publiciteit, zoals advertenties in kranten. In het buitenland werden de officiële affiches, brochures en folders verspreid door de Belgische diplomatieke posten in het buitenland, de nationale olympische comités en reisagentschappen. Alle verzendingen van reclamemateriaal naar het buitenland werd bovendien voorzien van een zegel van het Ministerie van Buitenlandse Zaken. Op die manier konden douaneformaliteiten worden vermeden en liepen de zendingen geen vertraging op.

### Officiële affiche

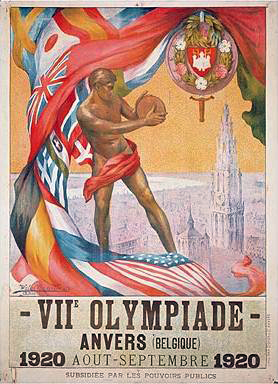
De officiële affiche van de Zomerspelen van 1920 in Antwerpen.

De officiële affiche van de Olympische Zomerspelen van Antwerpen werd getekend door de Belgische illustrator Walter Van der Ven, naar een ontwerp van zijn echtgenote Martha Van Kuyck. Zij waren schoonzoon en dochter van de Antwerpse tekenaar Frans Van Kuyck. De affiche is opgemaakt in belle époquestijl en toont centraal een bronzen discuswerper, een verwijzing naar de Olympische Spelen in de Klassieke Oudheid. De discuswerper is aan de linkerzijde omgeven door een rode banier waarin men de vlaggen heeft verwerkt van enkele deelnemende landen, met name de vlaggen van de Verenigde Staten, Joegoslavië, België, Zwitserland, Frankrijk, Griekenland, Italië, Denemarken, Noorwegen, Groot-Brittannië, Zweden, Japan, Spanje en Nederland. De Antwerpse Onze-Lieve-Vrouwekathedraal, het Antwerpse stadhuis en de Schelde sieren de achtergrond. Rechtsboven prijken een zwaard en het wapen van de stad Antwerpen.
De eerste ontwerpen van de affiche gaan terug tot een tekening uit het bidbook Aurons-nous la VIIe Olympiade à Anvers en 1920? uit 1914, van net voor het uitbreken van de Eerste Wereldoorlog. Nadat in april 1919 de Spelen definitief aan Antwerpen werden toegewezen, werd deze tekening als basis genomen voor de officiële affiches van de Olympische Zomerspelen van 1920. De belangrijkste wijziging in de officiële affiche in vergelijking met de originele tekening uit zich in de selectie van de vlaggen rond de bronzen discuswerper. De vlaggen van het Duitse Keizerrijk, Oostenrijk en Rusland werden geschrapt aangezien deze landen niet aan de Zomerspelen van 1920 zouden deelnemen.
Van de officiële affiche werden 40.000 affiches op klein formaat (20x30 cm) uitgegeven en 90.000 affiches op groot formaat (85x62 cm). De affiches werden opgesteld in 17 talen en er werden ook tweetalige affiches in het Frans en het Nederlands uitgebracht. Er werden 25.000 Engelstalige, 21.000 Franstalige, 15.000 Nederlandstalige affiches gedrukt, alsook 10.000 tweetalige in het Frans en het Nederlands. Verder werden er elks 5.000 affiches voorzien in het Italiaans en het Spaans en werden er telkens 1.000 affiches gedrukt in het Zweeds, het Portugees, het Grieks, het Noors, het Deens, het Japans en het Duits. Ten slotte werden er 500 Tsjechische, Poolse en Chinese affiches vervaardigd, alsook 250 Servische en Roemeense affiches. Hiertoe deed de organisatie beroep op vier Belgische drukkerijen. In Denemarken, Noorwegen, Zweden, Nederland, Luxemburg, Italië, Zwitserland, Groot-Brittannië, Frankrijk en Spanje werden officiële affiches opgehangen in de belangrijkste treinstations. In Groot-Brittannië, Frankrijk, Zwitserland en Nederland verspreidde men eveneens affiches onder de grote hotels. De organisatie stuurde in het binnenland affiches op naar de belangrijkste hotels, universiteiten, reisagentschappen, banken, musea enz. In de grote steden werden eveneens affiches opgehangen in de stations en de post- en telegrafiekantoren.

### Postzegels en -stempels

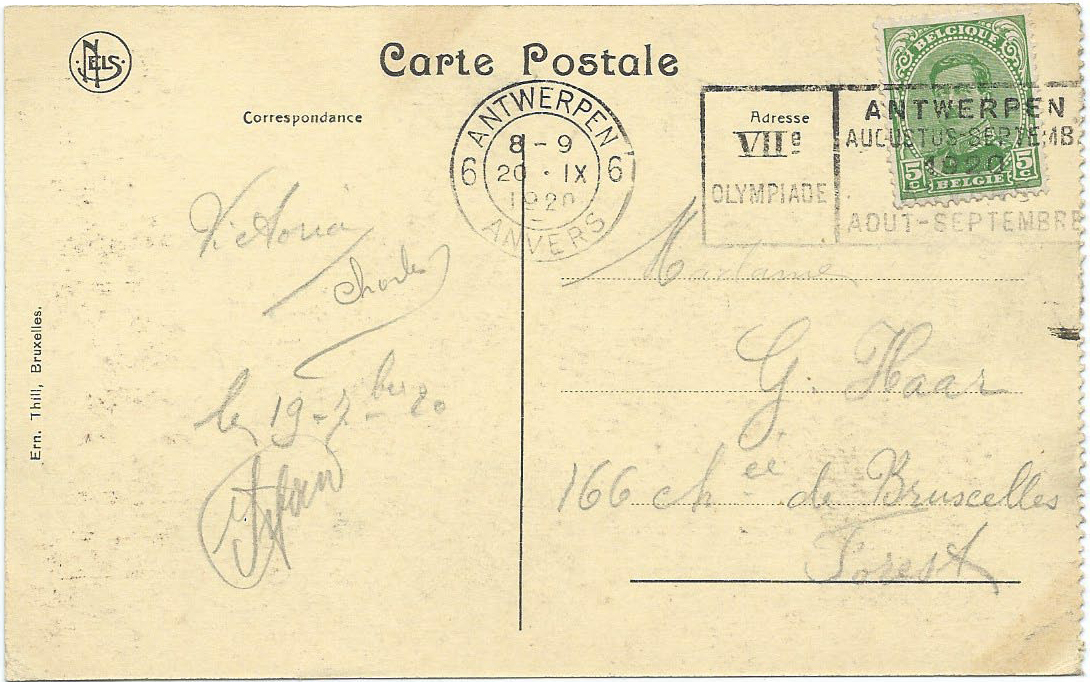
Achterzijde van een postkaart waarvan de postzegel is afgestempeld met een bijzondere stempel met reclame voor de Olympische Zomerspelen van 1920 in Antwerpen.

Ook de Belgische posterijen werden ingeschakeld om publiciteit te maken voor de Olympische Zomerspelen van 1920. Zo werd er tijdelijk een nieuwe stempel gebruikt bij het afstempelen van postzegels. Deze stempel verwees zowel in het Nederlands als het Frans naar de Olympische Zomerspelen met de vermelding "VIIe Olympiade. Antwerpen augustus-september 1920 Anvers août-septembre".
Tevens werd er op 20 mei 1920 een speciale reeks van Belgische postzegels uitgebracht ter ere van de Olympische Zomerspelen van Antwerpen. Deze zegels werden ontworpen en gegraveerd door de American Bank Note Company in New York in de Verenigde Staten en hebben beeltenissen die verwijzen naar de Olympische Spelen in de Klassieke Oudheid. Naast de eigenlijke prijs voor de postzegel rekende men bovendien een toeslag van 5 centiemen aan ten voordele van de oorlogsinvaliden van de Eerste Wereldoorlog. De zegels hadden de opschriften "VII Olympiade 1920 Anvers Antwerpen" en "pour les mutiles/voor de verminkten + 5c". Dit laatste opschrift was een verwijzing naar de toeslag voor de oorlogsinvaliden. Er werden drie coupures uitgegeven. Deze postzegels werden verkocht tot 30 oktober 1920 en bleven geldig tot 15 januari 1921. Ze konden worden gebruikt voor binnenlandse zendingen, alsook voor zendingen naar Belgisch-Congo, Ruanda-Urundi, Australië, Frankrijk, Groot-Brittannië, Italië, Japan, de Verenigde Staten en Zwitserland. In 2020 werd de afbeelding van een van deze postzegels opnieuw uitgegeven door bpost in een reeks van iconische Belgische postzegels.
| Afbeelding | Waarde                                     | Beeltenis                                | Kleur       | Oplage             |
| ---------- | ------------------------------------------ | ---------------------------------------- | ----------- | ------------------ |
|            | 0,05 Belgische frank (+0,05 frank toeslag) | de discuswerper van Myron van Eleutherae | groen       | 134.524 exemplaren |
|            | 0,10 Belgische frank (+0,05 frank toeslag) | vierspan                                 | karmijn     | 472.393 exemplaren |
|            | 0,15 Belgische frank (+0,05 frank toeslag) | marathonloper                            | donkerbruin | 406.655 exemplaren |

### Overige publiciteit
Om meer toeschouwers te lokken werden er ook 100.000 informatiebrochures gedrukt met de titel La VIIe Olympiade et les fêtes d'Anvers, waarvan er 60.000 in het Frans waren opgesteld, 20.000 in het Nederlands en nog eens 20.000 in het Engels. Met hetzelfde doel voor ogen bestelde het organisatiecomité ook één miljoen folders, waarvan 500.000 Engelstalige, 300.000 Franstalige en 200.000 Nederlandstalige, met aan de ene zijde het programma van de Olympische Zomerspelen van 1920 en aan de andere zijde een wereldkaart met daarop alle grootsteden en de duur van een reis vanuit die steden naar Antwerpen.

## Nalatenschap
Vanwege het gebrek aan middelen bij het organisatiecomité werd er na de Olympische Zomerspelen van 1920 geen officieel rapport van deze Zomerspelen opgesteld. In 1927 bracht het Belgisch Olympisch Comité alsnog een rapport uit, opgesteld in het Frans en getiteld "VIIème Olympiade Anvers 1920". Dertig jaar later, in 1957, kwam het Comité met een tweede editie van het officieel verslag, met als titel "Rapport officiel des Jeux de la VIIème Olympiade Anvers 1920".

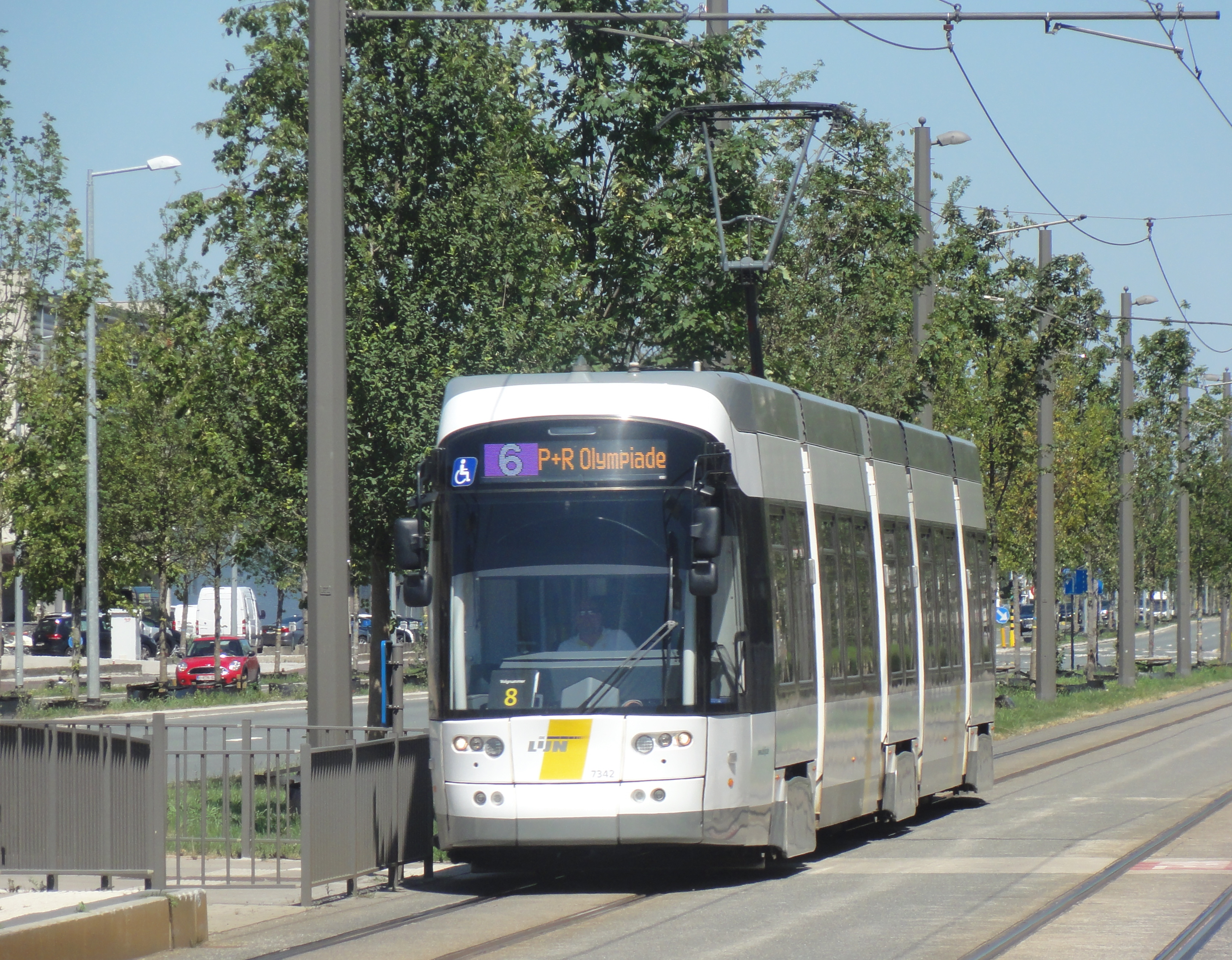
Een Antwerpse tram op lijn 6 met bestemming Olympiade.

In de omgeving van het Olympisch Stadion herinneren verschillende straatnamen naar de Olympische Zomerspelen die in 1920 op die plek werden georganiseerd. Het gaat in totaal om 16 straten en met name om de VIIde-Olympiadelaan, de Athenestraat, de Atletenstraat, de Golfstraat, de Hockeystraat, de Marathonstraat, de Polostraat, de Schijfwerpersstraat, de Speerstraat, de Sportstraat, de Stadionstraat, de Stijgbeugelstraat, de Tennisstraat, de Turnersstraat, de Vijfkampstraat en de Voetbalstraat. Sinds 27 oktober 2007 rijdt de Antwerpse tramlijn 6 tussen de wijk Luchtbal en de eindhalte Olympiade in de wijk het Kiel. In september 2016 werd aan de ingang van het Olympisch Stadion een monument onthuld met wegwijzers naar de verschillende gaststeden van de Olympische Zomerspelen tussen 1896 en 2016. De Belgische olympische medaillewinnaars Tia Hellebaut, Hanna Mariën en Loïck Luypaert woonden de inhuldiging bij. In zijn geboorteplaats Elewijt staat een borstbeeld van de meest succesvolle Belgische olympiër Hubert Van Innis, vergezeld van een olympische vlag. Na de afbraak van het IJspaleis in 2016 zijn het Olympisch Stadion en het Olympisch Zwembad de laatste fysieke sporen van de Olympische Zomerspelen in de stad Antwerpen.
Naar aanleiding van de 100e verjaardag van de Olympische Spelen van Antwerpen liep van 25 juni tot 31 december 2020 in het Olympisch museum in Lausanne, Zwitserland, de tentoonstelling Anvers 1920-2020: tous solidaires, unis sous le même drapeau. Hierbij legde het museum de link tussen enerzijds de Olympische Spelen van Antwerpen van 1920, de eerste na de Eerste Wereldoorlog en in de periode van de Spaanse griep en anderzijds de Olympische Spelen van 2020 in Tokio, die in die periode net waren uitgesteld naar 2021 vanwege de coronapandemie. De Koninklijke Munt van België bracht ter gelegenheid van de 100e verjaardag een herdenkingsmunt uit met een denominatie van 2,5 euro. Er werden 50.000 exemplaren van deze munt vervaardigd. De munt toont een discuswerper uit de klassieke oudheid alsook de toegangspoort van het Olympisch Stadion met daarop de Belgische vlag.

## Galerij

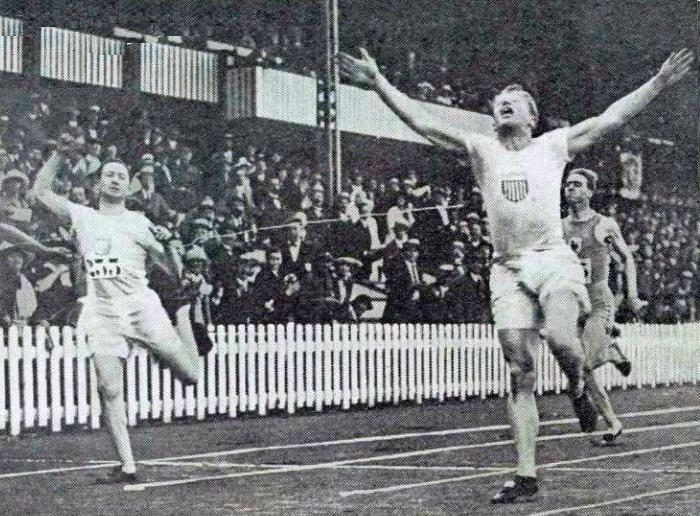
100 m
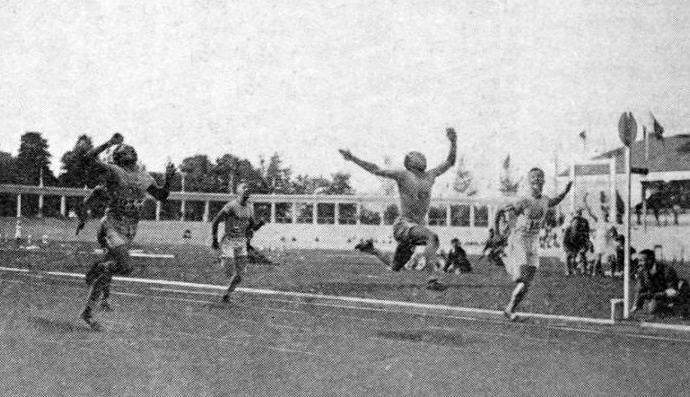
100 m
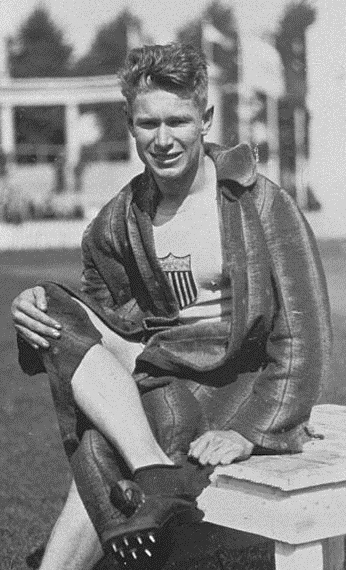
Charley Paddock, goud op de 100 m
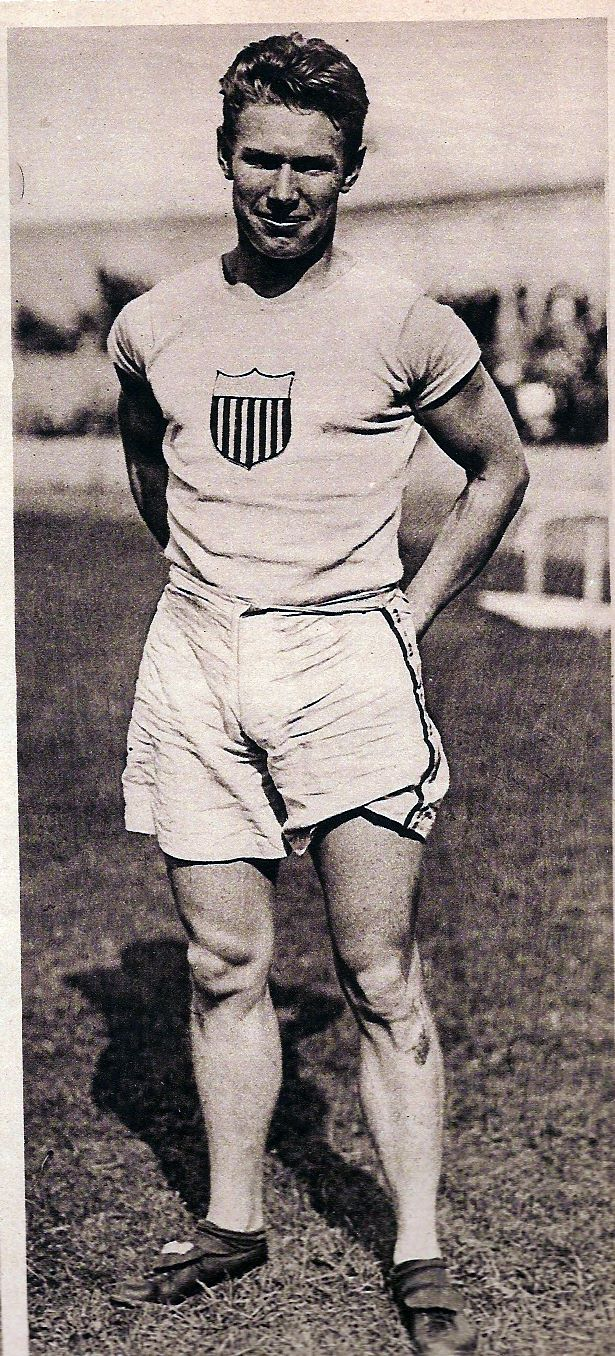
Charley Paddock, goud op de 100 m
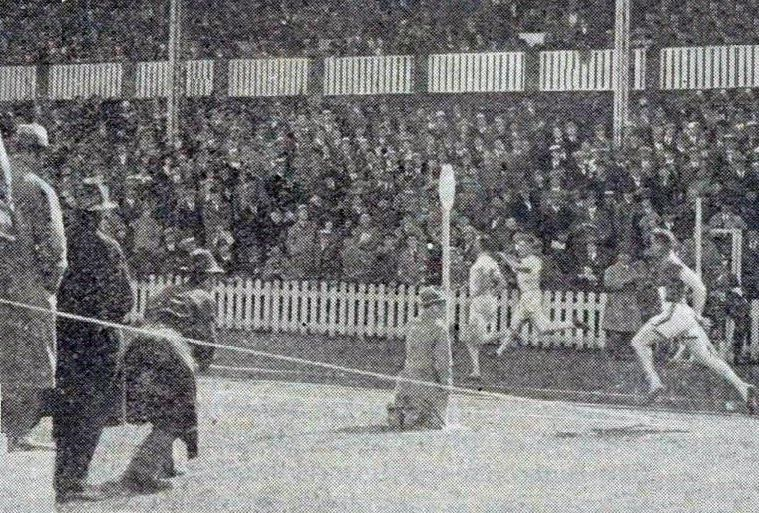
200 m
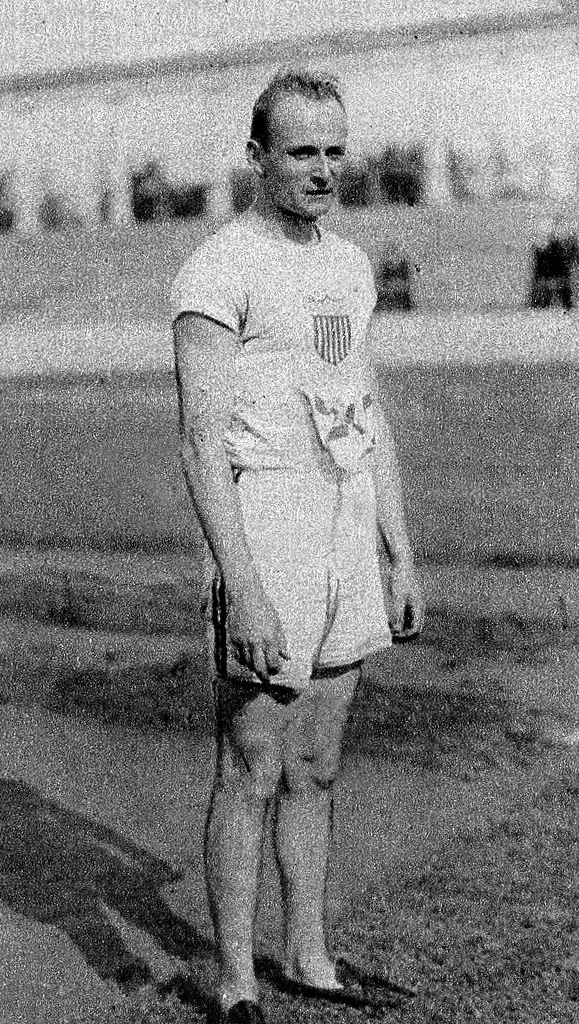
Allen Woodring, goud op de 200 m
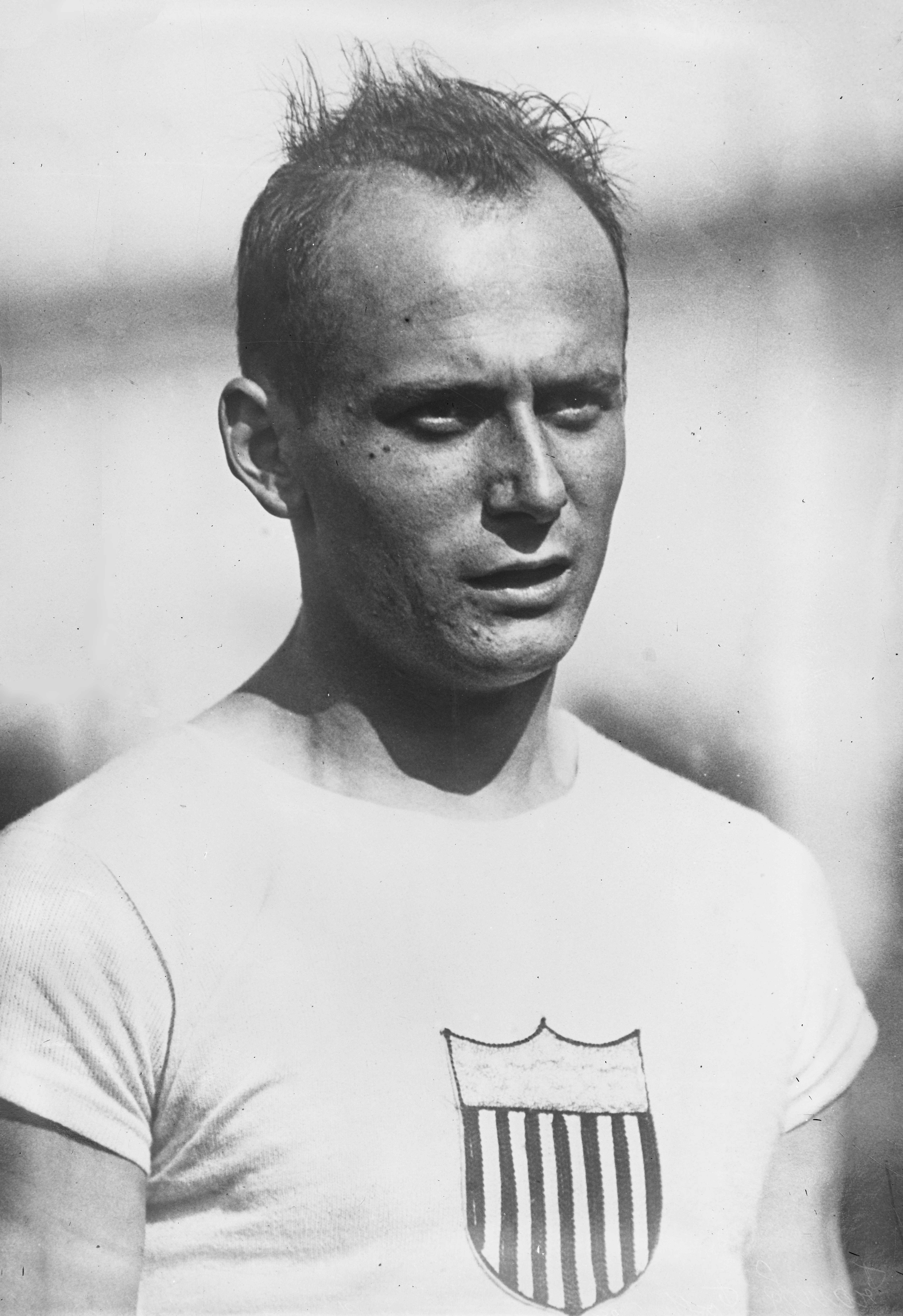
Allen Woodring, goud op de 200 m
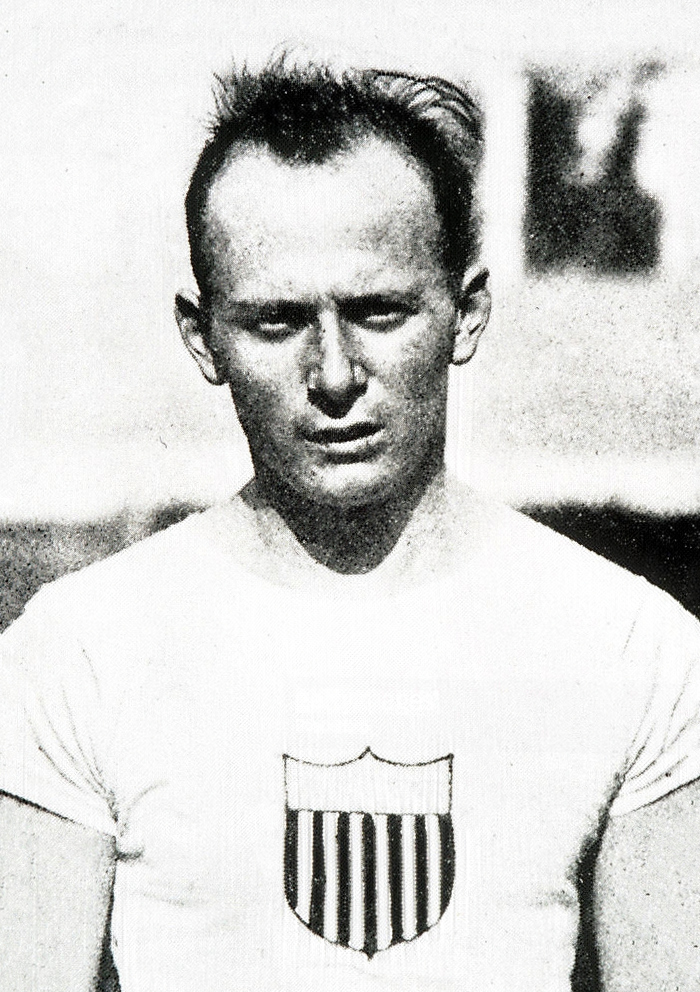
Allen Woodring, goud op de 200 m
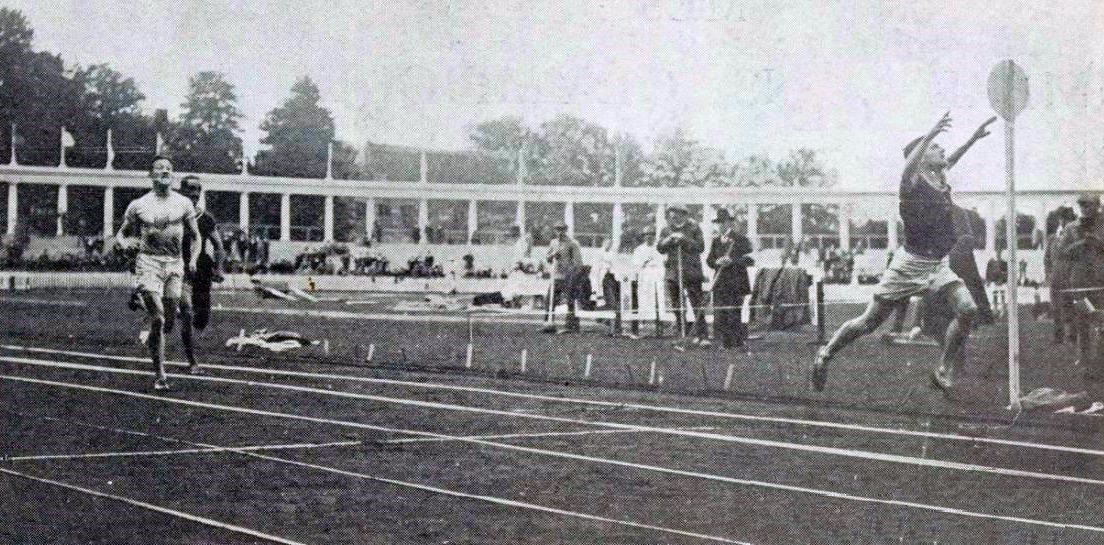
Bevil Rudd, goud op de 400 m
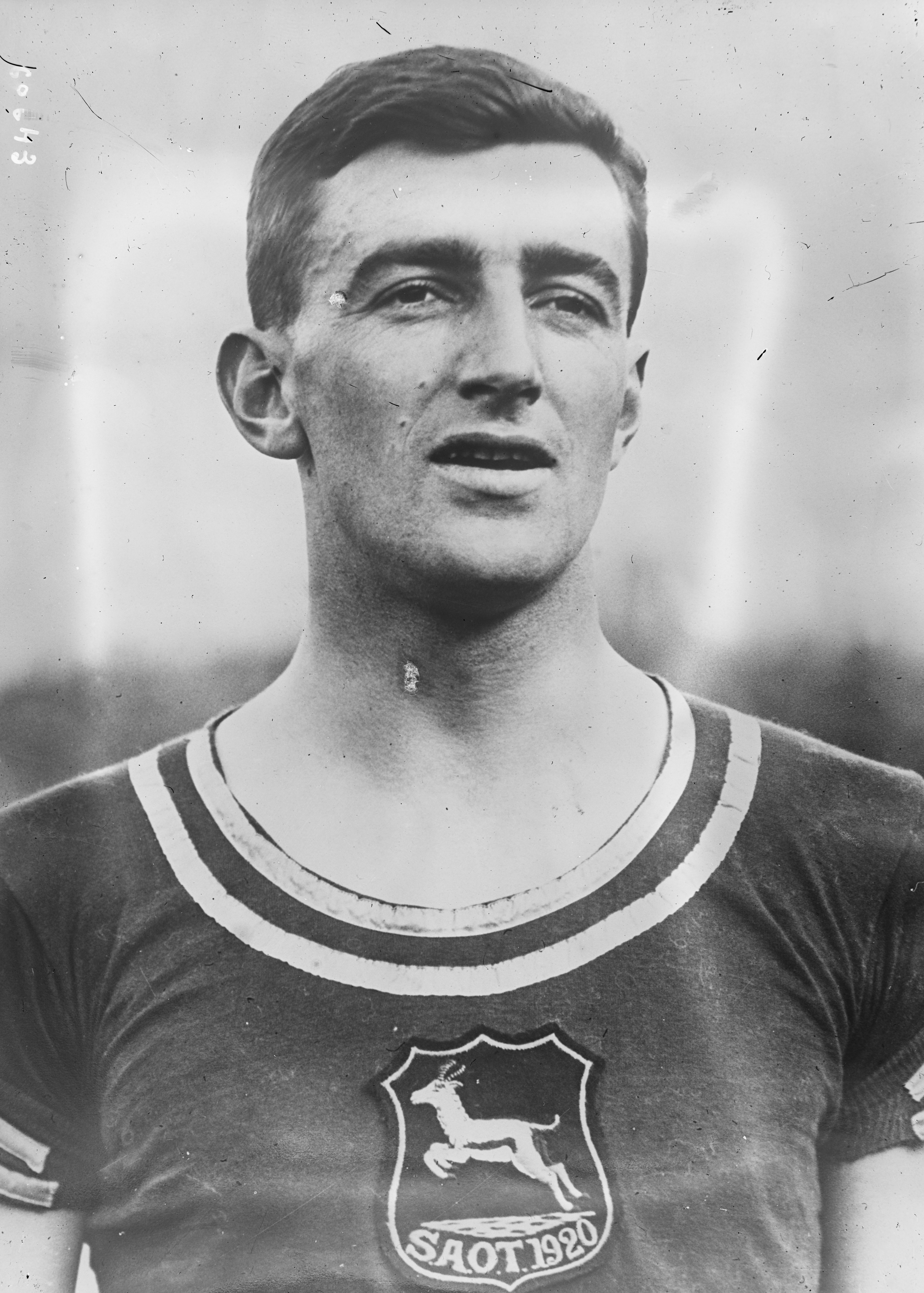
Bevil Rudd, goud op de 400 m
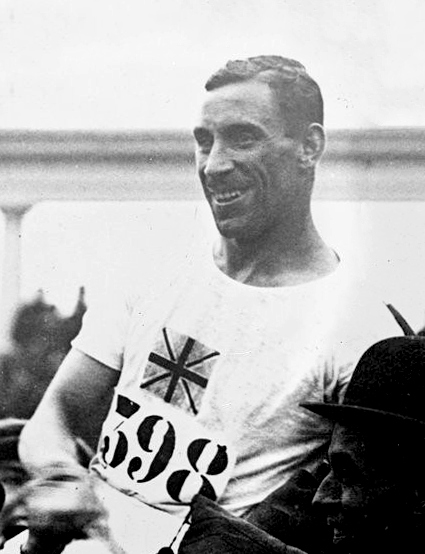
Albert Hill, goud op de 800 m
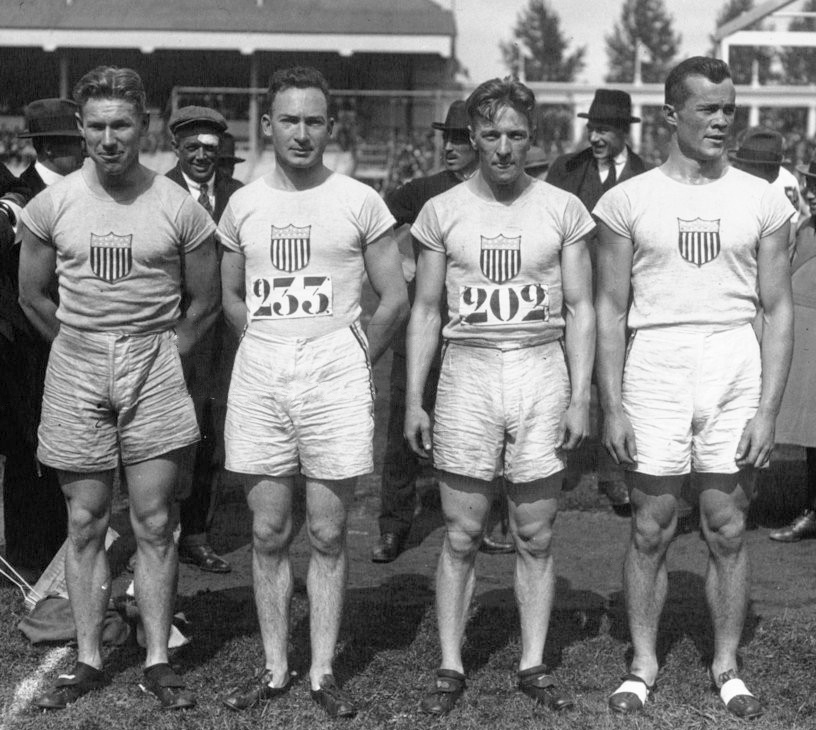
Charley Paddock, Jackson Scholz, Loren Murchison en Morris Kirksey, goud op de 4x100 m estafette
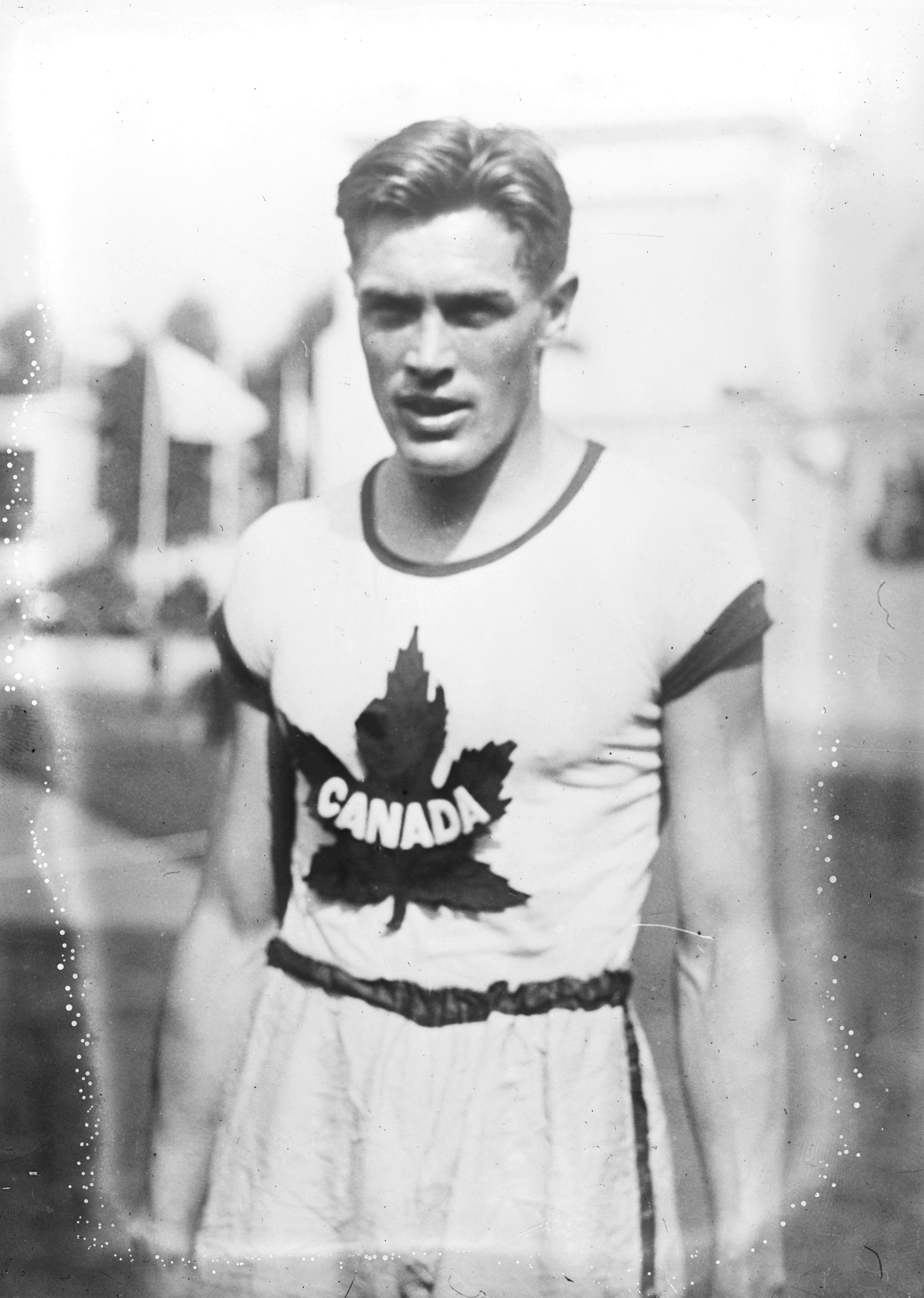
Tommy Thomson, goud op de 110 m horden
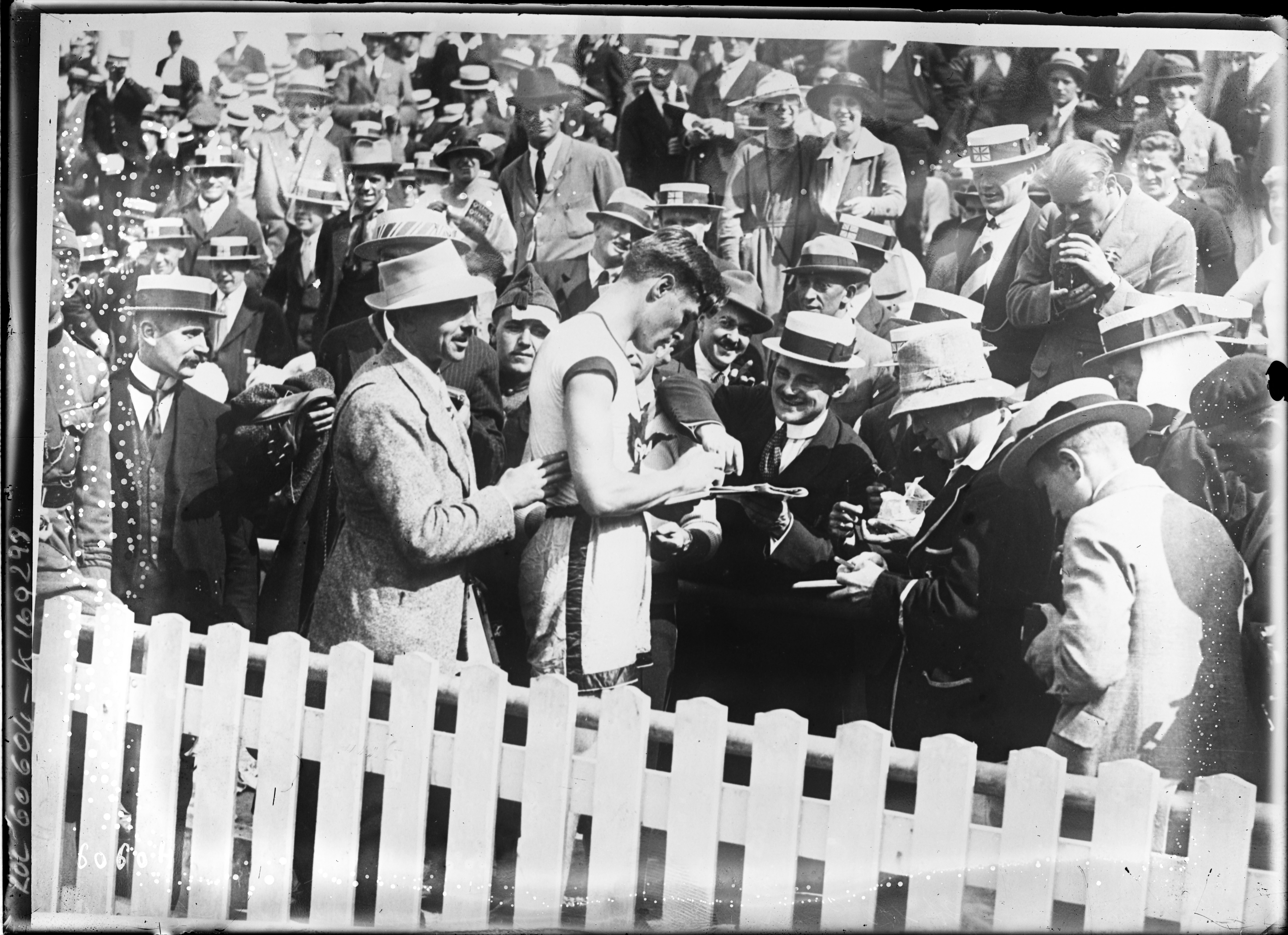
Tommy Thomson, goud op de 110 m horden
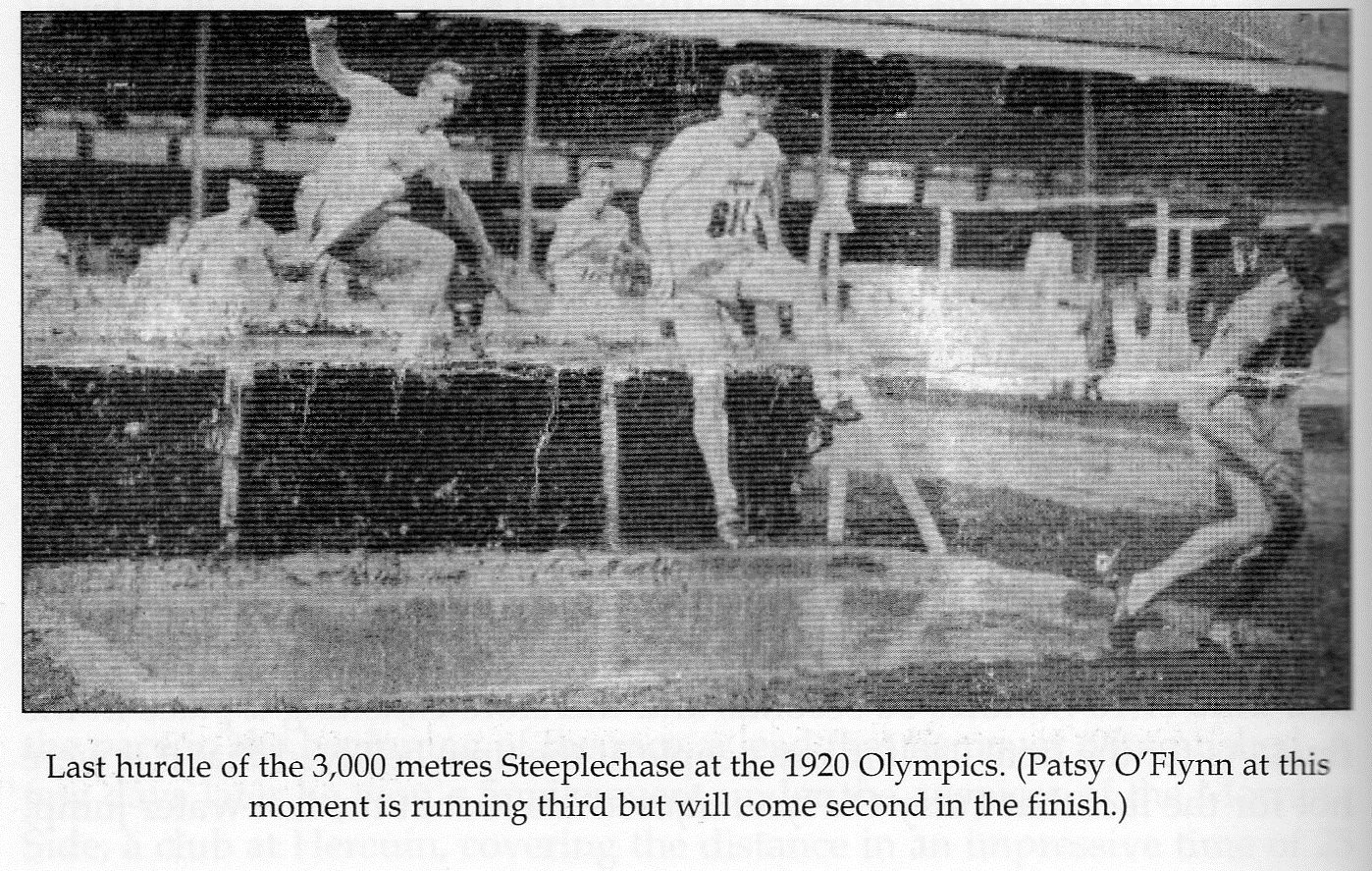
3.000 m steeplechase
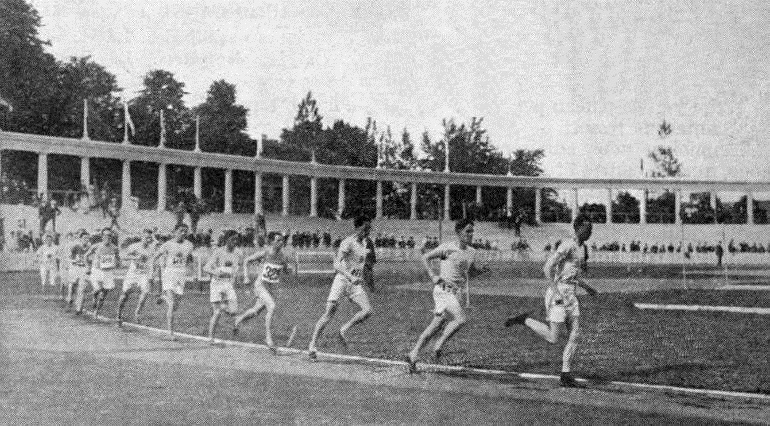
5.000m
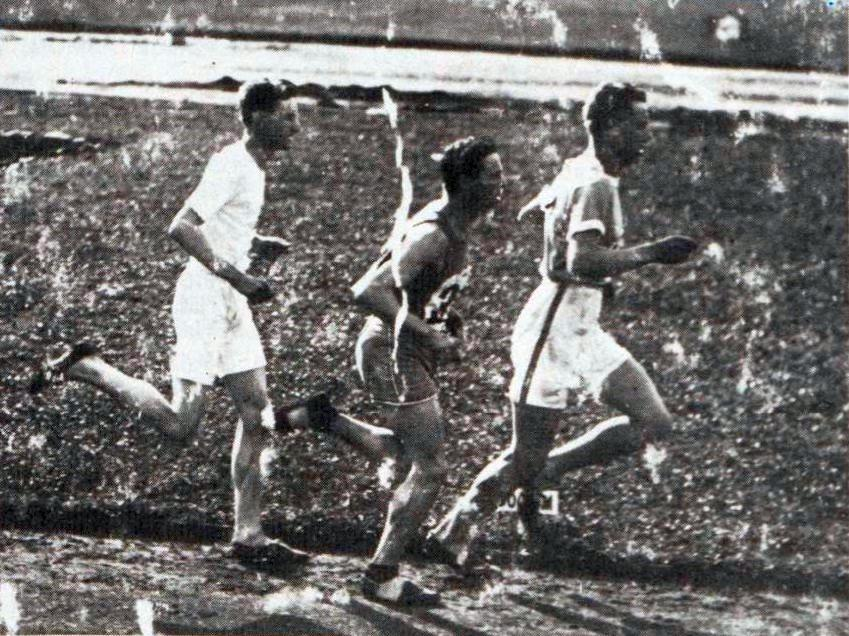
5.000 m
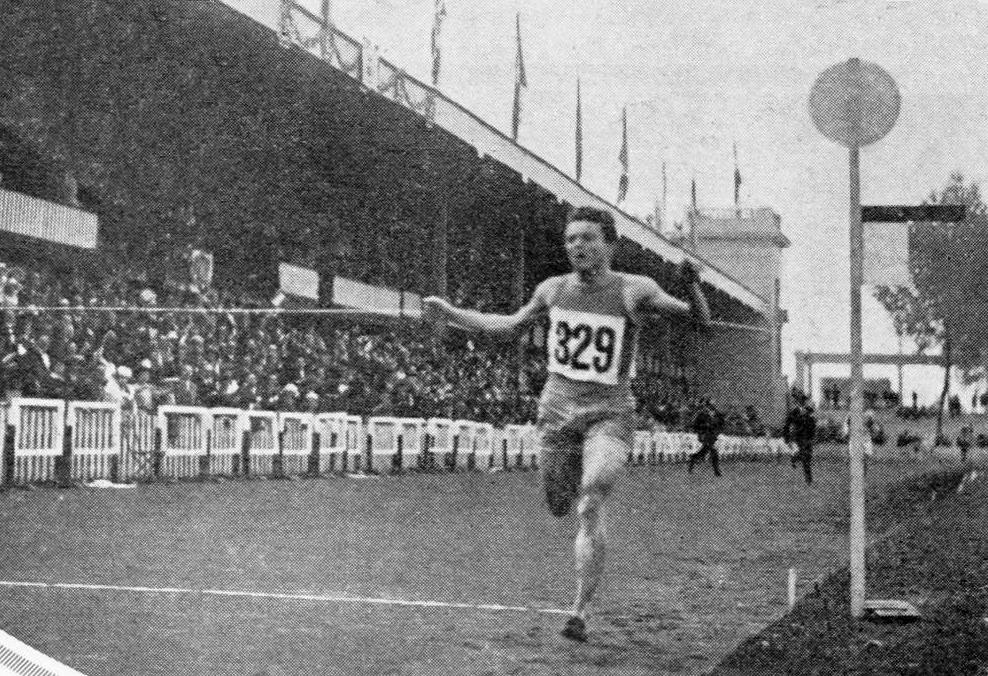
Joseph Guillemot, goud op de 5.000 m
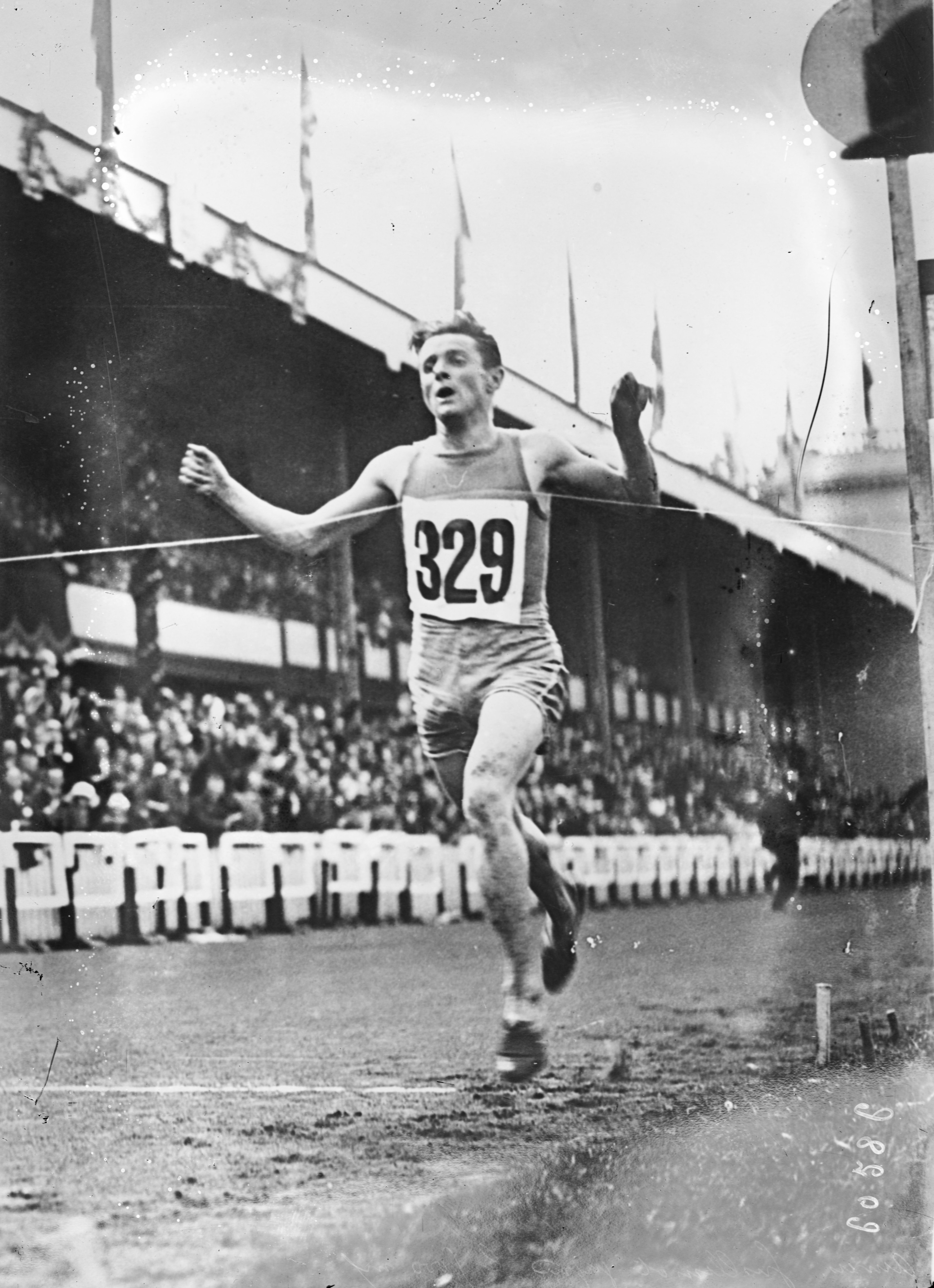
Joseph Guillemot, goud op de 5.000 m
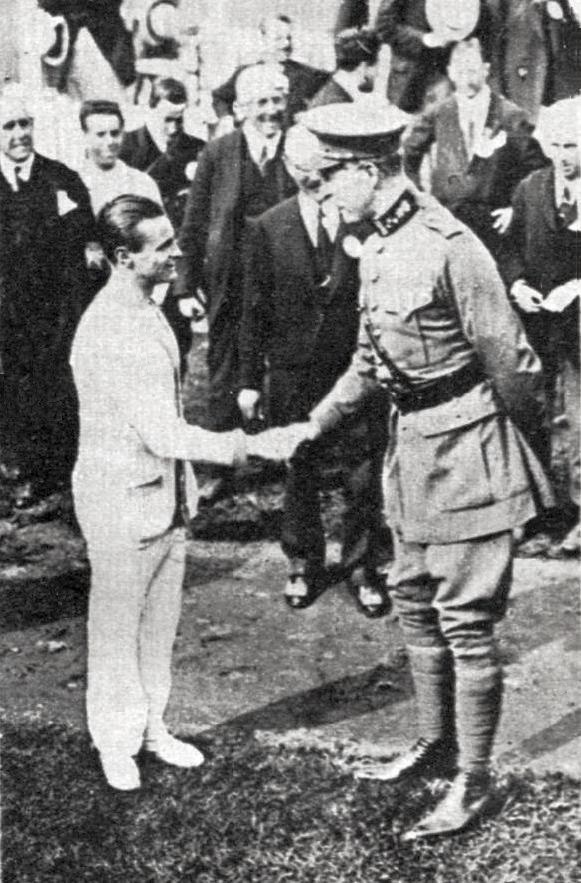
Joseph Guillemot en koning Albert I van België
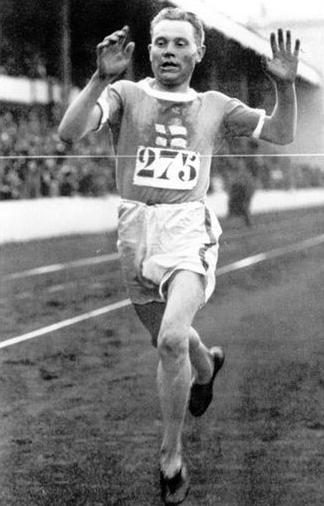
Paavo Nurmi, goud op de 10.000 m
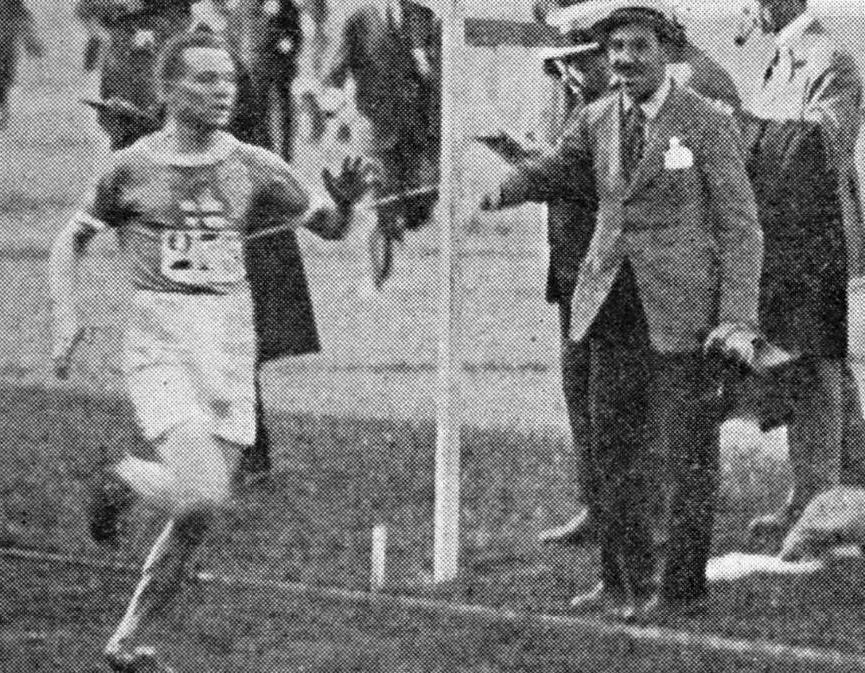
Paavo Nurmi, goud op de 10.000 m
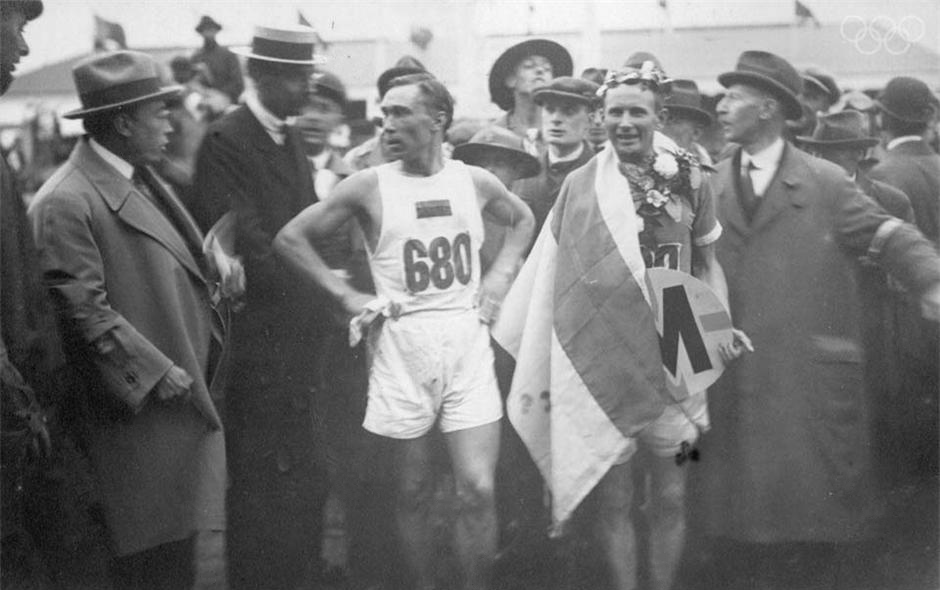
Jüri Lossman en Hannes Kolehmainen, zilver en goud op de marathon
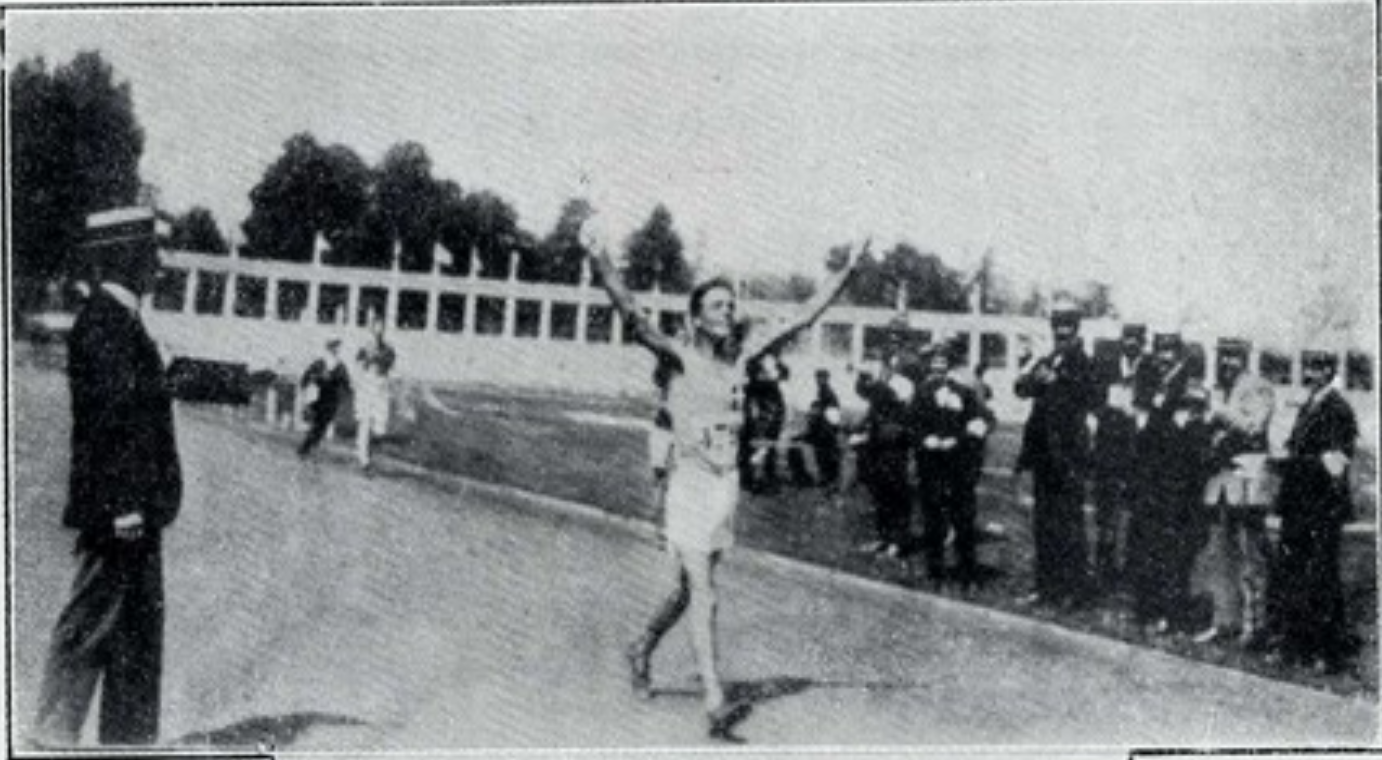
Ugo Frigerio, goud op de 3 km en de 10 km snelwandelen
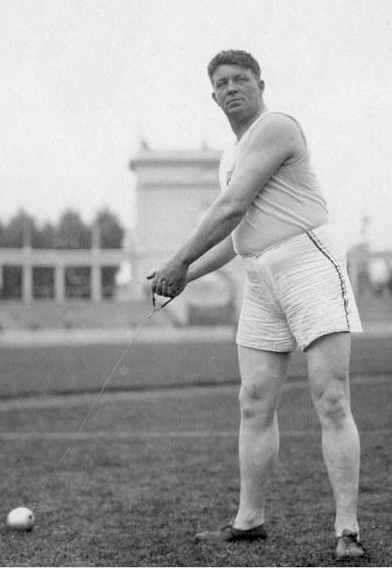
Patrick Ryan, goud in het kogelslingeren
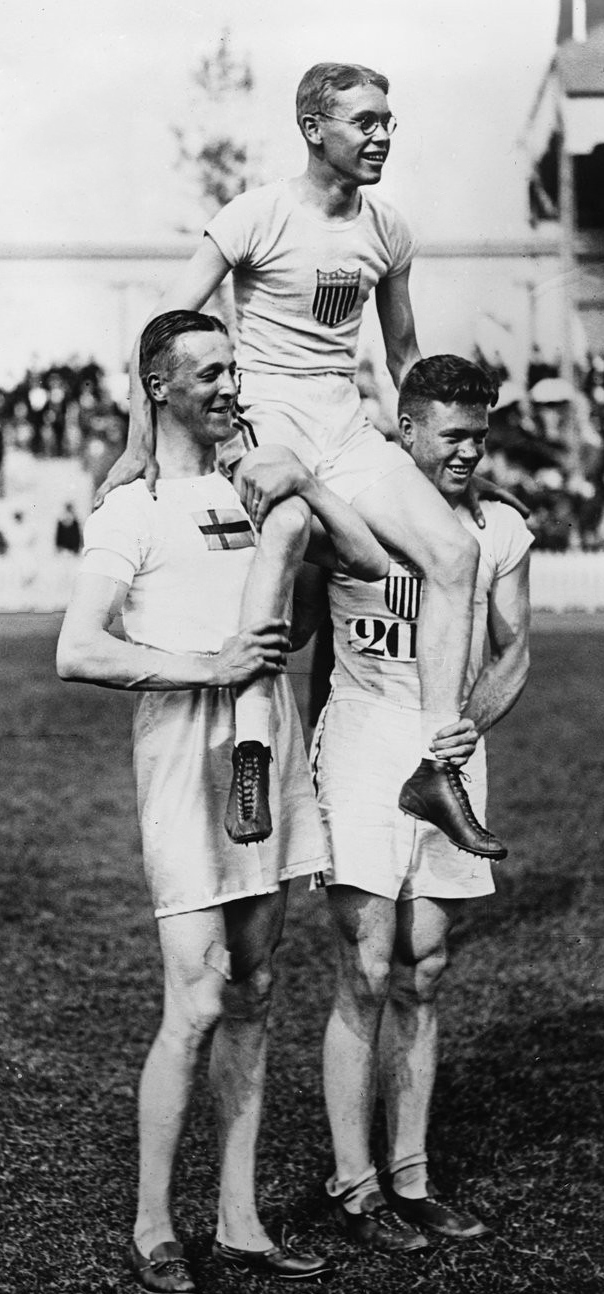
Bo Ekelund, Richmond Landon en Harold Muller, podium in het hoogspringen
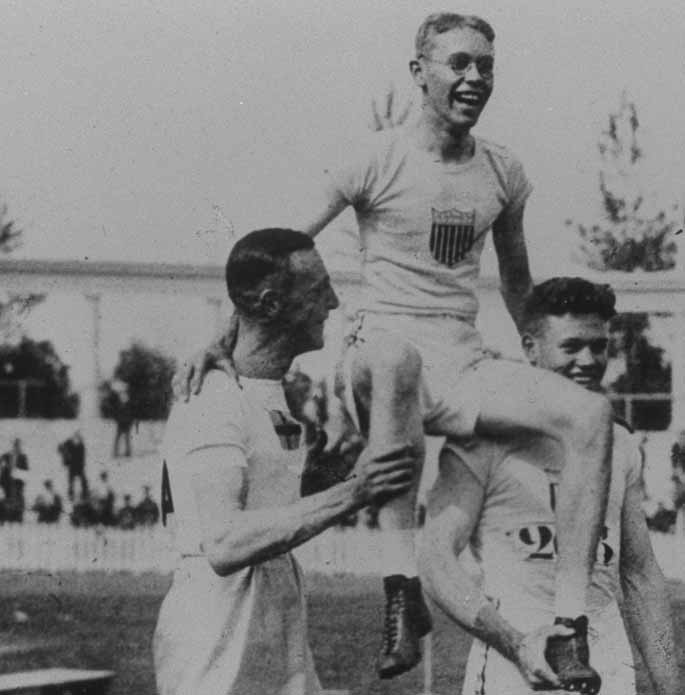
Bo Ekelund, Richmond Landon en Harold Muller, podium in het hoogspringen
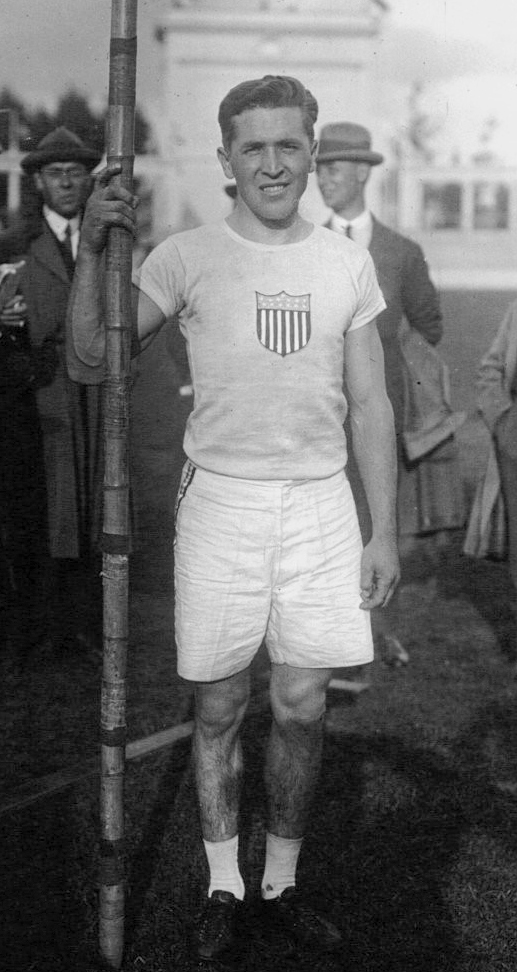
Frank Foss, goud in het polsstokspringen
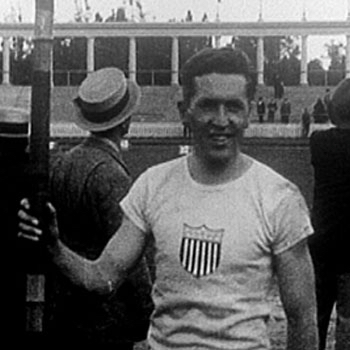
Frank Foss, goud in het polsstokspringen
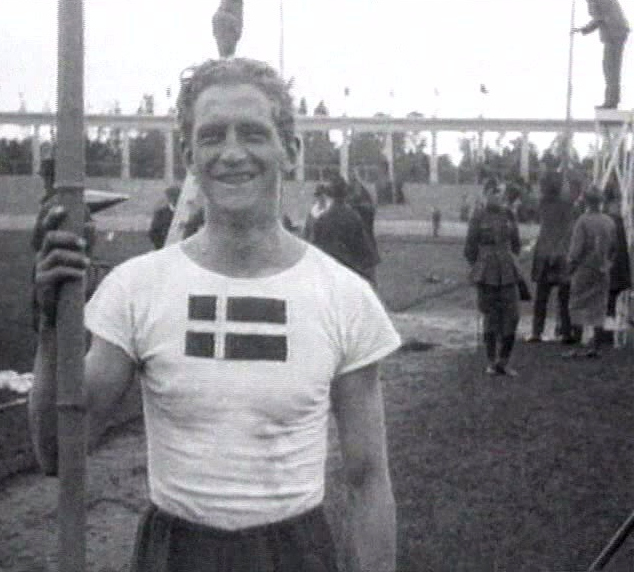
Henry Petersen, zilver in het polsstokspringen
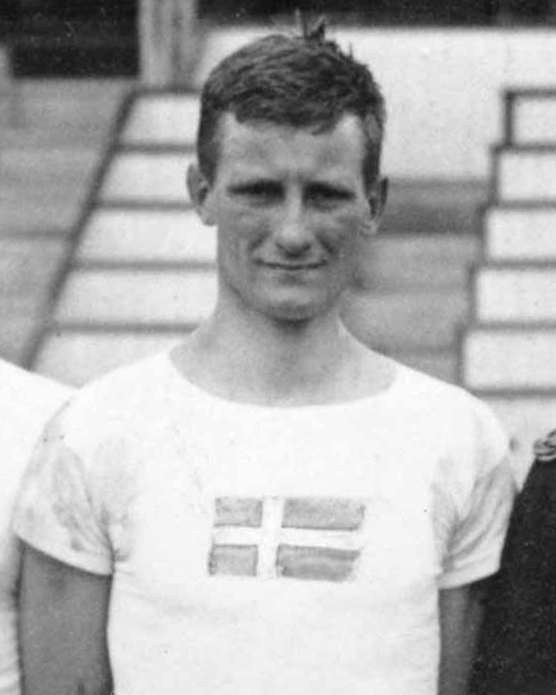
Erik de Laval, zilveren medaille in de moderne vijfkamp
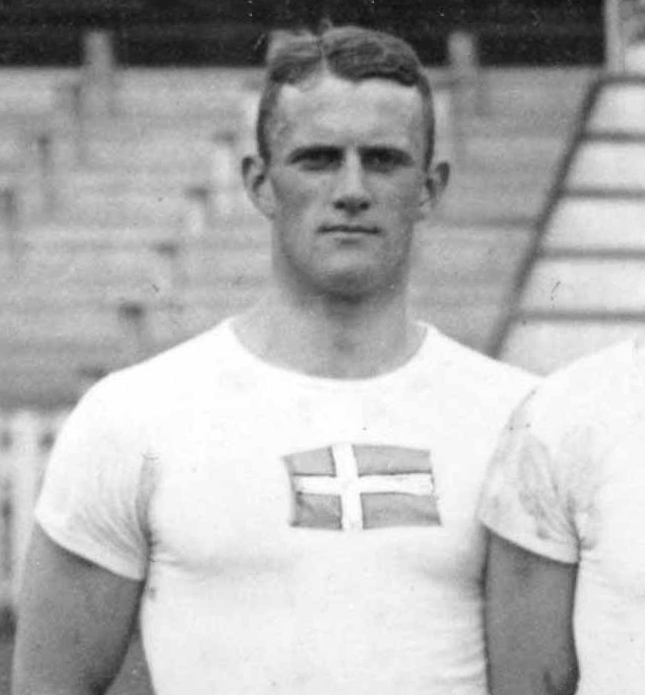
Bengt Uggla, vierde plaats in de moderne vijfkamp
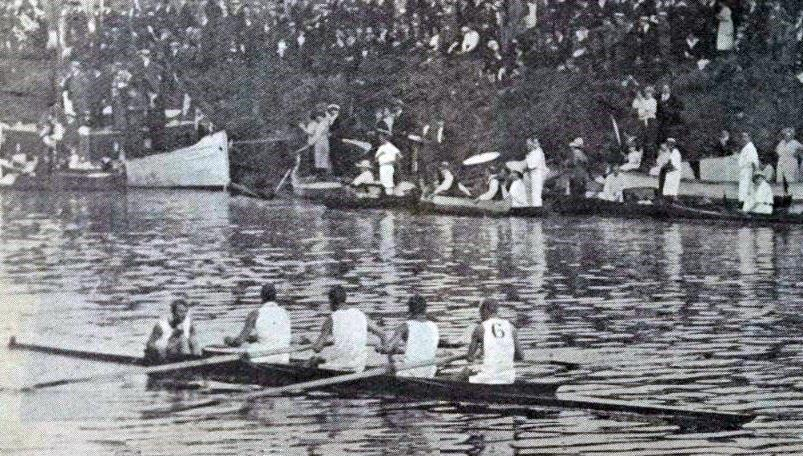
roeien
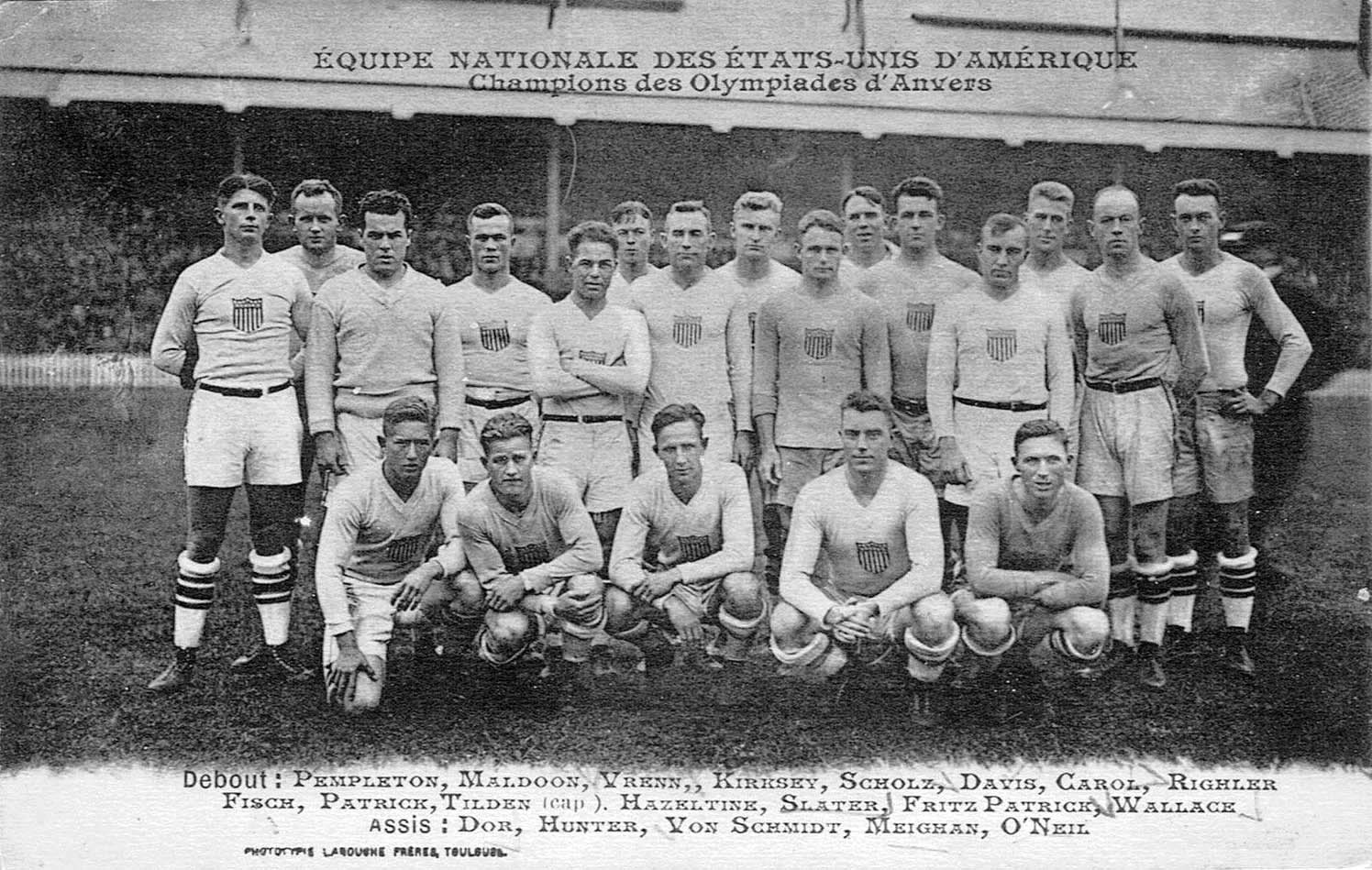
Amerikaans rugbyteam
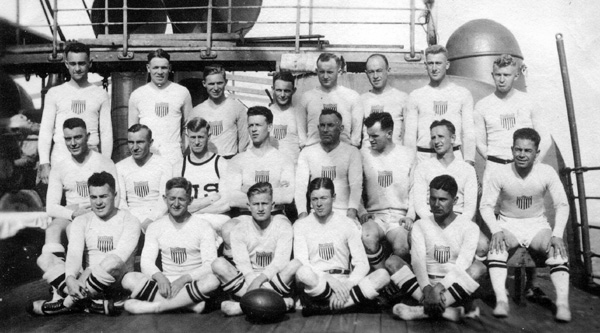
Amerikaans rugbyteam
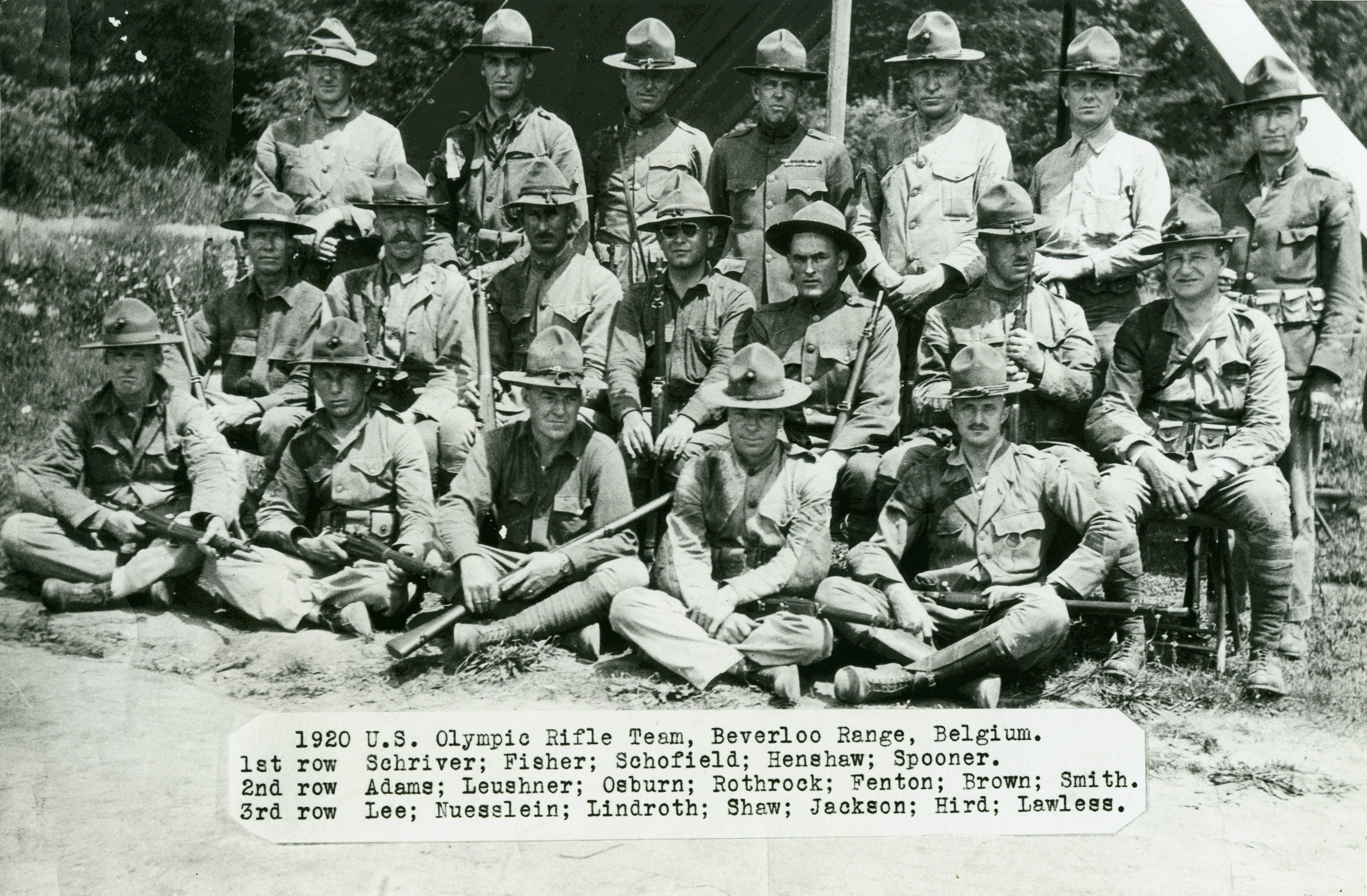
Amerikaanse schuttersteam
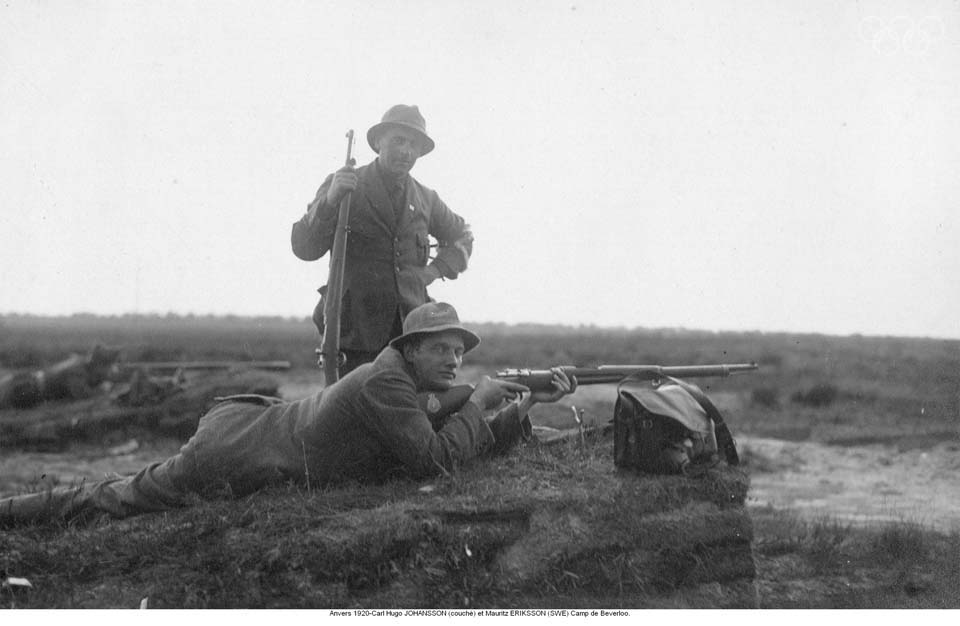
De Zweedse schutters Carl Hugo Johansson en Mauritz Eriksson
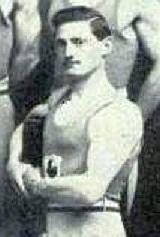
Georges Thurnherr, brons in het turnen (Europees systeem)
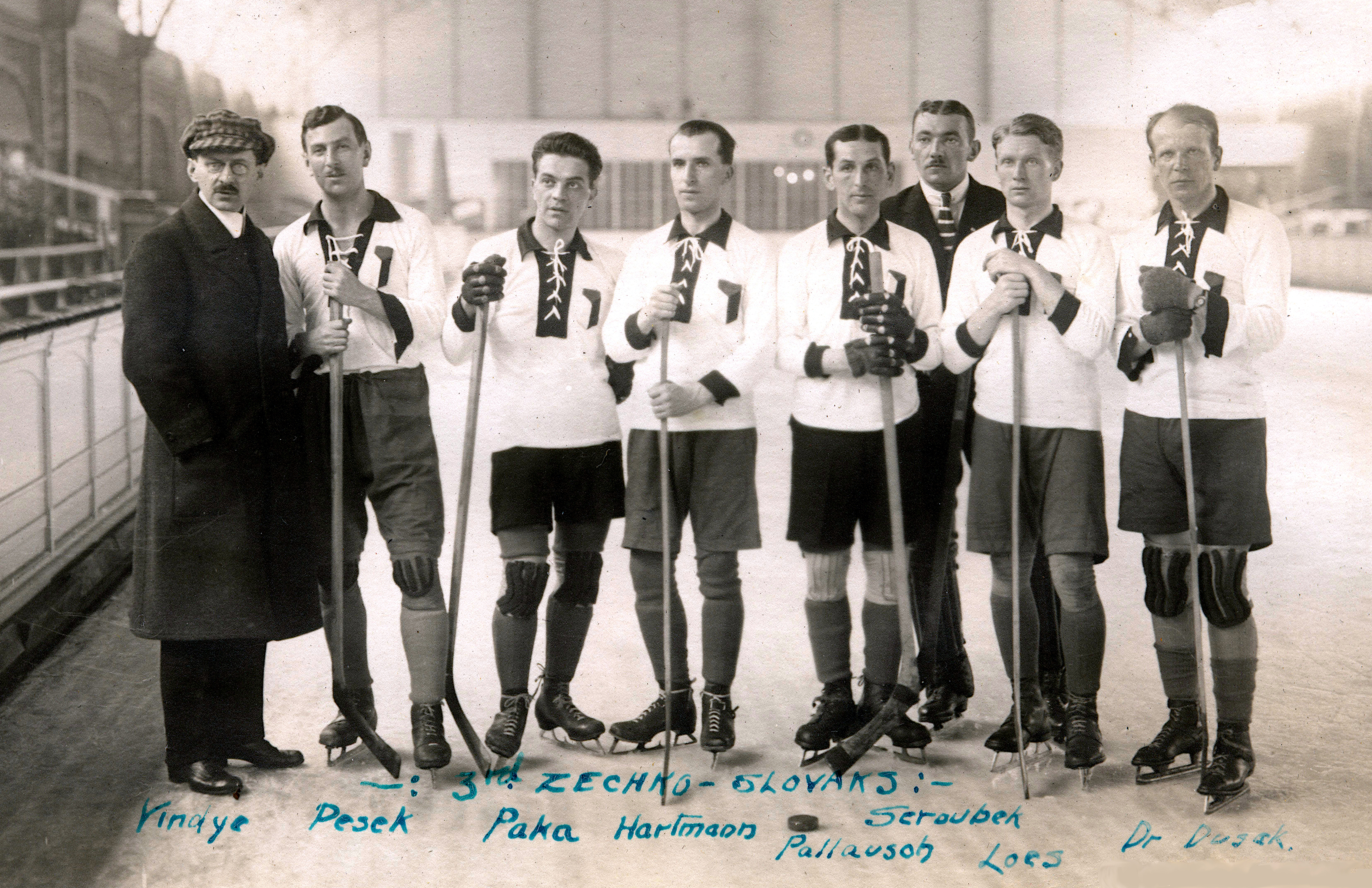
Tsjecho-Slowaaks ijshockeyteam
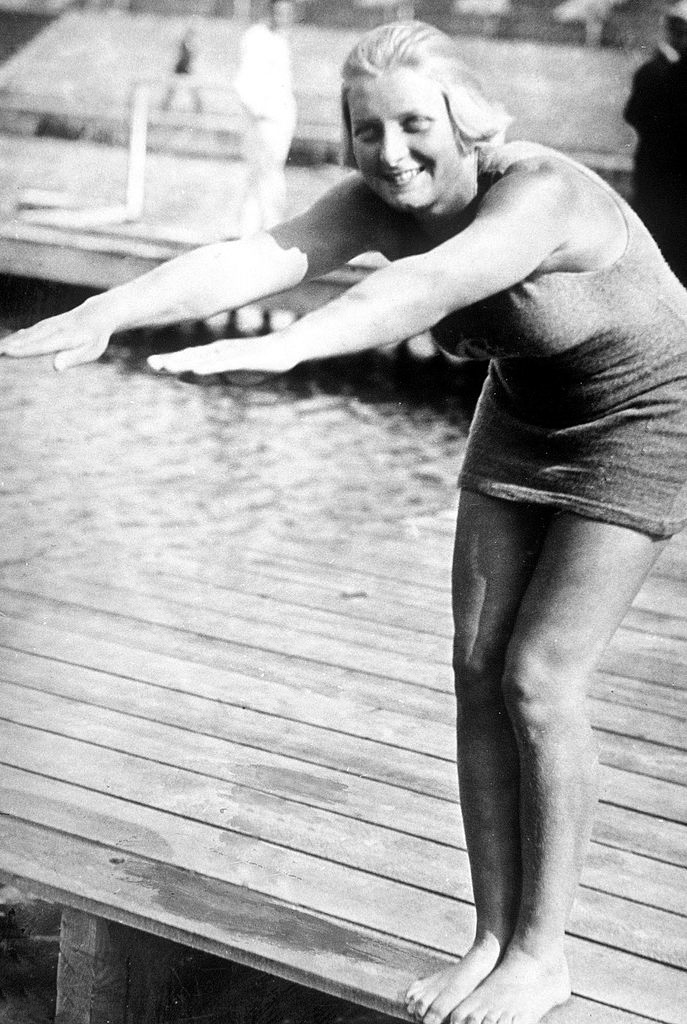
Ethelda Bleibtrey, driemaal goud in het zwemmen
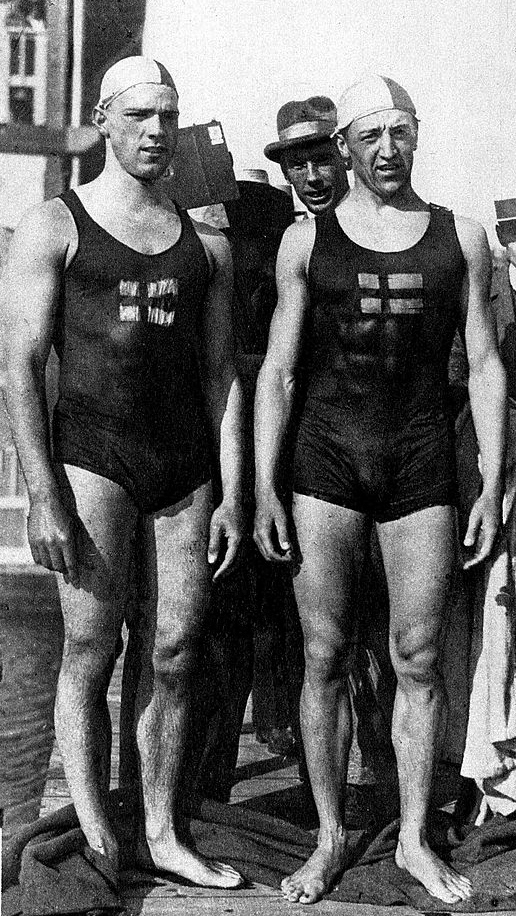
Håkan Malmrot en Thor Henning, tweemaal goud en zilver in het zwemmen
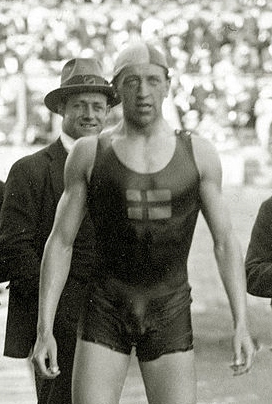
Håkan Malmrot, tweemaal goud in het zwemmen
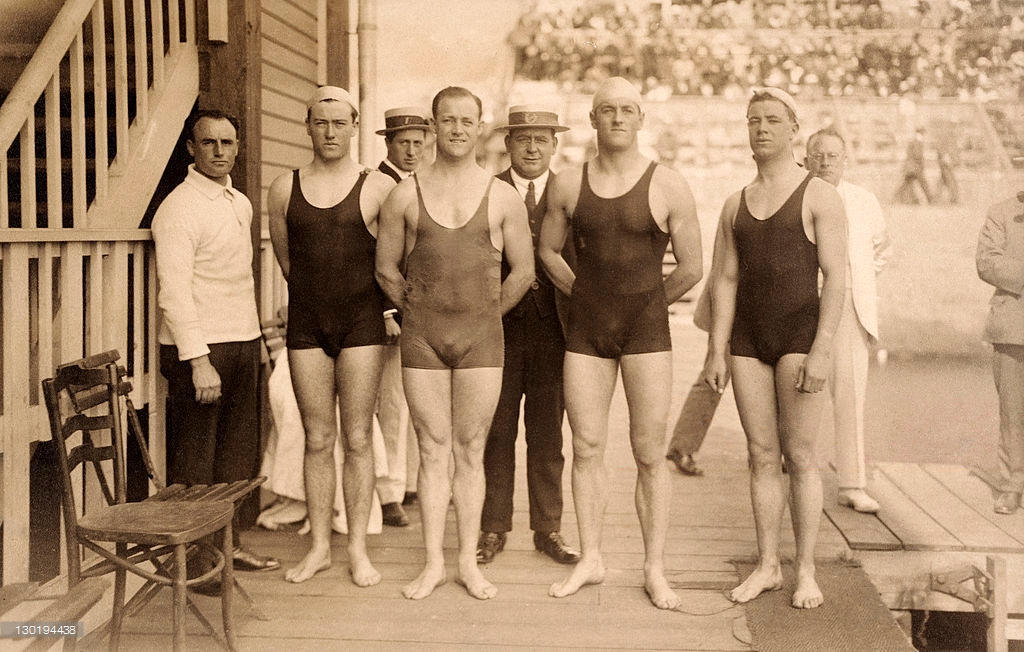
Frank Beaurepaire, William Herald, Ivan Stedman en Keith Kirland, zilver op de 4x200 m in het zwemmen
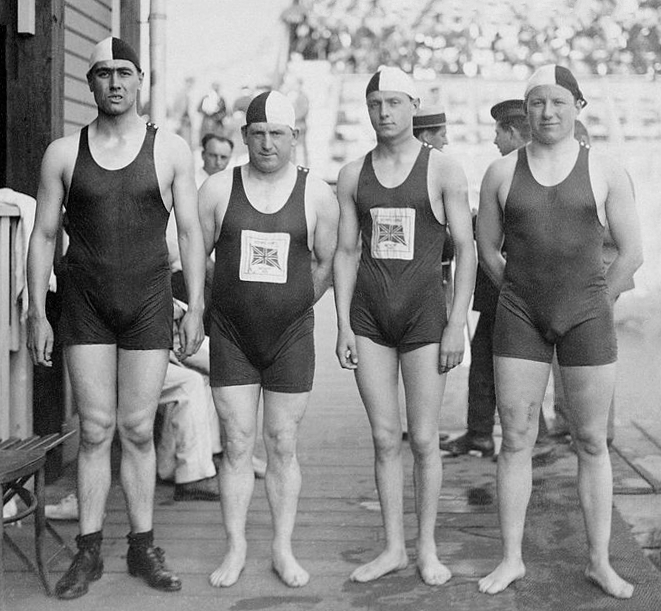
Harold Annison, Henry Taylor, Edward Percival, Peter Savage en Leslie Savage, zilver op de 4x200 m in het zwemmen